# Gare de Limoges-Bénédictins
Ne doit pas être confondu avec Gare de Limoges-Montjovis.
Vous lisez un « bon article » labellisé en 2008.
La gare de Limoges-Bénédictins est une gare ferroviaire française, la principale des deux gares de la commune de Limoges, dans le département de la Haute-Vienne, en région Nouvelle-Aquitaine.
Principal nœud du Limousin, avec 1,6 million de voyageurs annuels, elle est située au cœur d'une étoile ferroviaire à huit branches, au carrefour de quatre lignes la reliant à Paris via Châteauroux et Orléans, Toulouse via Brive et Montauban, Poitiers via Le Dorat, Angoulême et Périgueux. Elle est également une gare routière régionale.
Ouverte en 1856 par la Compagnie du chemin de fer de Paris à Orléans, à la mise en service du prolongement vers le sud de la ligne venant d'Orléans au-delà d'Argenton-sur-Creuse, une première gare demeure en service plus de soixante-dix ans. Elle est remplacée par le bâtiment actuel, inauguré en 1929. Chef-d’œuvre éclectique d'architecture régionaliste et symbole de la ville, l'esthétique de celui-ci emprunte autant à un Art nouveau tardif, qu'à l'Art déco et au néo-classicisme, et à ce titre fait l’objet d’une inscription au titre des monuments historiques depuis le 15 janvier 1975.
La gare de Limoges-Bénédictins est désormais une gare de la Société nationale des chemins de fer français (SNCF), desservie par les trains des réseaux Intercités et TER Nouvelle-Aquitaine.

## Situation ferroviaire
Gare de bifurcation, elle est située au point kilométrique (PK) 401,190 de la ligne des Aubrais - Orléans à Montauban-Ville-Bourbon, entre les gares ouvertes des Bardys et de Solignac - Le Vigen. Intercalées entre Limoges et les Bardys, se trouvent la gare de triage de Limoges-Puy-Imbert et la gare fermée du Palais.
La gare de Limoges-Bénédictins est, en outre, l'aboutissement, au PK 474,631, de la ligne du Dorat à Limoges-Bénédictins, et l'origine des lignes de Limoges-Bénédictins à Angoulême et Limoges-Bénédictins à Périgueux.
Son altitude est de 252 mètres.

## Toponymie
La gare de Limoges-Bénédictins tient son nom d'un ancien monastère de l'ordre de Saint-Benoît, fondé au Xe siècle sur le site d'une ancienne église du haut Moyen Âge, dédiée à saint Augustin : l'abbaye Saint-Augustin-lès-Limoges. L'établissement religieux connaît plusieurs usages successifs après la Révolution. Il sert un temps de pensionnat de jeunes filles, puis devient centrale pénitentiaire en 1810, avant d'être remployé comme caserne au début de la IIIe République et d'être démoli entre 1946 et 1952, ainsi qu'en attestent des vues aériennes de l'iGNF. Son emplacement est désormais occupé par l'axe formé par l'avenue des Bénédictins et l'avenue Jean-Gagnant, au sud de la gare.

## Fréquentation
De 2015 à 2024, selon les estimations de la SNCF, la fréquentation annuelle de la gare s'élève aux nombres indiqués dans le tableau ci-dessous :
| Année                      | 2015      | 2016      | 2017      | 2018      | 2019      | 2020      | 2021      | 2022      | 2023      | 2024      |
| -------------------------- | --------- | --------- | --------- | --------- | --------- | --------- | --------- | --------- | --------- | --------- |
| Voyageurs seuls            | 1 711 530 | 1 643 729 | 1 696 236 | 1 458 785 | 1 589 836 | 1 002 380 | 1 396 497 | 1 805 383 | 1 888 977 | 2 028 613 |
| Voyageurs et non voyageurs | 2 139 413 | 2 054 661 | 2 120 295 | 1 823 482 | 1 987 295 | 1 252 976 | 1 745 621 | 2 256 729 | 2 361 221 | 2 535 766 |

## Histoire

### Avant la gare

#### Contexte antérieur à l'arrivée du chemin de fer
La loi relative à l'établissement des grandes lignes de chemin de fer en France, adoptée le 11 juin 1842, qui lance le grand chantier de construction du réseau ferroviaire national, néglige le Centre de la France, et la région de Limoges n'y est pas mentionnée, la ligne projetée la plus proche devant atteindre Bourges depuis Paris.
Dans les années 1850, motivées entre autres par la modernisation de l'organisation du système postal, les autorités nationales du Second Empire souhaitent la mise en place d'une ligne de chemin de fer desservant Limoges, relayant la demande d'une délégation municipale envoyée en 1842, qui réclamait déjà le passage du chemin de fer dans la ville. L'idée est soutenue par l'industriel de la porcelaine David Haviland, qui installe tout juste son usine à Limoges, et par de grandes figures engagées dans le développement du chemin de fer et liées au Limousin, comme les ingénieurs polytechniciens Paulin Talabot, natif de Limoges et fondateur de la Compagnie des chemins de fer de Paris à Lyon et à la Méditerranée, et Pierre-Edmond Teisserenc de Bort, qui sera député du département sous la Troisième République.
Toutefois, ce n'est que grâce à l'intervention d'élus locaux à la Chambre des députés que la mention d'un chemin de fer « vers le Centre » est ajoutée au projet,. Devant les réticences liées à la construction d'une ligne dans le relief du Massif central, la municipalité de Limoges avait dû subventionner une mission scientifique qui démontra qu'il était possible de prolonger la voie ferrée, et fut contrainte d'intervenir directement auprès de Louis-Napoléon Bonaparte. La tâche est confiée à la Compagnie du Paris-Orléans, fondée en 1838, une des six sociétés privées du réseau ferroviaire français, qui lors de leur fusion et nationalisation en 1938, donneront la SNCF. Cette compagnie possède alors un réseau de 1 200 km.

#### Aménagements urbains
L'emplacement du futur centre ferroviaire de Limoges est occupé par une léproserie, qui a donné son nom à l'actuelle place Maison-Dieu et qui jouxtait l'ancien monastère bénédictin dont la gare tire sa dénomination.
Jusqu'à l'arrivée du train, l'actuel secteur du Champ de Juillet, qui aujourd'hui borde la gare sur son côté ouest, est encore assez campagnard. Jouxtant la Porte Tourny, ancienne porte de la ville construite sous l'intendant du même nom et détruite en 1873, se trouvait l'abbaye de Saint-Martin-lez-Limoges, devenue couvent des Feuillants. La grande propriété était prolongée par un vaste terrain inculte, composé de prés, appelés « Les Terres » ou « La Grange ». La zone est entièrement dévolue aux cultures agricoles jusqu'à la création d'un Champ de Mars limougeaud occupé par le 9e régiment de Chasseurs, dont l'arrivée était réclamée de longue date par les autorités municipales. En 1827, Pierre Pétiniaud de Beaupeyrat cède officiellement sa terre à l'armée via la Ville. Toutefois, le site devient vite obsolète, constat sans doute forcé par les fastidieuses discussions autour de la question immobilière et de la gestion de l'eau qui sèment la discorde entre la municipalité et les riverains.
Le terrain est, après la Révolution de 1830, occupé par un champ de foire qui voit la tenue de grandes manifestations, telles l'« Exposition du Centre de la France » en 1858, puis plus tard la Foire-Exposition de Limoges. Dans le même temps, d'importants travaux d'urbanisme remodèlent l'espace : on ouvre une avenue jusqu'à la place Dauphine, actuelle place Denis-Dussoubs — c'est l'actuelle avenue de la Libération — et on élargit la voie reliant à la place Tourny — désormais cours Jourdan. Le 28 octobre 1831, l'espace nouvellement aménagé est officiellement nommé « Champ de Juillet » en hommage aux Trois Glorieuses.
En 1858, le paysagiste Eugène Bühler, auteur du parc de la Tête d'or à Lyon, est chargé de réaménager complètement le Champ de Juillet afin de permettre la création d'une promenade publique. Ce réaménagement prendra en compte l'arrivée du premier baraquement destiné à l'accueil des trains. Pour faciliter l'accès au site, le Conseil municipal vote en 1855 le percement d'une nouvelle voie — l'actuel cours Gay-Lussac, sur l'ancien chemin de la Maison Dieu, qui depuis l'Ancien Régime reliait les environs à la place Dauphine à travers le quartier du Pré Papaud, situé entre les actuels avenue de la Libération et boulevard Carnot. Un nouveau casino, « édifice de plaisance destiné à une sociabilité de voisinage ou de passage », est inauguré solennellement le 5 juin 1859, au lendemain de la victoire de Magenta à laquelle on rend hommage. Dans les années qui suivent, se poursuit l'aménagement du parc (plantation d'arbres, chemin de ceinture, terrassements).

### Première gare

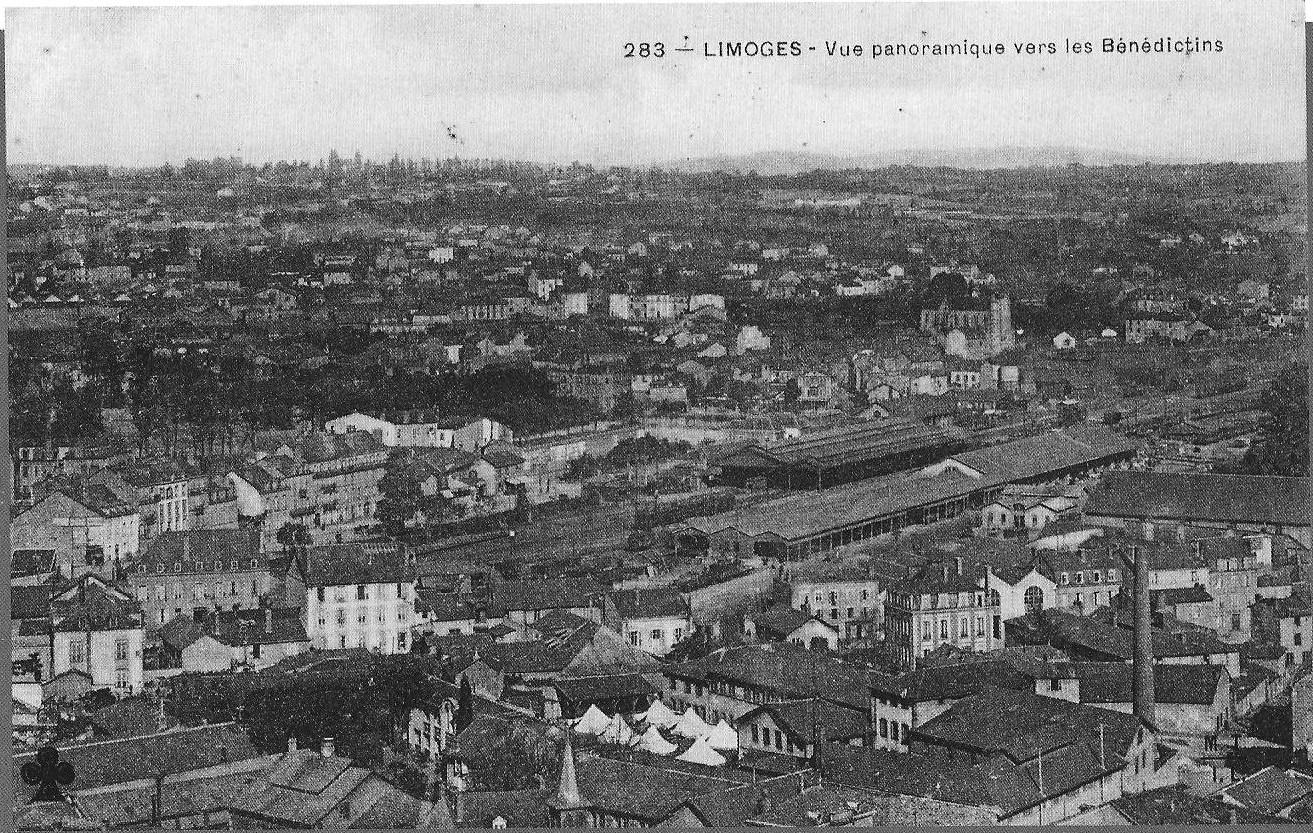
Vue sur l'ancienne gare, vers 1905.

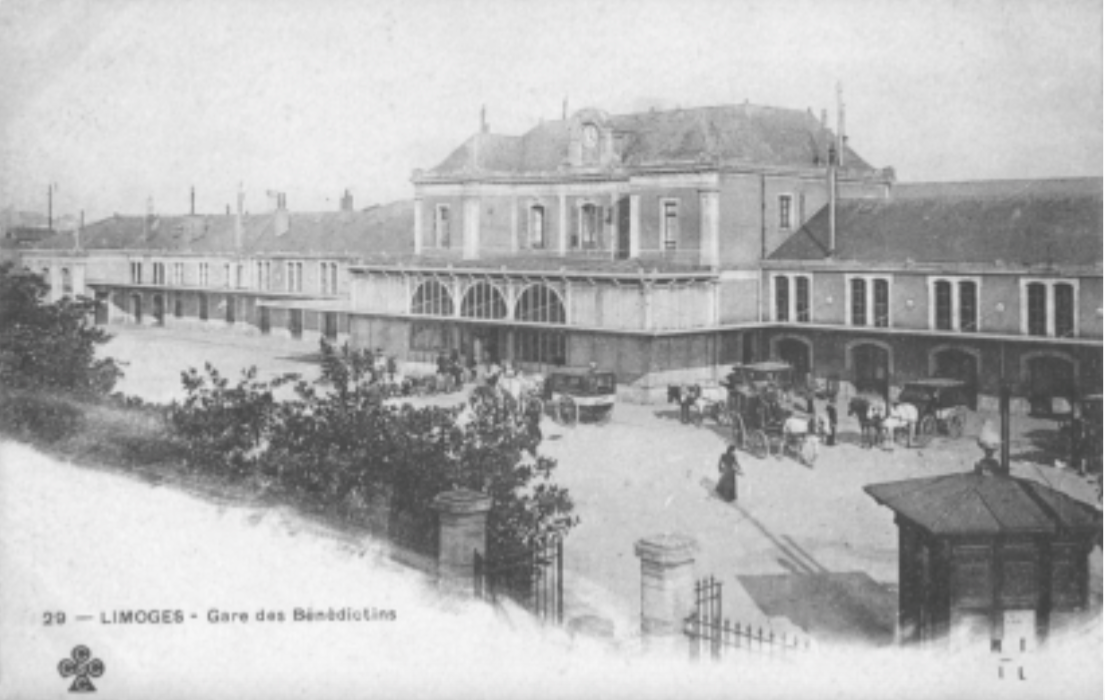
La façade de la première gare, vers 1905.

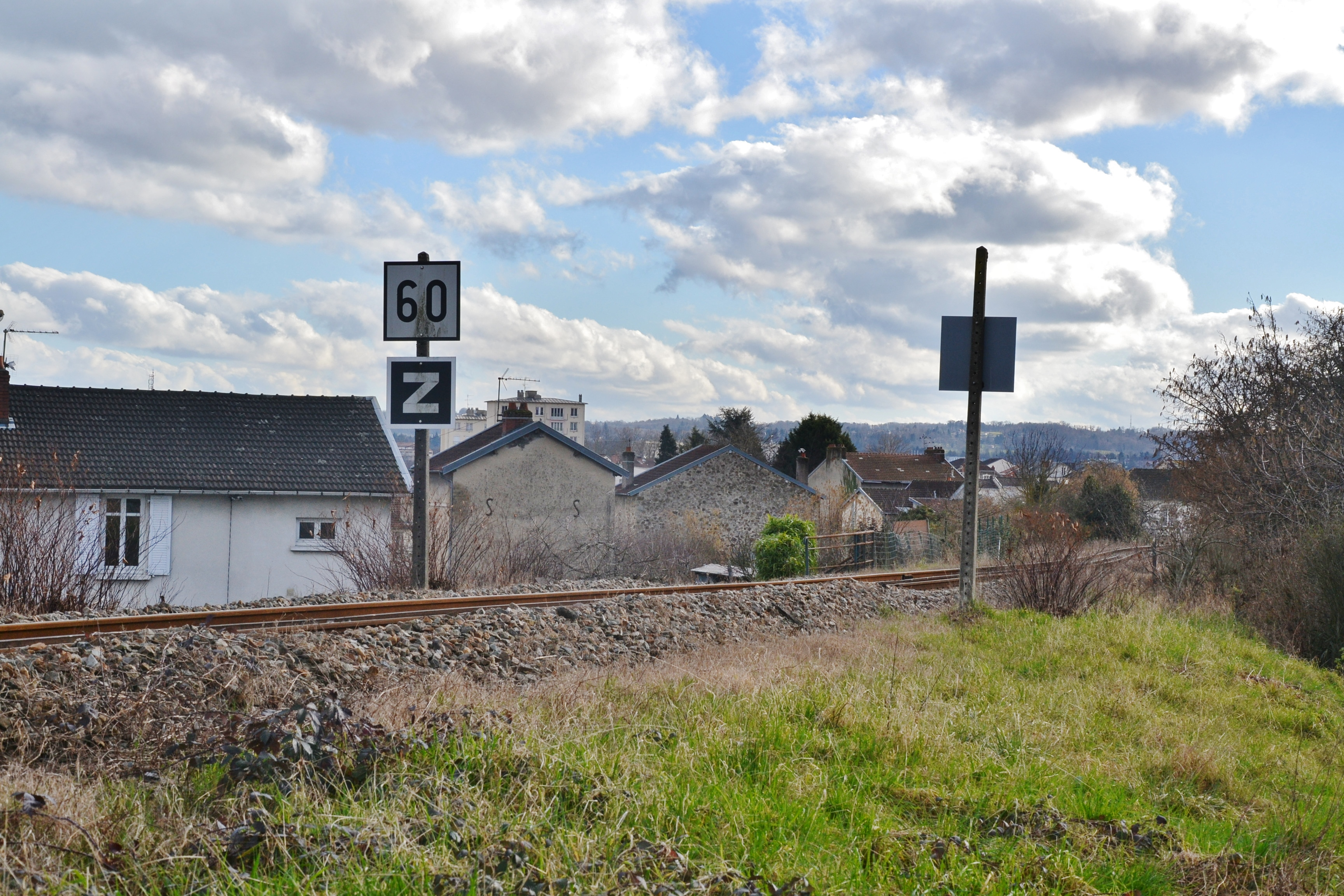
En 1894, la réalisation d'une boucle ferroviaire dans le quartier de la Brégère permet de raccorder directement la gare des Charentes à la gare des Bénédictins.

Les travaux devant permettre l'arrivée du chemin de fer débutent en 1848 avec l'élaboration du premier plan parcellaire et la signature des actes de vente, qui se déroule durant près de sept ans. Le chantier démarre sur un terrain de onze hectares divisé en parcelles et acheté à pas moins de quarante-quatre propriétaires différents. Parmi les sites détruits figurent le premier temple protestant de Limoges et une fabrique de porcelaine, propriété Pouyat. Une nouvelle voie est ouverte le long de l'emprise ferroviaire, en surplomb progressif : la future avenue du Général-de-Gaulle, alors nommée « avenue des Voyageurs ». Le ruisseau d'Aigueperse est canalisé, et le chemin de la Maison-Dieu est transformé en tunnel.
Le 2 juin 1856, le premier train, un convoi de marchandises en provenance d'Argenton-sur-Creuse, arrive en gare de Limoges. Celle-ci n'est à l'époque encore qu'une simple baraque de planches. C'est exactement deux semaines plus tard que le tout premier service de voyageurs est ouvert entre Limoges et Argenton.
En 1858, la première gare en dur est achevée. Cette œuvre de Pierre-Louis Renaud, architecte de la gare de Paris-Austerlitz, remplace le bâtiment en planches. Le bâtiment est simple, flanqué de deux tours carrées, fait de pierre de Chabenet, de granit de Faneix et de calcaire de la carrière de Chazelles en Charente, et orné de sculptures. Les avis sur son style sont partagés, et plus franchement négatifs au sujet de sa localisation, immédiatement au pied du grand mur du jardin du Champ de Juillet.
À l'époque, il faut douze heures pour rallier Paris. En 1861, le statut de terminus est perdu : la voie est prolongée jusqu'à Périgueux, avec l'achèvement de la construction du tunnel long de 1 022 mètres passant sous une partie de la ville, en octobre 1860, et qui permet à cette occasion le percement du boulevard de Fleurus. Quatre ans plus tard, est percée la rue Armand Barbès, qui relie le Champ de Juillet à la route de Paris (actuelle avenue du Général Leclerc) et permet de relier aisément la caserne Marceau au champ de manœuvres qui occupe à l'époque le champ de Juillet. La gare est plus ou moins officiellement baptisée « gare d'Orléans », comme l'atteste le plan de 1873 publié dans l'Almanach Ducourtieux, à l'instar de la gare d'Angoulême, ces deux stations étant tournées à leur ouverture vers le nord, bien qu'étant exploitées par deux compagnies différentes.
De nouvelles liaisons sont ouvertes : vers Montluçon avec l'achèvement de la ligne traversant la Creuse en 1864, vers Brive-la-Gaillarde via Nexon avec l'ouverture de la ligne « de Pompadour » en 1875, ou jusqu'à Ussel en 1883. Le 28 juin 1883, est signée une convention par laquelle l'État cède à la compagnie d'Orléans les trois lignes aboutissant à Limoges, précédant d'un an le début des travaux de la construction de la ligne Limoges–Uzerche–Brive.
En 1885, le conseil municipal décide d'agrandir la gare saturée, victime de sa fréquentation. Un projet est adopté, et devant les vœux de la municipalité exprimés à la Compagnie, au ministère des Travaux publics et particulièrement au ministère de l'Industrie et du Commerce, face à la situation critique du fonctionnement de la gare elle-même ainsi que des entreprises du bâtiment, les travaux sont lancés fin 1888, quelques mois après la visite présidentielle de Sadi Carnot, natif de Limoges reçu à la gare, pour se terminer en 1891,. La gare est désormais dotée d'une élégante marquise ».
Le 2 juillet 1893, la ligne Limoges–Brive via Uzerche est mise en service. En décembre 1894, précédant d'un siècle l'intermodalité moderne, les deux gares limougeaudes, Montjovis et les Bénédictins, sont reliées par l'ancienne voie du Dorat. La gare du Puy-Imbert était déjà raccordée à Montjovis depuis 1874-1875. La même année, les départs pour Eymoutiers et Le Dorat sont entièrement transférés de la gare Montjovis à la gare des Bénédictins, alors que ceux pour Angoulême peuvent désormais partir eux aussi des Bénédictins.
Face à l'augmentation du trafic et de l'activité économique, de nombreux aménagements de la gare sont effectués au début du XXe siècle. En 1908, sont engagés des travaux d'agrandissement du dépôt situé au nord de la gare, prévoyant notamment un élargissement de la rotonde. Puis, en 1910, le bâtiment est doté de quatre nouveaux guichets pour la distribution des billets.

### Nouvelle gare

#### Projets
L'ouverture de nouvelles lignes et l'accroissement économique et démographique de Limoges rendent de nouveau et rapidement la première gare, comparée à un « coche embourbé » dès 1860, jugée « indigne » de la ville en 1908 par Louis Barthou, ministre des Travaux publics, étroite et incommode, assimilée à un « horrible taudis ». Le gouvernement envoie même une lettre en 1908, invitant la Compagnie à procéder à l'étude d'une nouvelle gare. La chambre de commerce et d'industrie de Limoges et de la Haute-Vienne soutient rapidement un projet de gare en surélévation, qu'elle juge comme « répondant le mieux à la situation topographique de l'édifice et au bon fonctionnement des services, voyageurs, bagages et marchandises, au point de vue de l'avenir de la ville ». Face à ces avis, un appel à projets est lancé par la Mairie.
| Nom          | Architecte | Date           | Principales caractéristiques | Devis estimatif du projet (en francs) |
| ------------ | ---------- | -------------- | --- | ------------------------------------- |
| Projet « A » |            | 1909           | Allongement du bâtiment existant Transfert de la halle aux messageries sur la route d'Ambazac | 4 760 000                             |
| Projet « B » | Lanna      | 1908           | Déplacement de la gare Aménagement de huit voies avec trottoirs et passages souterrains | 10 260 000                            |
| Projet « C » |            | 1911           | Gare en surélévation Grand hall de départs/arrivées Cour où aboutissent le cours Bugeaud et l'avenue de la Gare Passage de l'avenue des Coutures au-dessus des halles aux marchandises                                                                      | 7 630 000                             |
| Projet « D » | Mabille    | 1910           | Nouvelle gare au niveau de la place Maison-Dieu | 10 460 000                            |
| Projet « E » |            | 1911           | Agrandissement du bâtiment existant | 9 413 000                             |
| Projet « F » |            | 1912-1915-1917 | Gare en surélévation avec campanile Divers aménagements relatifs à la structuration globale des installations ferroviaires entre la gare Montjovis et la gare des Bénédictins, demandés par la municipalité par incitation du ministère des Travaux publics | 13 206 000                            |
| Projet « G » |            | 1913           | | ?                                     |

Le 29 novembre 1908, la Compagnie d'Orléans fait parvenir à la Mairie de Limoges deux projets relatifs à un agrandissement de la gare existante : les projets « A » et « B ». Vraisemblablement élaborés à la hâte, ces deux projets sont d'emblée rejetés par la ville de Limoges, qui écarte également en 1910 le projet « C », très critiqué, qui est le premier prévoyant une gare en surélévation. Les projets « C » et « D », présentés au public par des maquettes installées dans l'Hôtel de Ville courant 1910, jugés trop coûteux, lassent la mairie qui semble se désintéresser de l'idée d'une nouvelle gare. C'est pourquoi elle décide en conseil, le 24 octobre 1910, de laisser le choix du projet qui répondra le mieux aux besoins à la Compagnie d'Orléans.

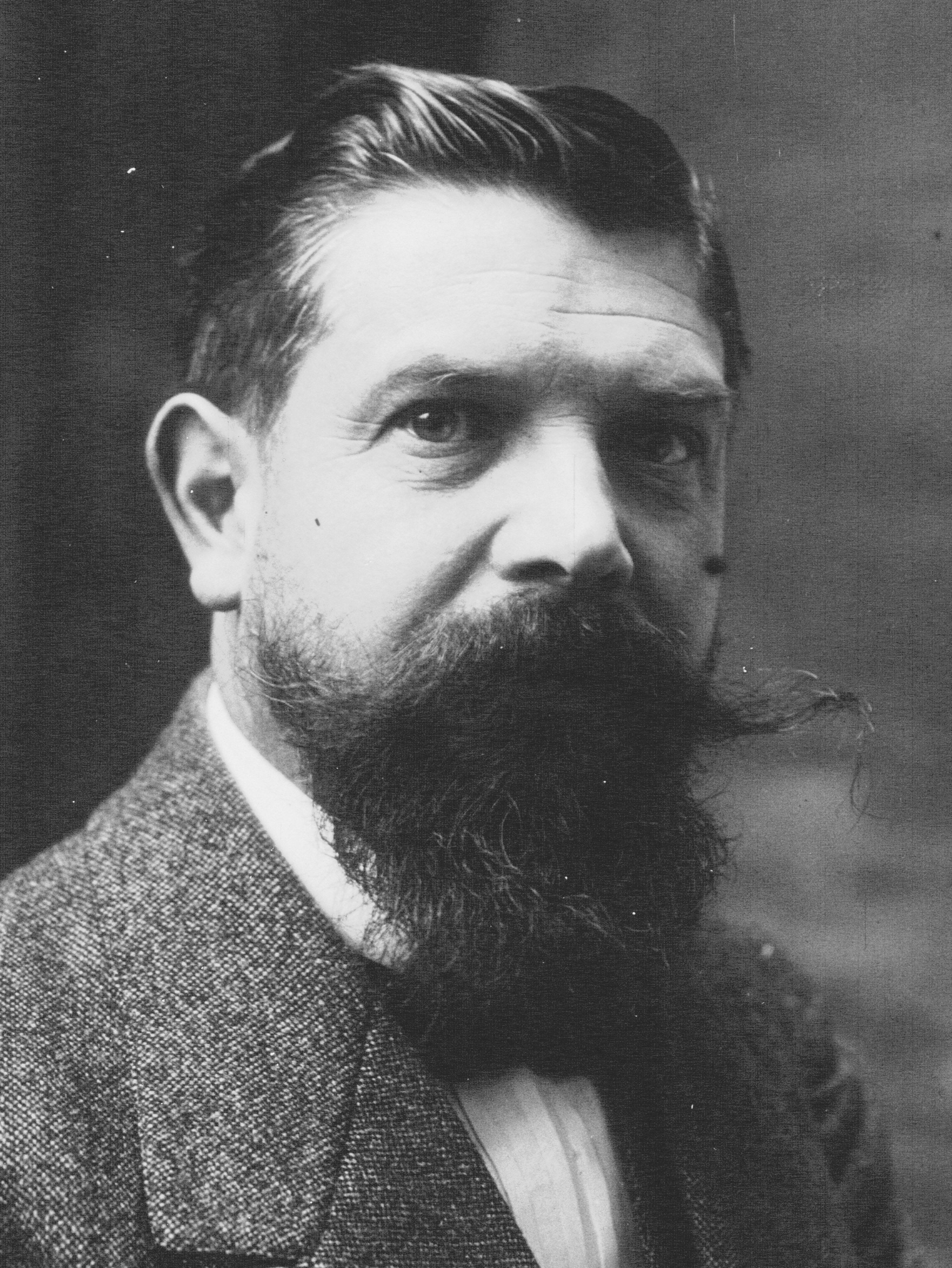
C'est sous la municipalité dirigée par le socialiste Léon Betoulle que le projet de nouvelle gare aboutit, en 1917.

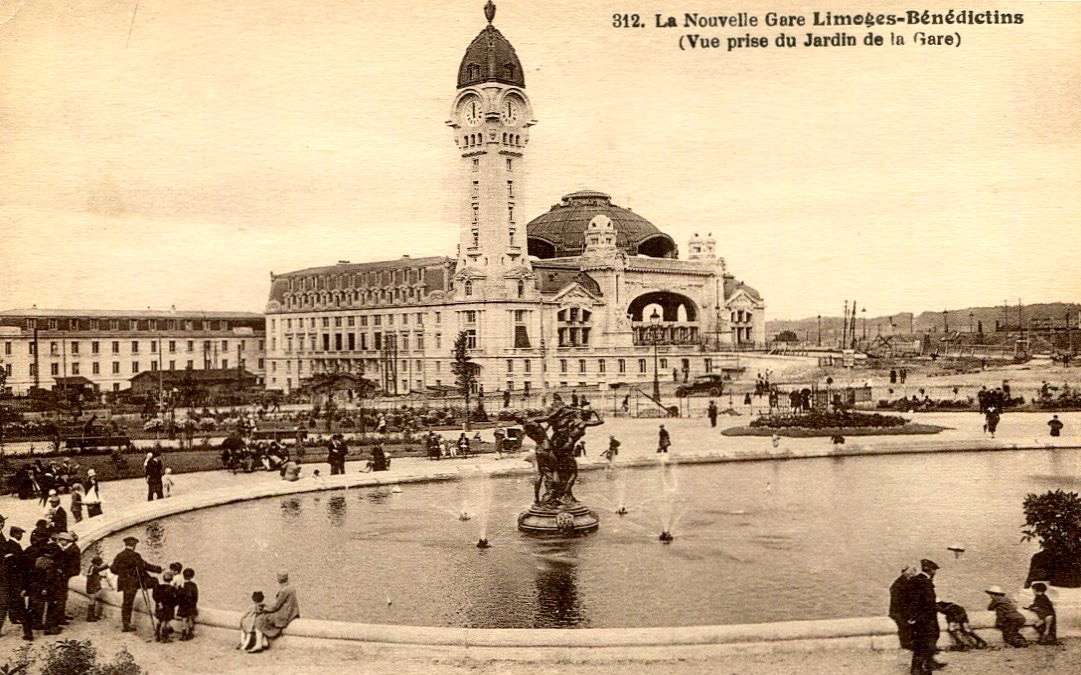
La gare, vers 1930.

Le projet « E », adressé à la Mairie le 6 juillet 1911, prévoit un agrandissement de la gare actuelle. Peu enthousiasmé par le coût (9 413 000 francs, soit le double du premier projet d'agrandissement de 1909, évalué à 4 760 000 francs), le Conseil municipal adopte néanmoins le projet le 23 août. Mais le ministère des Travaux publics persiste à défendre l'idée d'un projet plus ambitieux, et c'est pourquoi il laisse le choix entre l'exécution du projet « E » sans contribution de la Ville, ou un projet prévoyant en plus d'une nouvelle gare, des aménagements au niveau de la gare Montjovis, et dont le financement serait partagé entre la Compagnie (à hauteur de 9 824 000 francs, soit près de 75 %) et la Mairie. Il s'agit donc ni plus ni moins que du projet « F » que le Ministère semble vouloir imposer.
Ce projet, qui laisse entrevoir les grandes lignes de la gare qui sera finalement construite, n'est pas du goût de la ville, qui, par la voix de son maire Émile Dantony, le rejette violemment. Le conseiller municipal Rougier fait remarquer le danger d'un tel bâtiment pour la défense nationale, car la gare souterraine pourrait facilement être détruite. Le conseiller municipal Gach déplore le coût qui équivaudrait au prix de l'hôtel de ville et de la préfecture réunis. La puissante corporation des bouchers s'insurge également contre un projet qui serait susceptible d'aggraver la situation économique déjà compromise de la ville. Malgré l'élection du socialiste Léon Betoulle à la mairie le 19 mai 1912, fervent défenseur du projet en surélévation, le dossier du projet dit « G » (« F » amélioré) semble écarté. En 1915, le conseil municipal demande à la Compagnie de trouver une nouvelle solution qui viendrait prendre les grandes lignes du projet « F », et qui ferait que le nouvel édifice devrait contribuer à un embellissement urbain.
Ce projet semble s'imposer avec l'ajout de travaux supplémentaires au niveau de la gare Montjovis, comme prévu par le ministère dès 1911, et par l'élargissement entre autres du faubourg de Paris (actuelle avenue du Général-Leclerc) et de la rue Grange-Garat (rue Victor-Thuillat). En novembre 1917, la mairie est convenue d'apporter une contribution de 700 000 francs, par la suite rehaussée à 900 000 francs, et doit également réaliser un emprunt de 6 240 000 francs pour la réalisation de l'ensemble des travaux. Le conseil général présente une contribution de 260 000 francs. Le projet semble enfin bouclé, après dix ans d'atermoiements.
Entre-temps, durant la Première Guerre mondiale, la gare a vu transiter des réfugiés du Nord de la France et des troupes mobilisées,, notamment des soldats anglais des troupes coloniales des Indes,.

#### Construction
Le 21 novembre 1918, la ville de Limoges et la Compagnie du Paris-Orléans signent l’accord de construction, et le dossier est confié à un jeune architecte de 34 ans, Roger Gonthier (1884-1978), fils d'un architecte de la Compagnie, associé à l'ingénieur-en-chef Julien, lesquels ont travaillé sur le projet « C » et l'ont amélioré. Architecte récemment diplômé quand débutent les réflexions sur le remplacement de la gare durant la décennie 1900, Gonthier a intégré depuis plusieurs années les services de la gare de Limoges sous la direction de son ingénieur en chef, Couvrat-Desvergnes.
Le 2 avril 1919, la station des chemins de fer départementaux est transférée à la gare Montjovis, créant de cette façon ce qui deviendra au milieu du siècle la gare routière des Charentes. Des échanges de terrain et quelques expropriations sont effectués sur le site de construction entre 1919 et 1923. Roger Gonthier est confirmé dans le rôle d'architecte officiel en juin 1919. Rémunéré comme un architecte libéral, bien qu'employé de la Compagnie, il se domicilie chez sa mère, Cours Jourdan, près du chantier, bien qu'il continue d'effectuer de fréquents allers-retours vers Paris, bénéficiant de conditions de circulation avantageuses octroyées par la Compagnie.
Il a été définitivement décidé durant la phase d'études du projet, que la gare soit bâtie en surélévation au-dessus des voies, pour permettre d'atténuer la coupure dans la morphologie urbaine provoquée par le passage du faisceau des voies ferrées et que l'emprise au sol de la gare soit réduite,. Le choix de la surélévation répond également à la critique récurrente à l'égard de la première gare, établie au pied du mur du Champ de Juillet.
Les travaux, confiés à la société des Grands travaux de Marseille et à l'entreprise Dufour-Constructions Générales, débutent en mars 1924, et durent jusqu'au début de l'année 1929. L'édifice est bâti sur un sol marécageux remblayé avec la construction de la première gare (le rocher se trouve parfois à plus de dix mètres de profondeur). Il faut plus d'un an et 6 775 m2 de béton armé avant que les fondations sortent de terre, engoncées dans trente-quatre puits forés dans le sol jusqu'au rocher. Parallèlement, Roger Gonthier est chargé en 1924 de redessiner le jardin du Champ de Juillet en préparation à l'accueil du bâtiment.
Les Limougeauds viennent visiter en nombre le chantier. Au total, celui-ci nécessite plus de 10 000 m3 de béton, 1 800 t d'acier et 2 800 m3 de pierres, et mobilise deux-cents ouvriers, en majorité des Italiens. Le projet s'inscrit dans un vaste mouvement de constructions de gares ferroviaires monumentales, telles la gare Saint-Charles de Marseille ou la nouvelle gare de La Rochelle. À l'intérieur du chantier au niveau du sol, des voies ferrées sont construites pour acheminer les matériaux. Une tour à béton de soixante mètres de hauteur est employée pour faciliter le déversement du béton sur les lieux du chantier. Le béton est déversé par gravité jusqu'à une hauteur maximale de trente mètres : élevé mécaniquement au sommet de la tour, le béton s'écoule ensuite par des « goulottes » qui se dirigent vers le sol dans les coffrages. La tour est déplacée en fonction des besoins. L'utilisation du béton armé dans cette ampleur suscite l'intérêt de la presse technique spécialisée, d'autant que la Société des Grands travaux de Marseille s'inspire probablement des techniques novatrices développées par Hennebique. En recourant à un habillage de pierres calcaires, Roger Gonthier choisit néanmoins de masquer le matériau aux yeux des Limougeauds, qu'il ne juge pas prêts à avoir une présence visuelle si imposante. La société des Carrières et scieries de Bourgogne est sollicitée pour fournir les pierres d'habillage.
Les travaux de charpente et de toiture sont réalisés par des entreprises locales, telles la Société des Ouvriers Menuisiers de Limoges (SOM) et la Société des Ouvriers Plombiers, Couvreurs, Zingueurs de Limoges (SOPCZ),.
Le 8 avril 1929, la première gare des Bénédictins est finalement démolie, 71 ans après son inauguration.

#### Inauguration et réception

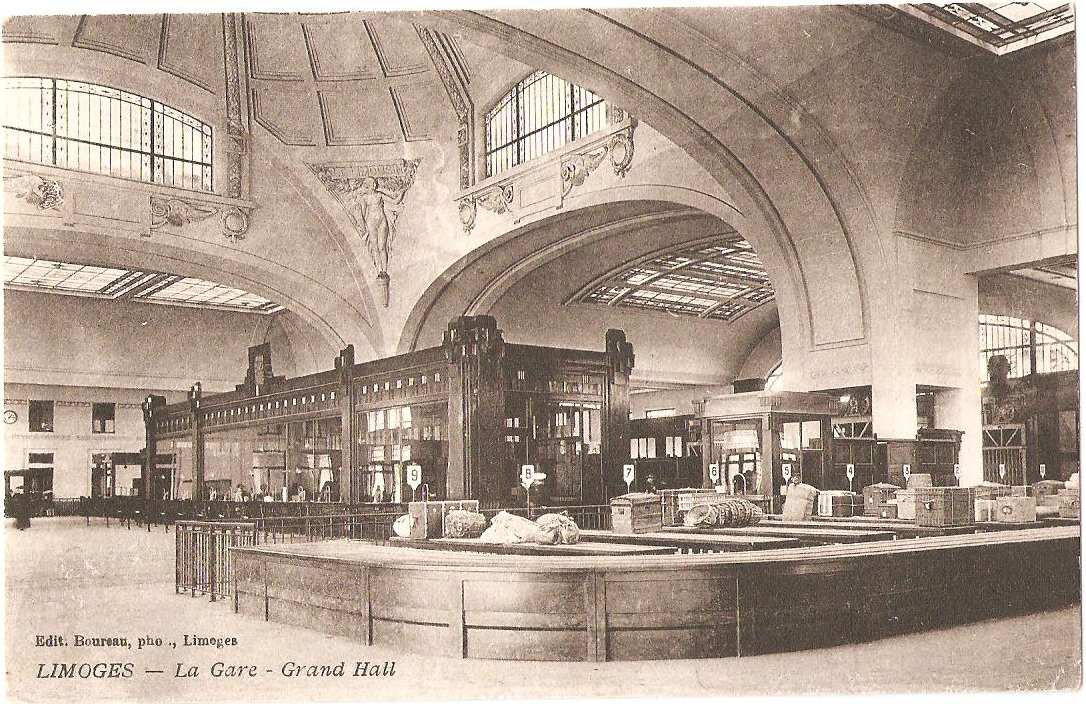
Le mobilier du hall, en bois d'origine.

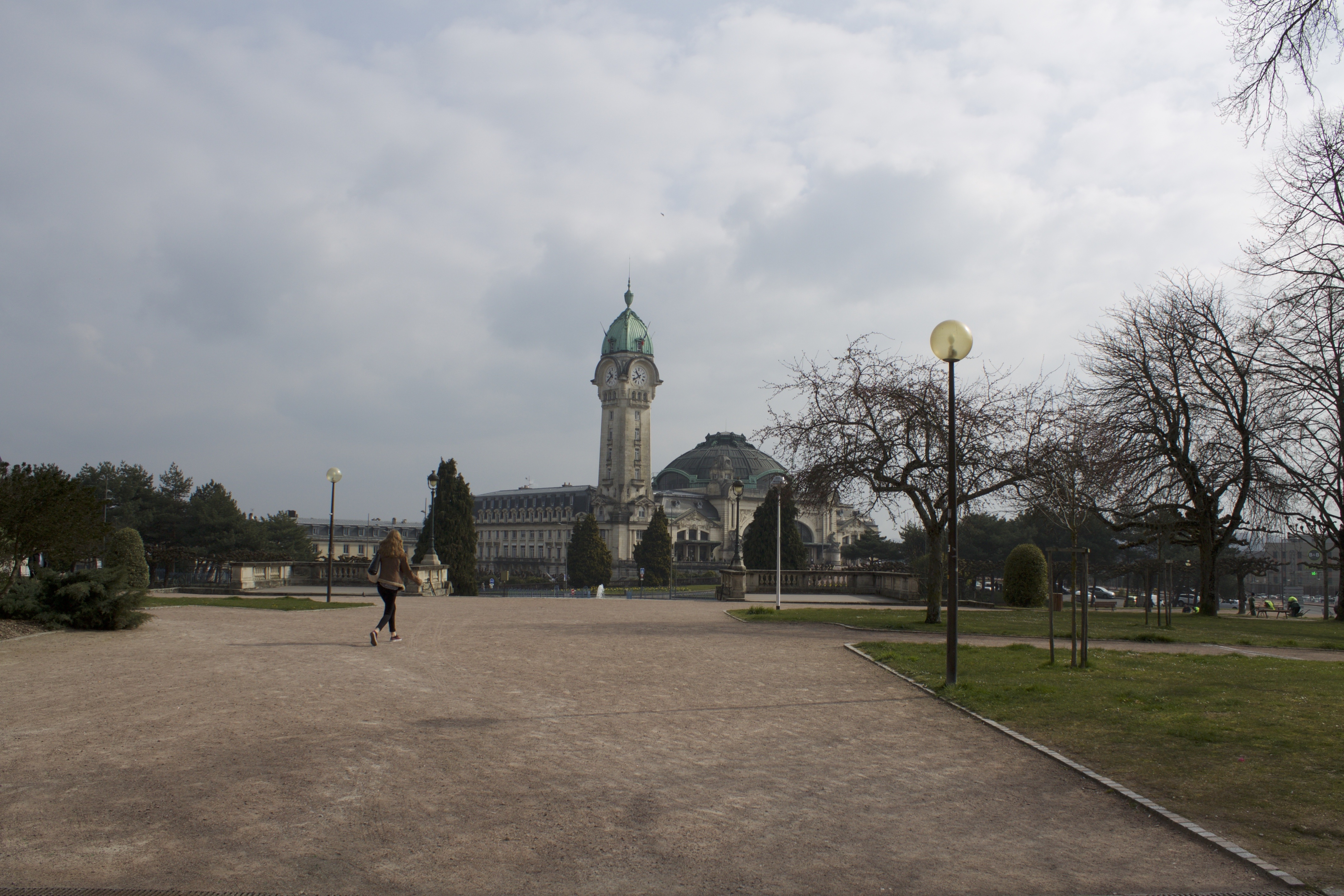
La gare vue du jardin du Champ-de-Juillet, en 2016.

Le premier voyageur prend son billet le 18 mai 1929 à six heures du matin, à l'ouverture de la 3e Grande semaine du Limousin, foire-exposition régionale. La nouvelle gare est inaugurée le 2 juillet de cette année, mais l'événement passe plutôt inaperçu à l'échelle nationale, en partie effacé par les rebondissements de l'affaire Barataud.
D'autant plus que la gare et son architecture ne font pas l'unanimité. Une aversion déjà présente avant la construction : ainsi, en 1912, un conseiller municipal avait craint, avec la mise en service de la gare, la naissance d'un « danger national » en cas de guerre, ajoutant qu'« il serait facile de faire sauter cette gare à demi souterraine et d’interrompre ainsi, à l’heure de la mobilisation, la circulation des trains sur l’une de nos lignes stratégiques les plus importantes ». Telle la tour Eiffel, le monument est affublé de surnoms peu glorieux : on la dit « gare cyclopéenne », on la compare à un « colosse à mille pattes », un « bloc de saindoux que les charcutiers exposent dans les vitrines à Noël » ou à « une grosse pendule qui aurait égaré un de ses candélabres ». Certains dénoncent son « style munichois » et son campanile en forme de « minaret », haut de soixante-sept mètres, comparant la gare à celle d'Oran, inaugurée en 1906. Une chanson est même inventée par des étudiants :
Quand on observ' ce monument,

En l'détaillant soigneusement,

On s'aperçoit ma chère,

Qu'on l'a bien loupé.

Il est mastoc et trop épais,

on dirait un immens' pâté

De sable et puis de pierre.

La verrière en haut,

Vraiment peut-on trouver ça beau :

On dirait la boss' d'un chameau,

Ou bien d'un dromadaire. […]
L'écrivain et journaliste limougeaud André Thérive, s'avère être un fervent opposant à la gare, puisque pendant sa construction, en 1926, il écrit :

« Gare cyclopéenne, à la mode de 1910 et bâtie vingt ans trop tard, avec beffrois et nefs pachydermiques, rampes praticables, escaliers, passages souterrains, à l'instar de ce qui est le plus laid en France. »

— André Thérive, Le Limousin, 1926.
Par ailleurs, dans la publication locale La Revue limousine, le chroniqueur Robert Delagrange critique le choix du nom de la gare, « épave d'un passé monastique depuis longtemps périmé ».
La critique est visiblement d'autant plus importante que l'Europe, malgré la réussite économique des années 1920, semblait globalement avoir perdu ses illusions de la Belle Époque dans le conflit de 1914-1918.
Les avis positifs sont plus rares mais existent : dès 1927, dans son bulletin L'Arbre et l'Eau, la Société Gay-Lussac de Limoges parle d'un « chef-d'œuvre de beauté et de puissance ». Les spécialistes de la construction saluent la prouesse technique.
L'implantation de la gare renforce l'activité industrielle de la ville, et contribue donc à l'élan démographique et économique de Limoges, incarné par la construction de la Cité ouvrière des Coutures par Roger Gonthier, en même temps que celle de la gare. En 1929, la gare est quotidiennement desservie par près de quatre-vingts trains de voyageurs, cinquante trains de marchandises, sans compter les quatre-vingt-dix trains de marchandises qui ne desservent que la gare de Puy-Imbert. La traction électrique est inaugurée en 1935, sur la section Vierzon–Limoges.

#### Seconde Guerre mondiale

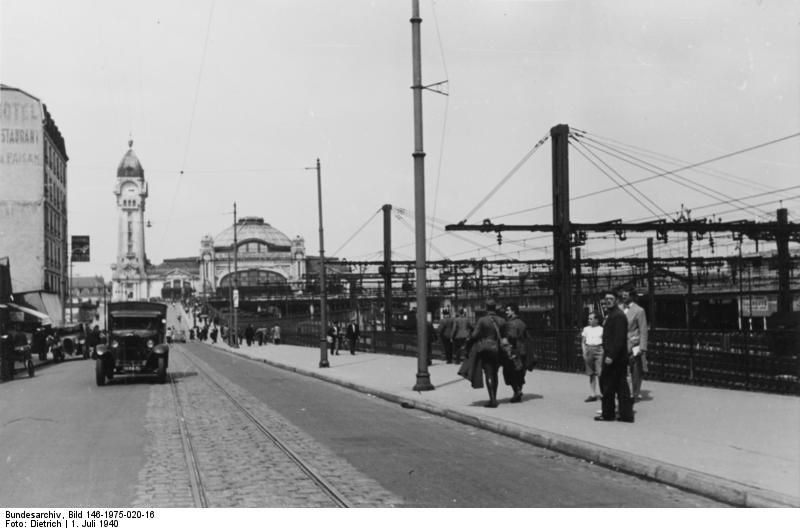
Cette photographie de juillet 1940 montre des soldats allemands au milieu de civils, près de la gare des Bénédictins, juste après la défaite française.

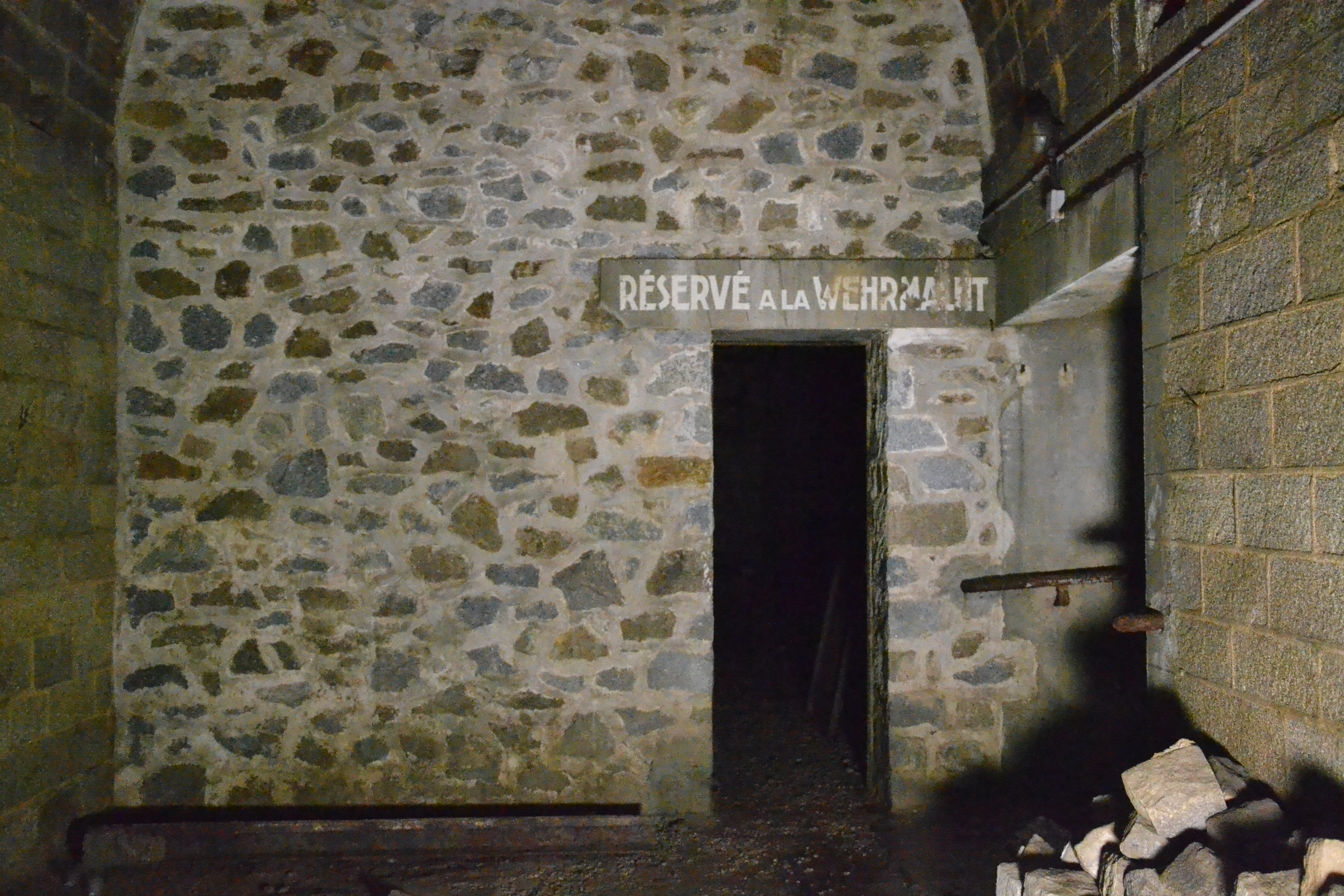
L'abri de la Wehrmacht demeure toujours dans le souterrain de la gare.

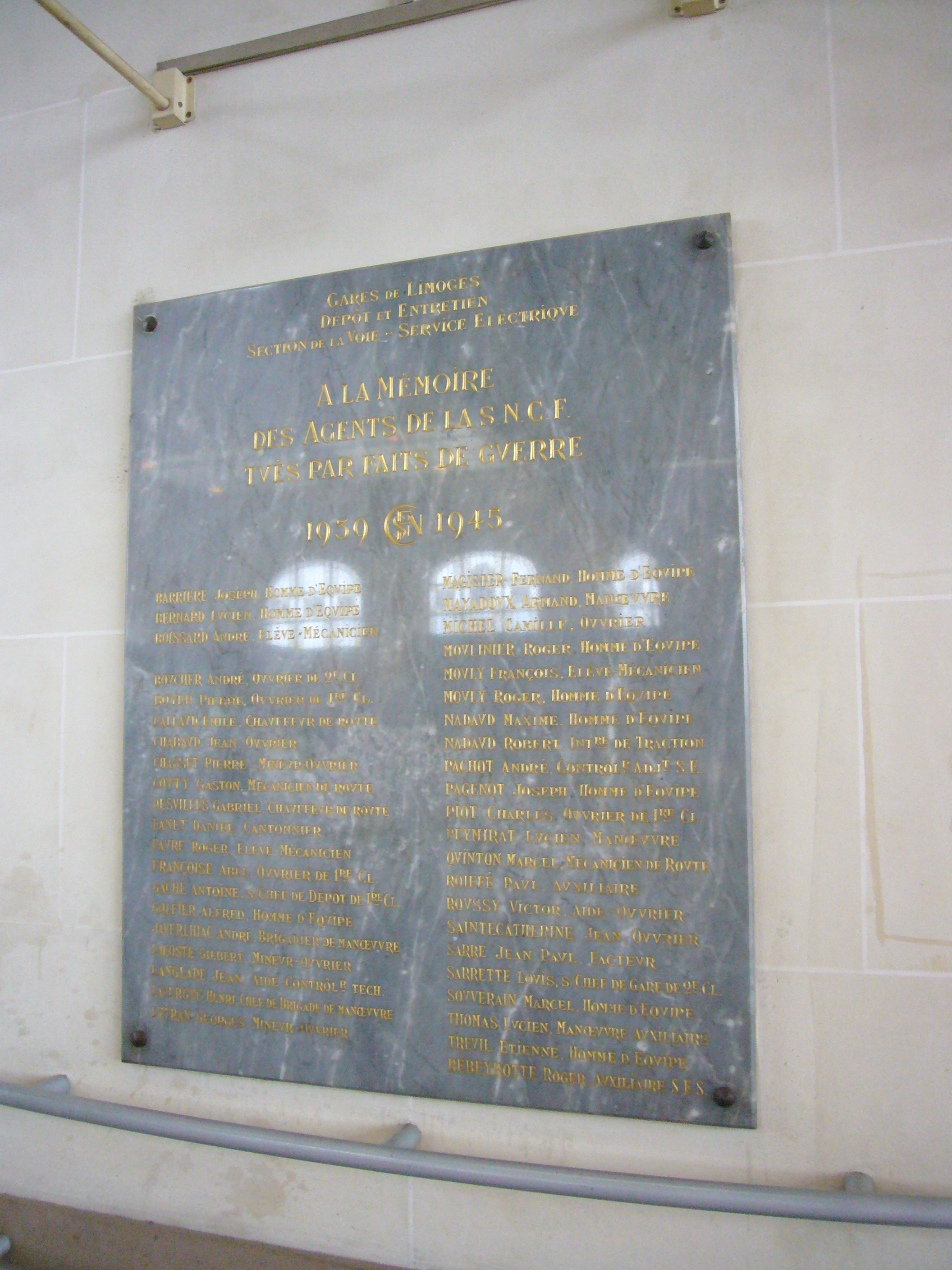
Plaque à la mémoire des agents de la SNCF tués pendant la Seconde Guerre mondiale.

De par son image de ville socialiste, Limoges accueille de nombreux réfugiés espagnols dès 1937, et on propose d'héberger les « petits réfugiés », enfants des combattants républicains, à la colonie municipale du Mas Éloi, située près de Chaptelat. La presse locale relate l'arrivée de convois de réfugiés à la gare de Limoges.
Le 19 juin 1940, la gare est bombardée par des avions italiens, sans dégâts ; l'un des missiles atteint la cité des Coutures voisine et tue une habitante. Entre 1942 et 1944, elle est occupée par les troupes allemandes. Avec l'invasion de la zone libre par les nazis en novembre 1942, des cheminots allemands sont envoyés à Limoges. Ils sont en liaison permanente avec la Transport-Kommandantur. Pendant cette période, les cheminots français font de la résistance à l'Occupant dans la coupole même de la gare, au sein du Groupe Fer, dirigé par Paul Vives-Caillat alias « Pévécé », par ailleurs militant de la CGT clandestine. Une antenne de la Gestapo s'installe tout près de la gare la villa Tivoli aujourd'hui disparue qui donnait sur le Champ de Juillet sous les ordres de August Meier. Ils installent à l'insu des forces d'occupation un émetteur-récepteur au niveau des horloges du campanile (bien que cette anecdote soit discutée), ce qui permettra notamment d'avertir la Royal Air Force, conduite par le Group Captain Leonard Cheshire, de la situation relative de l'usine Gnome et Rhône, dont le site est désormais occupé par RVI, qui produit alors des moteurs destinés à la Luftwaffe,, bombardée dans la nuit du 9 février 1944. Le 23 juin 1944, de nouveaux bombardements touchent la gare de triage du Puy-Imbert, complètement détruite. Devenu « compagnie-Fer », le groupe des cheminots résistants contribue aux sabotages à destination de l'armée allemande. Le 10 août 1944, les cheminots de Limoges entrent en grève et paralysent le trafic, une dizaine de jours avant la libération de la ville, obtenue par les troupes de Georges Guingouin.
Les Allemands utilisèrent aussi un passage routier souterrain comme abri de défense passive, situé sous les voies, et qui reliait auparavant la route d'Ambazac à l'avenue de Locarno, qui fut recouvert par les travaux de la première gare et aujourd'hui muré en partie depuis l'achèvement de la seconde gare. Le panneau « Réservé à la Wehrmacht » est toujours présent.

#### Après 1950
Le 21 mai 1951, un incendie, déclenché par un ouvrier travaillant dans les combles, brûle une partie de la toiture de ce qui est encore le pavillon de sortie des voyageurs. Le sinistre, bien que rapidement éteint, entraîne des réparations coûteuses.
En 1956, on célèbre le centenaire de l'arrivée du train à Limoges : le bâtiment est pavoisé aux couleurs nationales, et on fait circuler de vieilles machines sur les voies.
Limoges acquiert le statut d'une ville d’importance nationale avec les nombreuses liaisons qui sont créées : par exemple, aux liaisons transversales directes avec Lyon et Bordeaux qui existent déjà depuis 1870, sont ajoutées celles avec Genève en 1954 et La Rochelle en 1957, par le biais de voitures-couchettes.
| Destination                  | Dessertes intermédiaires                            |
| ---------------------------- | --------------------------------------------------- |
| Paris-Austerlitz (3 h 55)    | Châteauroux (1 h 30), Vierzon (2 h 22)              |
| Lyon-Perrache (5 h 59)       | Guéret (1 h 7), Montluçon (2 h 14)                  |
| Ussel (2 h 26)               |                                                     |
| Toulouse-Matabiau (4 h 19)   | Brive (1 h 17), Cahors (2 h 46), Montauban (3 h 40) |
| Bordeaux-Saint-Jean (2 h 31) | Périgueux (1 h 5)                                   |
| La Rochelle (3 h 53)         | Angoulême (1 h 55)                                  |

Plusieurs aménagements sont consentis à partir des années 1960 : installation des abris-parapluie sur les quais (1964), ouverture d'une salle d'attente (1967), bureau des renseignements (1970), escaliers mécaniques (1971).

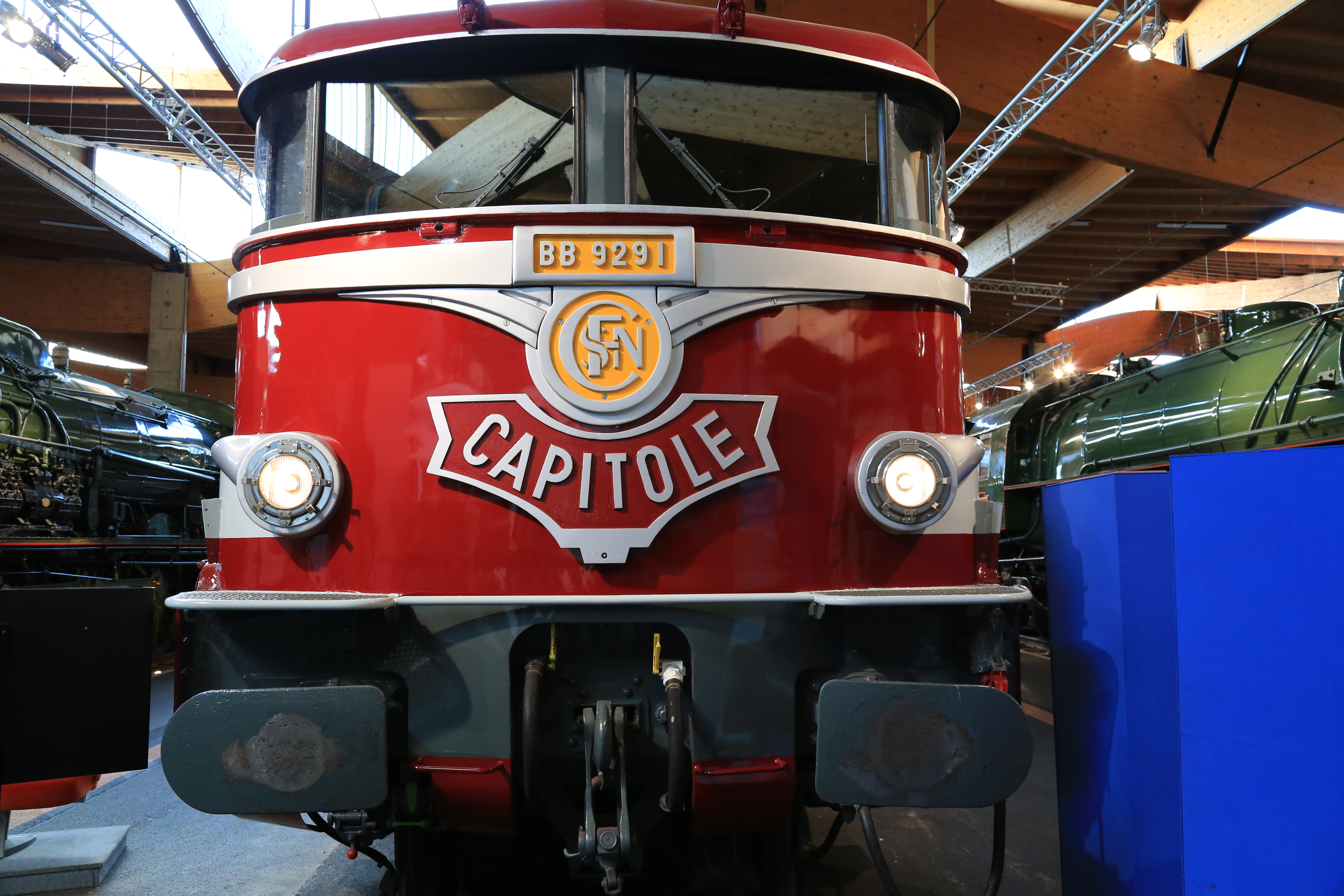
Locomotive BB 9200 Capitole, utilisée à partir de 1967 sur la ligne Paris–Limoges–Toulouse.

Le 28 mai 1967, est mis en service le fameux Capitole, qui est à l'époque le train le plus rapide de France, avec 200 km/h en vitesse de pointe, reliant la capitale du Limousin à Paris en moins de trois heures (à titre d'exemple, le trajet était au mieux de 3 h 55 en 1956). Ce temps de parcours, remarquable à l’époque, est cependant resté le même quarante ans plus tard. Il semble donc aujourd’hui excessif, par comparaison, depuis que la majorité des autres capitales régionales bénéficient de liaisons TGV bien plus rapides avec l’Île-de-France.
Le 20 mai 1968, alors que le trafic ferroviaire est très perturbé par le mouvement relatif aux événements de Mai 68, les cheminots de la gare hissent sur le campanile de la gare le drapeau rouge, au moment-même où se tient un meeting intersyndical sur le parvis. La gare de Limoges devient donc un des symboles de la lutte des gauchistes de la ville, et plus généralement des protestations syndicales. Ainsi, en 1979, les cérémonies d'inaugurations des nouvelles infrastructures de la gare, installées à l'occasion des cinquante ans du bâtiment, sont perturbées par des manifestations, notamment autour de la venue du ministre des Transports Joël Le Theule. De plus, la place Maison-Dieu, située au pied de la gare, semble depuis lors le lieu où se terminent les cortèges des manifestations habituelles.
En 1973, le campanile est rénové, et, le 15 janvier 1975, la gare est classée à l’inventaire supplémentaire des monuments historiques. En 1979, ont lieu la réhabilitation et la modernisation du grand hall, avec notamment la suppression du mobilier en bois. Peu après, à l'occasion du 50e anniversaire du bâtiment, un reportage est spécialement réalisé par FR3. Le paratonnerre est mis aux normes en juillet 1980.
Malgré la fin de la traction vapeur en 1970, le déclin de l'activité ferroviaire est sensible à partir du début des années 1990, avec la suppression de la desserte de Limoges par la liaison La Rochelle–Genève (au service d'été 1987), l'arrêt du Capitole, la réduction constante des liaisons nocturnes (vers Agen, Carmaux, Toulouse et Rodez, notamment), et la persistance de temps de parcours identiques à ceux connus des décennies auparavant.
En 1994, la plupart des postes d'aiguillages voient leur activité transférée vers le nouveau PRCI (poste tout relais à commande centralisée), qui commande les installations ferroviaires depuis Le Palais-sur-Vienne, au nord, à Condat-sur-Vienne, au sud.
Depuis 1999, à l'instar des autres sites construits au XXe siècle et classés monuments historiques (comme à Limoges le théâtre de l'Union, le pavillon du Verdurier ou l'Opéra-théâtre), la gare détient le label « Patrimoine du XXe siècle ».

### Incendie de 1998
Le jeudi 5 février 1998, vers 13 h 20, le dôme principal de la gare est victime d'un incendie, lors de travaux d'entretien.
Le travail des pompiers est rendu pénible par la situation du feu entre le dôme en cuivre et le plafond, la hauteur, la fumée, le vent et la chaleur. En milieu d'après-midi, le haut du toit s'embrase par appel d'air. Les soldats du feu sont contraints d'employer deux grandes lances supplémentaires et d'arracher les plaques du dôme pour accéder au feu. Les hommes du groupe de reconnaissance et d'intervention en milieu périlleux (GRIMP), sollicités, doivent surveiller le gel du toit, et sablent les parties touchées,. Des moyens supplémentaires, des lances notamment, sont mobilisés.
On déplore trois blessés légers dans les équipes de sauvetage, qui parviennent à circonscrire le feu vers 16 h 30, puis à en devenir maîtres à 18 h 30, retardés par la mise à nu et donc l'oxygénation des foyers qu'implique le démantèlement des plaques de cuivre. Le feu est éteint à 21 h 30, mais la surveillance du site se poursuit jusqu'au lendemain concernant le feu. Les intervenants du GRIMP continuent d'agir jusqu'au 9 février, afin de dégager les débris dangereux et d'assurer la sécurité des ouvriers.
Les dégâts sont importants ; la facture s'élève entre vingt-cinq et trente millions de francs. Il sera décidé de reconstruire la coupole à l'identique. Les travaux sont terminés à la fin 1999. Les travaux qui ont résulté de l'incendie sont visibles : la coupole refaite a une teinte beaucoup plus foncée que la coupole d'origine. Cet incendie a marqué la mémoire collective des habitants de Limoges.

### AuXXIesiècle

#### Centre intermodal d'échanges de Limoges

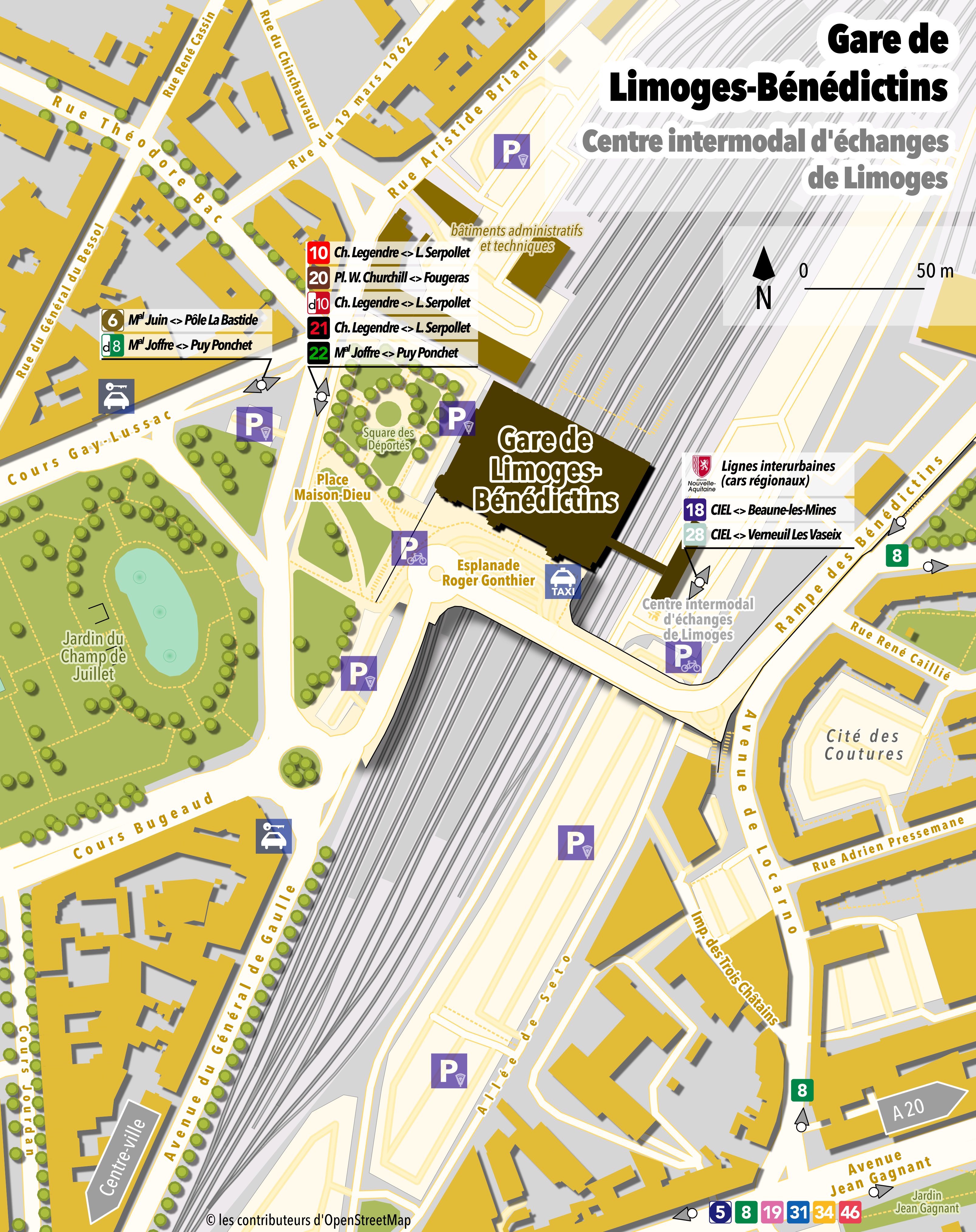
Plan du centre intermodal d'échanges de Limoges et des abords de la gare.

Depuis septembre 2000, la gare accueille le CIEL (Centre intermodal d'échanges de Limoges) qui s'est traduit par la construction d'un terminal routier pour les autocars des transports départementaux de la RDTHV (Haute-Vienne en car), et la réorganisation des arrêts des lignes de transports urbains de la TCL.
L'implantation du CIEL a bénéficié de la libération d'une partie du site par la gare de marchandises, alors gérée par le Service national de messagerie (Sernam). En 1994, un protocole d'accord pour la modernisation des transports collectifs départementaux envisageant la création d'un pôle intermodal, est signé entre les acteurs locaux. En 1996, une convention-cadre est ratifiée pour la réalisation du projet. Le coût total de l'opération est évalué à 68,5 millions de francs. Chacun des acteurs du projet contribue à la constitution de l'enveloppe, et un comité de pilotage et un comité technique sont réunis dans l'optique des définir les attributions de chacun dans le futur pôle. En janvier 1999, le Sernam, encore filiale de la SNCF, entreprend dans une phase de modernisation, la destruction de ses anciens hangars à marchandises situés en bords de voie, non loin de la cité des Coutures. À la place laissée par les bâtiments, reconfigurés dans la zone industrielle Nord, un grand parking est aménagé.

#### Vers la grande vitesse?

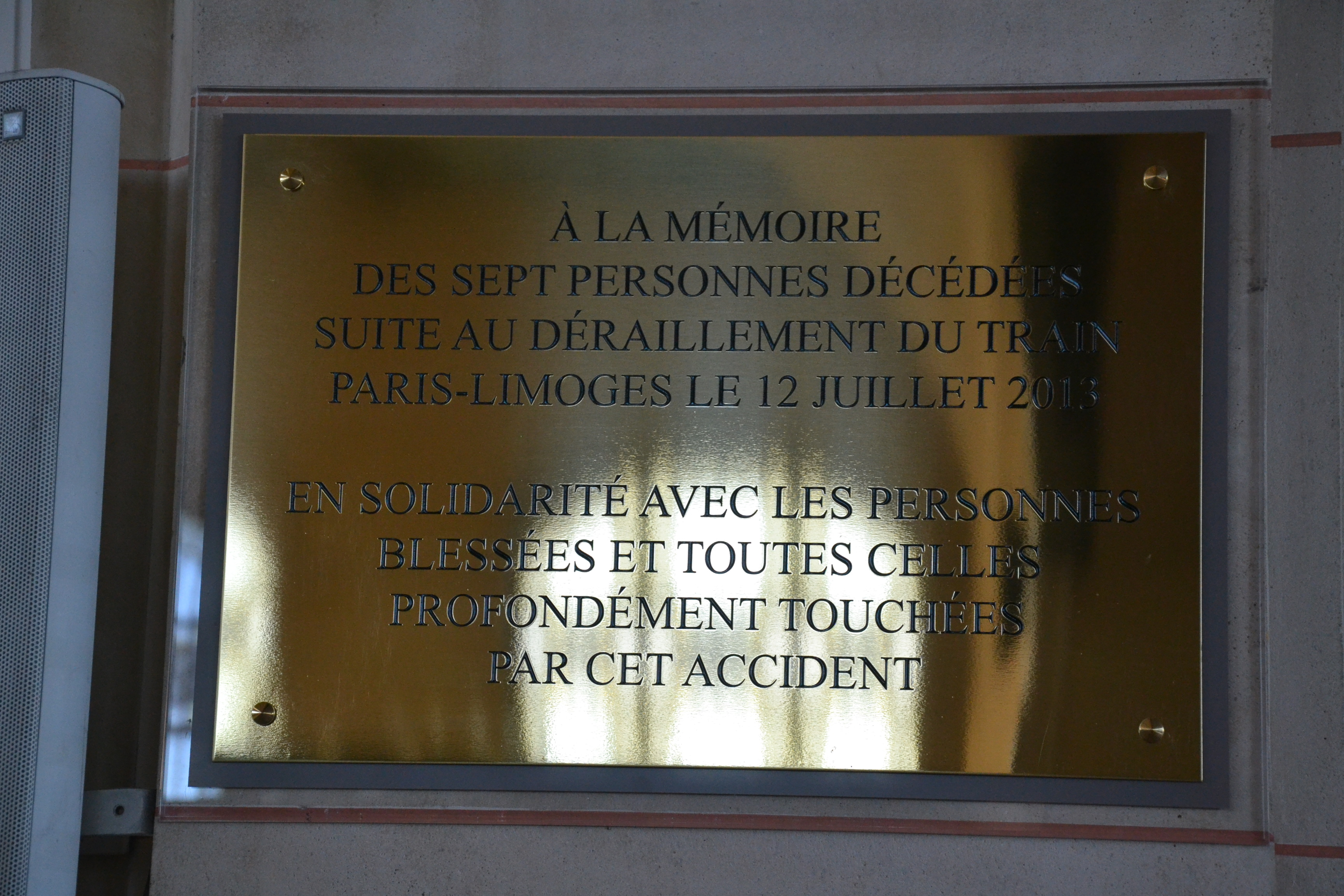
Plaque installée en 2016, en hommage aux victimes de l'accident de Brétigny-sur-Orge survenu 12 juillet 2013. Le train impliqué se rendait à Limoges.

Devant le progressif désengagement des avancées ferroviaires dans le centre de la France, les conseils régionaux du Centre, du Limousin et de Midi-Pyrénées soutiennent à partir des années 1990 l'idée d'un train pendulaire entre Paris et Toulouse, via Orléans et Limoges. Cette option dite POLT, de la première lettre de chacune des grandes villes desservies, est abandonnée par le gouvernement Raffarin, lors du Comité interministériel d’aménagement du territoire (CIADT) du 18 décembre 2003. Le premier ministre acte dès lors le principe d'une ligne nouvelle entre Limoges et Poitiers, assurant que « [des] études préliminaires de ce projet [seraient] engagées au deuxième trimestre 2004, afin que la ligne soit mise en service dès 2014 », lançant de fait le projet de LGV Poitiers - Limoges, qui fait l'objet d'études préparatoires en 2005 et d'un débat public en 2006.
L'arrivée du TGV, à l'horizon 2020, est alors présentée comme pouvant entraîner une mutation des quartiers proches de la gare de Limoges-Bénédictins, en l'absence de création d'une gare nouvelle. Profitant du départ définitif et total de l'armée de Limoges d'ici à 2011, le député-maire Alain Rodet évoque ensuite la possibilité de faire du terrain de la caserne Marceau, un quartier d'affaires respectant la norme Haute qualité environnementale, avec hôtellerie, bureaux, entreprises du tertiaire, tout cela passant nécessairement par une destruction des bâtiments de la caserne. Cette perspective nourrit le débat des élections municipales de 2008.

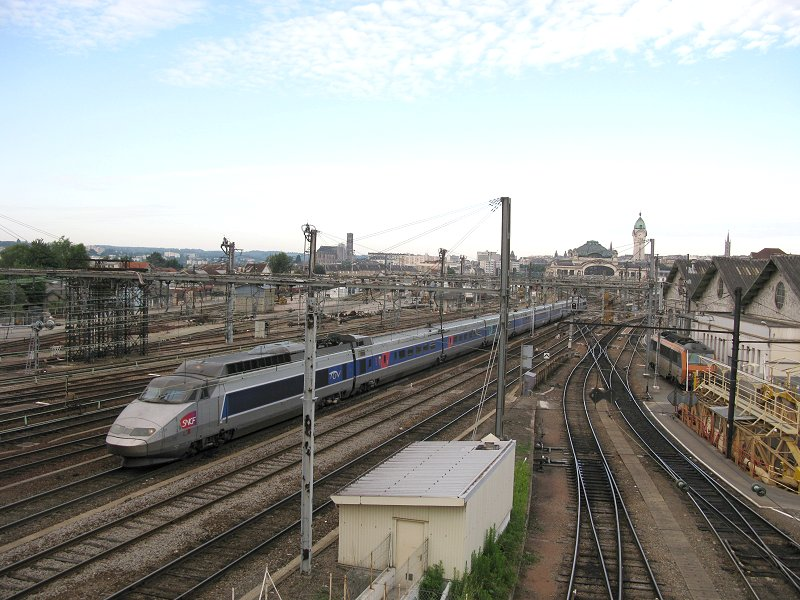
Rame TGV Sud-Est, effectuant le trajet Brive–Lille, repartant de Limoges-Bénédictins en 2009 vers Paris.

Le 9 décembre 2007, un aller-retour quotidien (en fin de semaine) Brive-la-Gaillarde – Lille en TGV intersecteurs est mis en place, permettant aussi la desserte des gares franciliennes de Juvisy (accès aux RER C et D), de Marne-la-Vallée - Chessy (Disneyland) et de l'aéroport de Paris-Charles-de-Gaulle. Le train relie Brive à Juvisy à vitesse classique, avant d'emprunter la Grande Ceinture, puis la ligne d'interconnexion entre TGV et la ligne à grande vitesse du nord de la France. À partir de la mise en place du service d'été 2008, la correspondance devient possible en gare de Chessy, par TGV, en direction de Strasbourg, à l'aller comme au retour. Cette liaison permet ainsi de rallier Limoges à Lille en 4 h 48 et à l'aéroport de Paris-Charles-de-Gaulle en 3 h 53, et fait que Limoges perd son statut de chef-lieu de région de France continentale toujours non desservi par le TGV. En 2015, il existe quatre dessertes hebdomadaires de Lille vers Brive via Limoges (jeudi, vendredi, samedi et dimanche soir), et quatre dessertes hebdomadaires de Brive vers Lille via Limoges (vendredi, samedi, dimanche et lundi matin). Le temps de parcours entre Limoges et Lille est alors d'environ cinq heures. La liaison, déficitaire, est toutefois supprimée le 30 mai 2016, en raison du désengagement financier de la SNCF et du refus des régions traversées de le compenser. Du côté de la future LGV, le retard du projet, son ajournement par le Gouvernement Ayrault II et l'opposition constante à sa réalisation en dépit de la déclaration d'utilité publique effective en 2015 remettent en question la vocation de la gare de Limoges comme arrêt TGV. L'abandon définitif du projet de LGV, en 2017, éloigne la possibilité pour Limoges-Bénédictins de devenir une gare TGV.

#### Évolution récente des dessertes
Parallèlement, les années 2010 voient d'autres liaisons supprimées, qu'elles soient nationales (liaison Intercités entre Bordeaux et Lyon via Limoges) ou régionales (liaison directe vers Clermont-Ferrand en 2014 en raison de la fermeture de la ligne entre Ussel et Laqueuille, suspension de la ligne vers Angoulême en 2018).
Jusqu'en décembre 2013, le train-hôtel Elipsos « Joan Miro » s'arrêtait chaque nuit en gare de Limoges permettant une liaison directe avec les villes de Figuières, Gérone et Barcelone. L'ouverture de la liaison TGV entre Paris et Barcelone, via Lyon, a occasionné la suppression de cette desserte. Limoges perd alors son statut de gare internationale.
Dans les premières années du nouveau siècle, la gare se dote de systèmes facilitant l'accès aux usagers handicapés ou ayant du mal à se déplacer : ainsi, un dispositif de « boîtes à coucou » à l'usage des malvoyants ou des guichets spécialement aménagés ont été mis en place.

## Architecture

### Généralités

Vue du bâtiment voyageurs construit au-dessus des voies.

La gare se divise en trois entités : le bâtiment principal, encadré de deux pavillons, abrite le hall et les bâtiments commerciaux qui en vérité constituent le second étage, le rez-de-chaussée se situant au niveau de la place Maison-Dieu ; le campanile à base carrée de 10,5 mètres s'élevant à 57 mètres ; le bâtiment administratif, à l'angle de la place et de la rue Aristide-Briand.
La gare des Bénédictins présente la principale particularité d'être construite au-dessus des voies. C'est en effet une gare de passage dont le bâtiment voyageurs est implanté sur une plate-forme de 96 × 70 mètres posée perpendiculairement sept mètres au-dessus de dix voies. Deux accès ont été aménagés : depuis le centre-ville par une rampe de trente mètres de large qui prolonge l'actuelle avenue du Général-de-Gaulle ; depuis le quartier Montplaisir et la cité des Coutures par un pont de quinze mètres de large sur les voies, sur lequel aboutit une rampe de 217 mètres de longueur (avenue de Locarno), en terre-plein, qui abrite des locaux associatifs et des dépôts.
La gare est constituée d'une ossature en béton armé habillée à l'extérieur de pierres de taille (calcaire) et à l'intérieur d'un enduit de plâtre. La coupole qui surmonte le grand hall est dotée d'une charpente métallique et recouverte de plaques de cuivre. Haute de 31 mètres, elle a été totalement refaite à la suite du grand incendie qui l'a ravagée en 1998.

### Bâtiment principal: extérieur
Bien qu'utilisant des techniques novatrices (béton armé), la gare présente aussi des éléments archaïques pour les années 1920, en particulier pour les sculptures de la façade, dont l'académisme est propre à la mode du Second Empire et du début de la Troisième République. On note aussi des rappels évidents à l'art nouveau, pourtant considéré comme dépassé depuis la fin des années 1910, d'où la comparaison qu'on a pu faire du monument avec la gare de Rouen-Rive-Droite, inaugurée en 1928, encore davantage marquée par une inspiration tardive du style Art nouveau. De manière générale, l'éclectisme architectural du bâtiment évoque une conception régionaliste, en vogue au début du XXe siècle en Europe occidentale, et qui se retrouve dans d'autres projets de reconstructions de gares de la Compagnie du Paris-Orléans (nouvelle gare de Capdenac en 1925, gare de La Baule-Escoublac en 1927, gare de Néris-les-Bains en 1931). Cet ensemble un peu pompeux a fait dire à certains qu'elle ressemblait, par sa grandeur et le volume de ses espaces, à un « monastère » ou à une « cathédrale laïque ». Le géographe Jean-Robert Pitte y décèle une inspiration byzantine.
Les façades sont agrémentées de diverses sculptures, également réalisées par l'auteur des sculptures intérieures, Henri-Frédéric Varenne. Les détails ornementaux du dôme, du campanile, et du vase monumental qui le surplombe sont aussi de cet artiste, qui a déjà travaillé à Limoges, avec le bâtiment de la Préfecture.

#### Façades
L'entrée, située façade sud, s'organise autour d'un rideau vitré en forme d'anse de panier, dont les accès sont délimités par huit colonnes et surmontés d'une poutre en béton de plus de vingt-deux mètres de long, laquelle supporte sur toute sa longueur une imposante marquise. Cette vaste devanture de verre est encadrée par deux grandes statues symbolisant l'émail et la porcelaine de Limoges, contribuant à la tonalité régionaliste du bâtiment et rappelant au voyageur que Limoges est la capitale des arts du feu. Deux bas-reliefs toujours signés H.-F. Varenne, représentant deux divinités antiques, ornent les tympans de l'entrée principale du bâtiment. À gauche, Cérès, déesse de l'agriculture entourée de quelques-uns de ses attributs comme le bœuf, les blés et la faux. À droite, Mercure, dieu du commerce et des voyageurs, coiffé de son casque ailé et portant son caducée, accompagné de chaînes, d'une roue dentée et d'un marteau. En 1927, une polémique raviva le débat sur l'usage de la porcelaine comme élément décoratif de la façade afin de « soutenir les intérêts économiques » des entreprises porcelainières. Ce débat est tranché par l'installation d'ornements intérieurs en porcelaine, par la suite retirés.
La façade ouest, donnant sur la place Maison-Dieu, présente une apparence classique marquée par des balcons à balustre (notamment celui de l'ancienne salle de restaurant), tout en supportant des éléments singuliers : au niveau du cinquième étage, les fenêtres sont surmontées de guirlandes de fruits et d'autres décorations diverses, encadrant les blasons de quelques villes du réseau historique de la Compagnie du P.-O., à savoir Agen, Périgueux, Blois, Bordeaux, Limoges, Tours, Orléans, Toulouse, Montpellier, Avignon, etc.
La façade nord, donnant directement sur les voies et aujourd'hui masquée par les escaliers mécaniques, donc peu visible, propose un autre Mercure, encadré de guirlandes de feuillages. Cette allégorie surplombe une ouverture vitrée présentant la même forme en anse de panier qu'en façade sud.
La façade est, ornée de trois grandes verrières en anse de panier, est aussi agrémentée de blasons des villes de Limoges et Paris.
L'habillage de calcaire utilise des pierres extraites de carrières situées à Lavoux (Vienne) et Souppes-sur-Loing (Seine-et-Marne) pour les parements, et Chauvigny (Vienne) pour les soubassements et clochetons.

#### Dôme et toitures
La coupole de la gare est composée de nombreuses couches successives de matériaux divers. Les moulages en staff présents à l'intérieur sont accrochés à une charpente métallique dense et relativement légère, elle-même jointe à une autre ossature métallique posée sur la structure en béton. Cette double armature métallique supporte une charpente de pannes et de chevrons en sapin, recouverte d'une double couche de plancher. Enfin, le dôme, de trente-trois mètres de diamètre, est recouvert de plaques de cuivre.
Le sommet du dôme est couronné d'un lanterneau, dont la verrière de sept mètres de diamètre est entourée de cornes d'abondance emplies de fruits en cuivre.
Les angles du toit possèdent de grands flambeaux, conçus en zinc.
Bien que présentant un périmètre circulaire, le dôme s'inscrit sur un socle quadrangulaire, renvoyant à chacune des quatre façades de la gare. Au-dessus de chacune d'entre-elles, le dôme est percé d'une longue ouverture vitrée en forme d'œil.

### Bâtiment principal: intérieur
L'intérieur de la gare présente de nombreuses décorations.

#### Vitraux
Les ouvertures sont ornées de vitraux de Francis Chigot ; ils représentent des feuillages et l'on peut également apercevoir dans le décor des châtaignes, emblème du Limousin, des chênes et des glands. Au total, les vitrages sont posés sur une surface de 775 m2. Sont également installés treize ensembles vitrés encadrant de grandes portes en bois de teck et d'iroko.

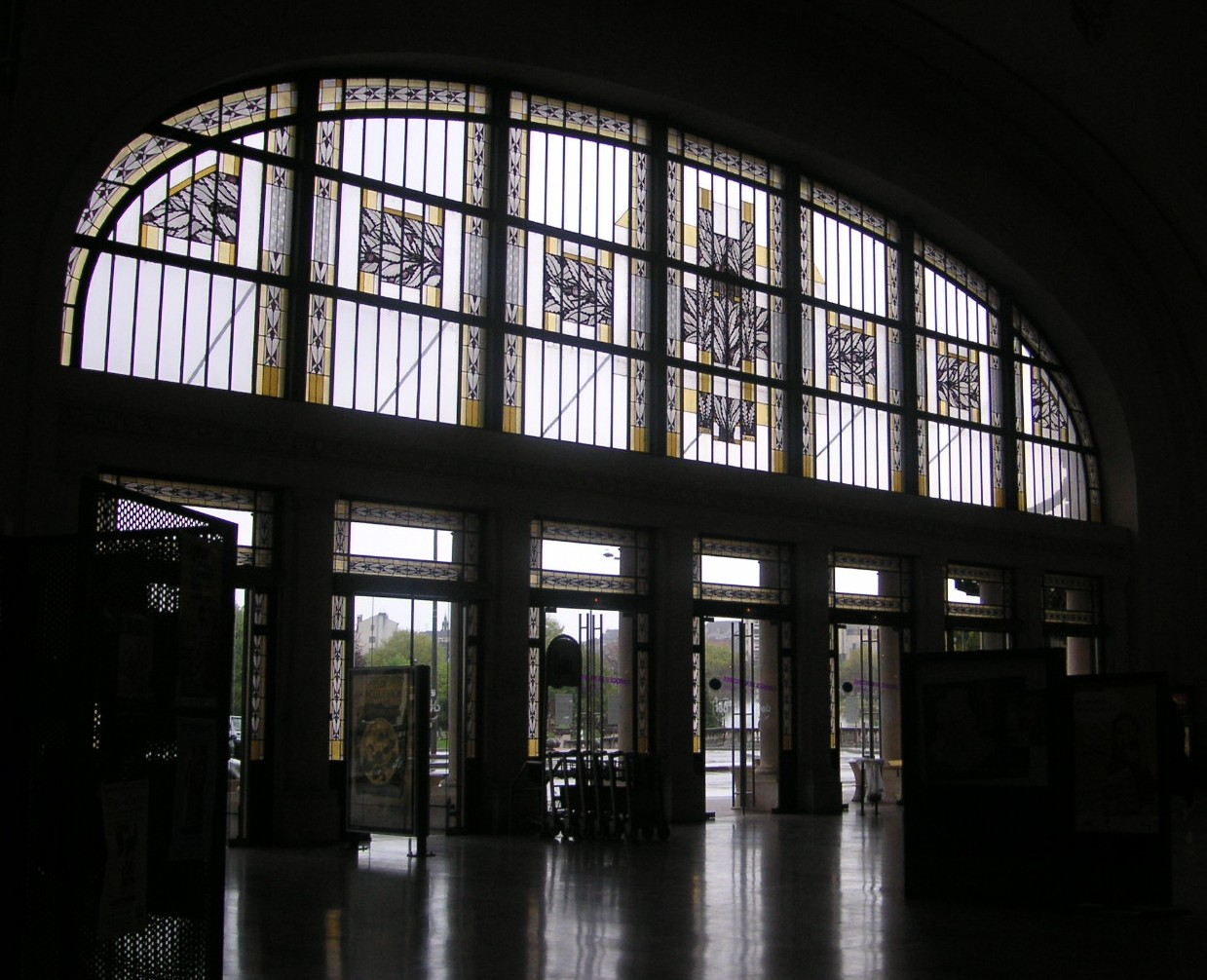
Vitraux, en façade sud.
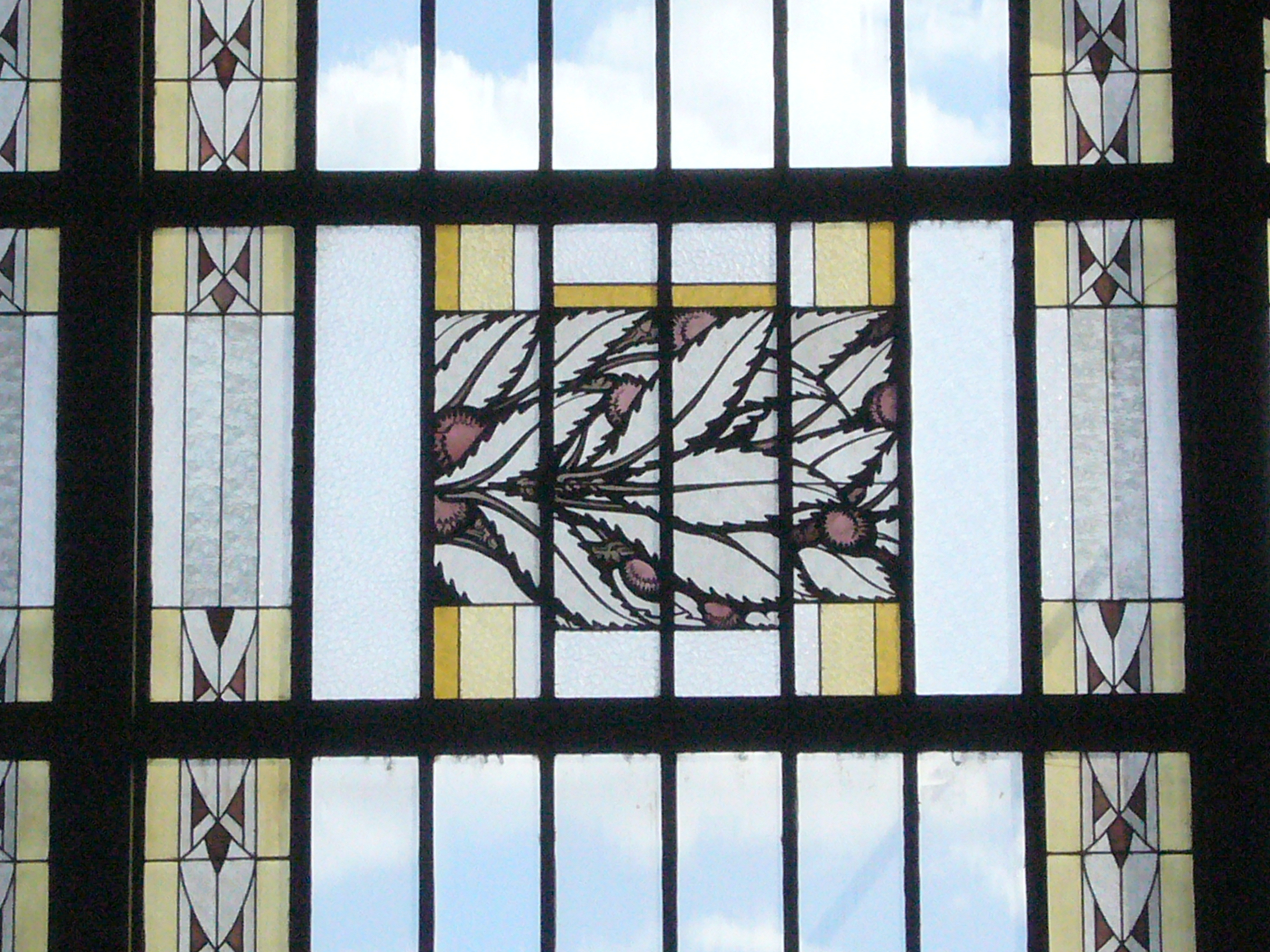
Vitraux, en façade sud (détail).
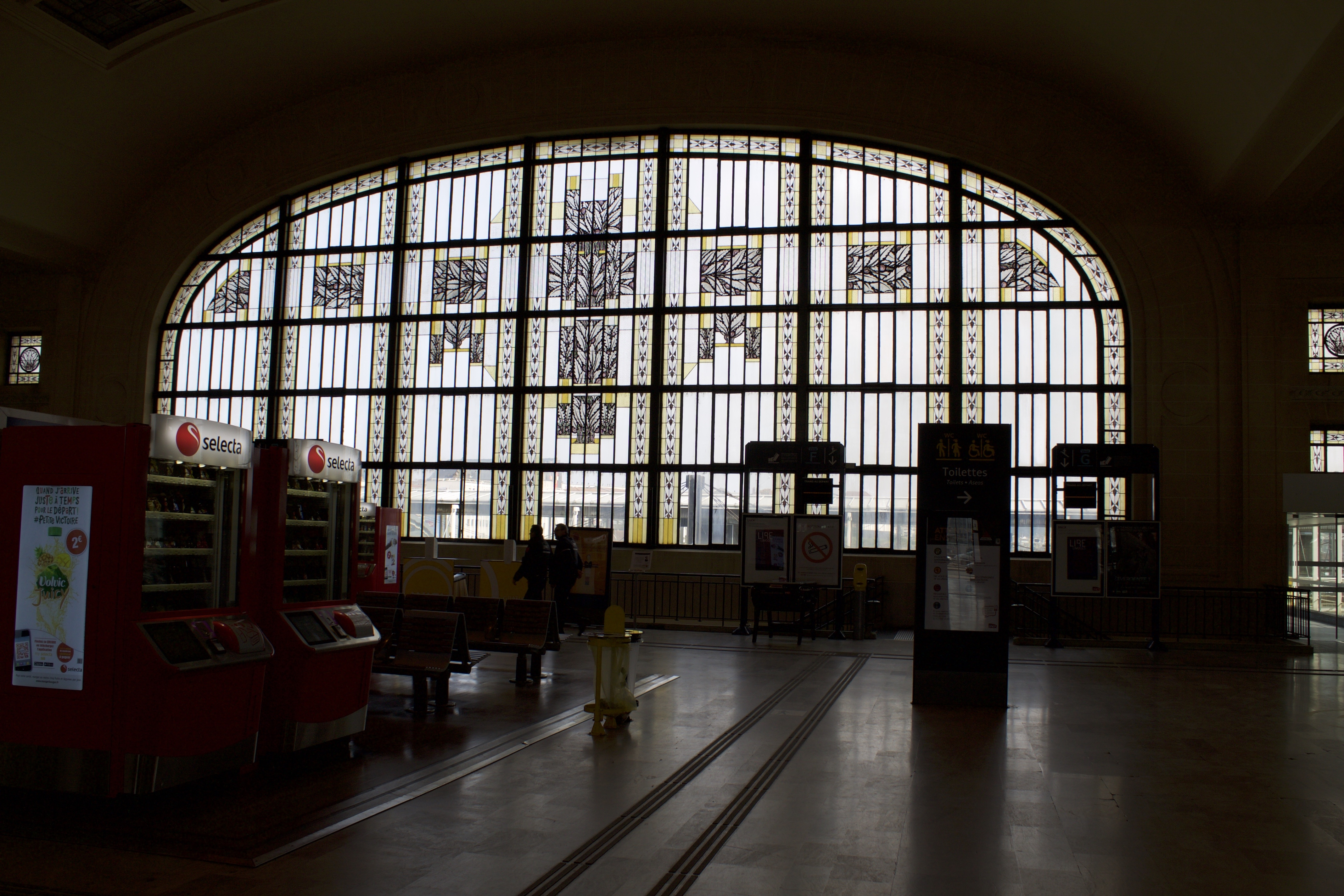
Vitraux, en façade nord.

#### Hall et coupole

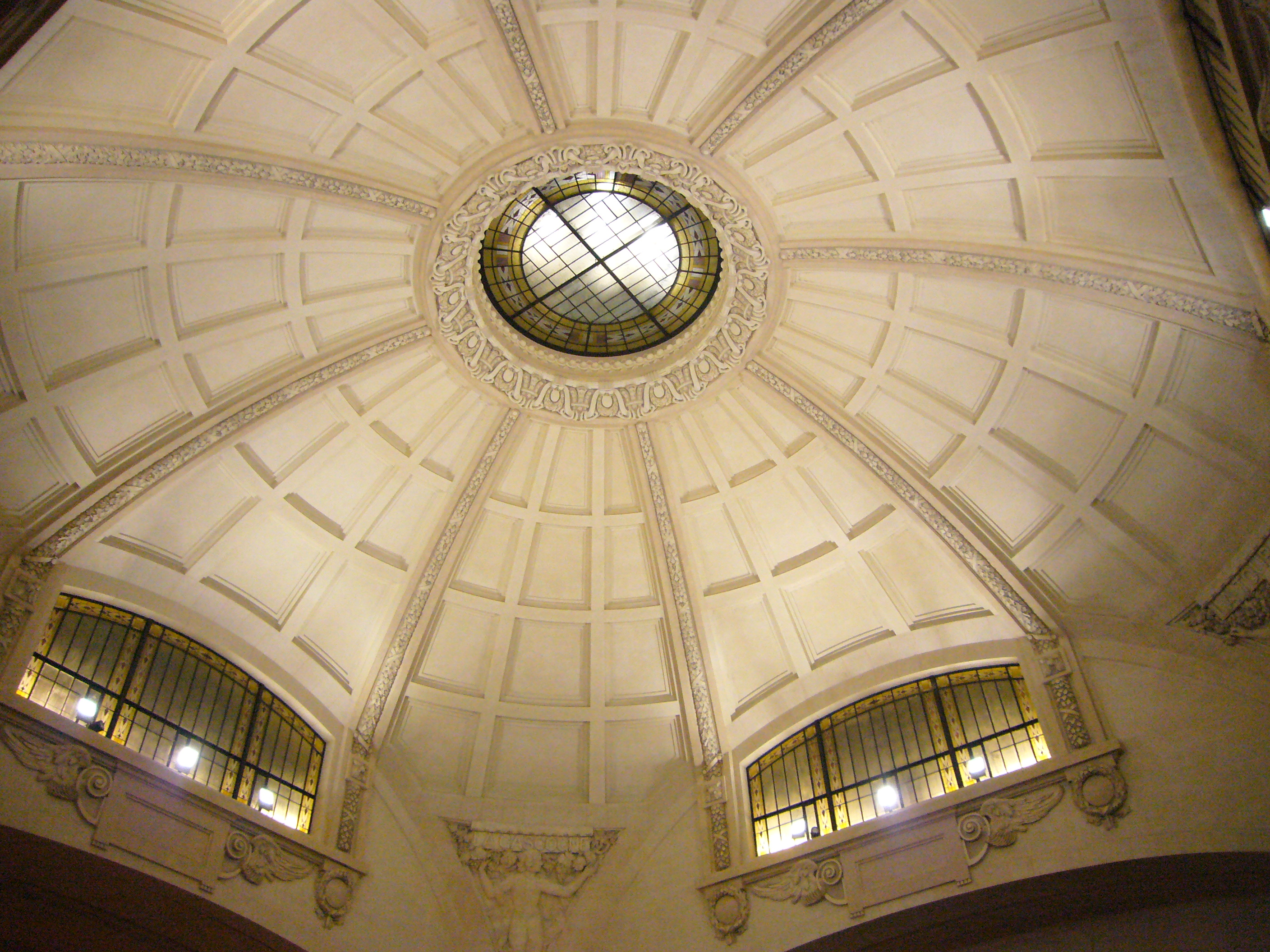
Vue générale de la coupole.

En appui sur d'imposants piliers, les quatre arcs de vingt-sept mètres d'ouverture soutiennent la coupole de vingt-six mètres de hauteur. Le centre de la coupole est occupé par la verrière circulaire, elle aussi ornée de vitraux, et entourée d'une couronne d'entrelacs et de feuillages moulés, d'où descendent huit tores de feuillages. La totalité des décors qui habillent le béton et l'acier sont en stuc ou en staff.
Les murs du hall, dans chaque angle, supportent quatre sculptures allégoriques réalisées par Henri-Frédéric Varenne, des caryatides représentant quatre provinces françaises : le Limousin, la Bretagne, la Gascogne et la Touraine, qui étaient à l'origine quatre provinces desservies par la Compagnie du Paris-Orléans.
Chacune de ces quatre sculptures porte des emblèmes de sa province. La Bretagne est accompagnée de coquillages, de poissons et d'algues. La Gascogne soutient une guirlande de grappes de raisin. Le Limousin porte un vase de porcelaine et désigne une profusion d'épis de blé, de châtaignes et de feuilles de châtaignier. Enfin, la Touraine cueille une rose, entourée de fleurs. La Bretagne est la seule des caryatides à apparaître voilée, apparemment allusion à la tradition pudique de la région, et la Gascogne est la seule à être représentée de dos.

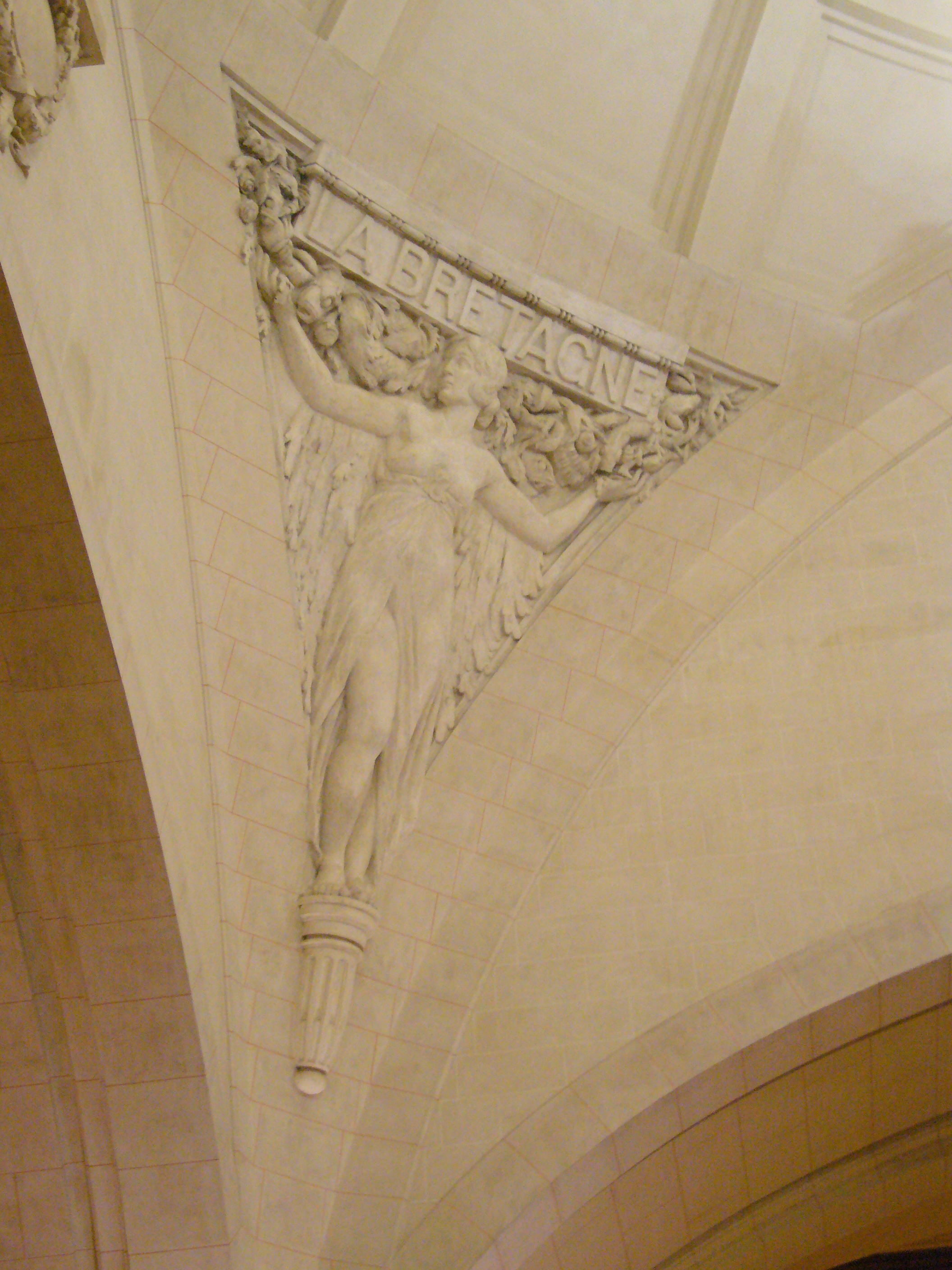
La Bretagne.
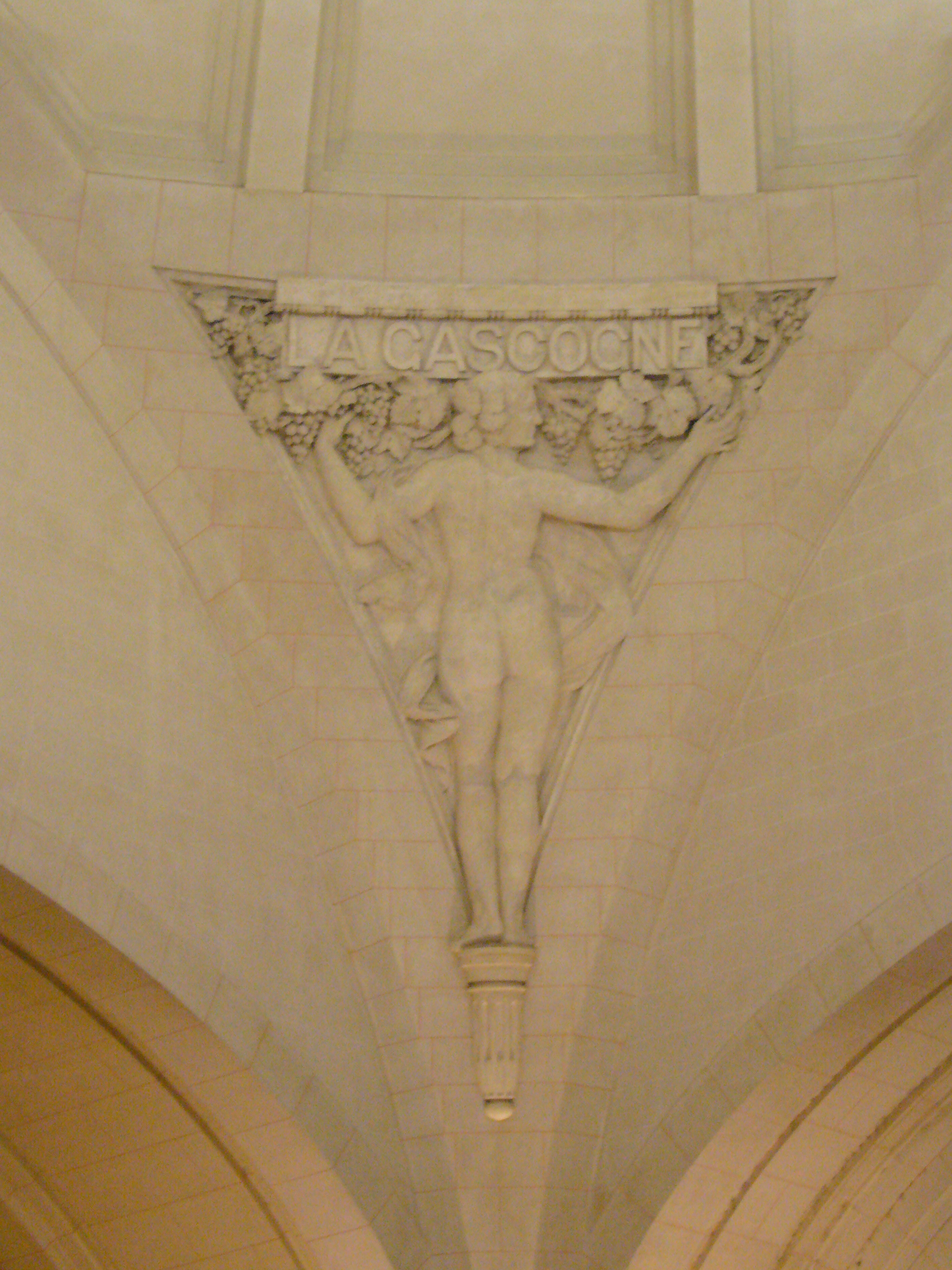
La Gascogne.
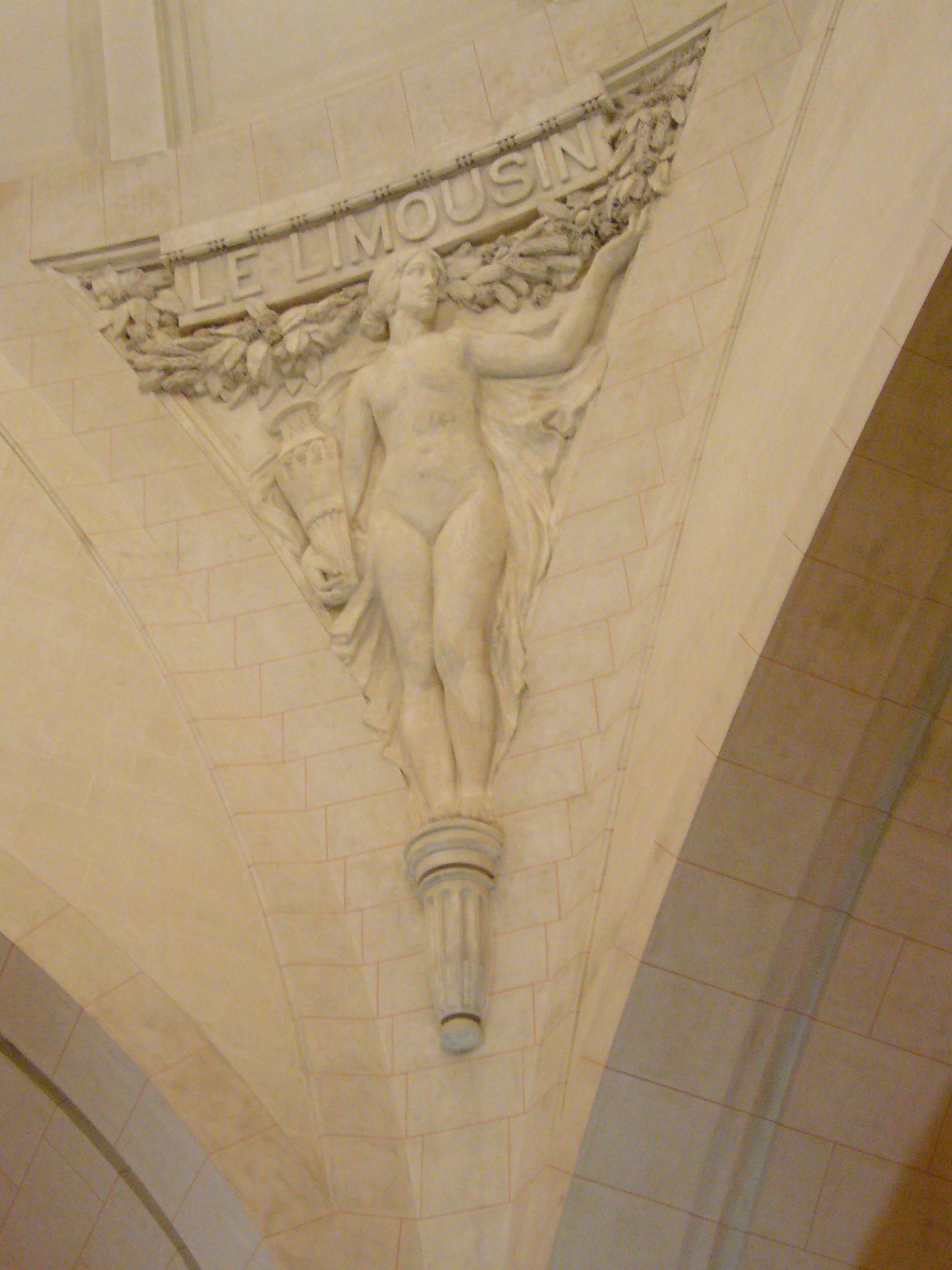
Le Limousin.
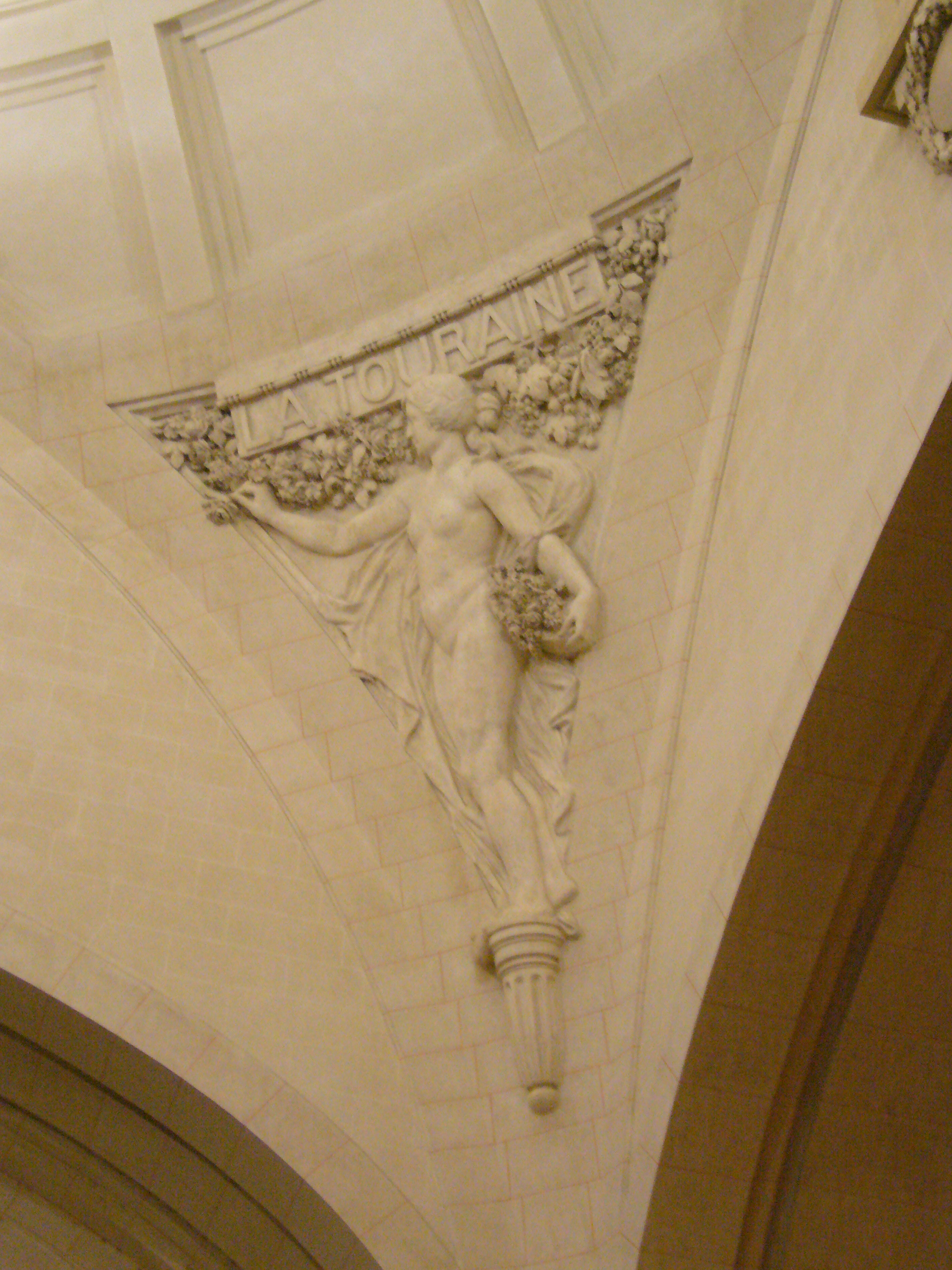
La Touraine.

Jusqu'en 1978, était présent un mobilier de style Art déco en bois massif exotique de type bilinga, iroko et acajou du Gabon, conçu par Roger Gonthier et l'architecte Brachet, comprenant guichets, comptoirs et cloisons, boiseries de la salle de restauration, portes d'accès et édicules pour voyageurs et parquets. Cet ensemble était agrémenté de grands panneaux décoratifs du porcelainier Camille Tharaud, retirés par la même occasion, et présentés comme disparus. Une partie de ces éléments d'ornement, comprenant une grande carte touristique de la région et une frise de carreaux en porcelaine, avait été cachée par l'association HistoRail, gestionnaire du musée ferroviaire de Saint-Léonard-de-Noblat, comme la presse le révèle en 2019. Leur restauration et leur réinstallation sont prévues,. En 2022, à cette fin, un appel aux dons est lancé pour une inauguration prévue en septembre 2023,. Cette inauguration a finalement lieu en introduction aux Journées européennes du patrimoine en septembre 2024.

### Campanile

#### Description

Vue du campanile.

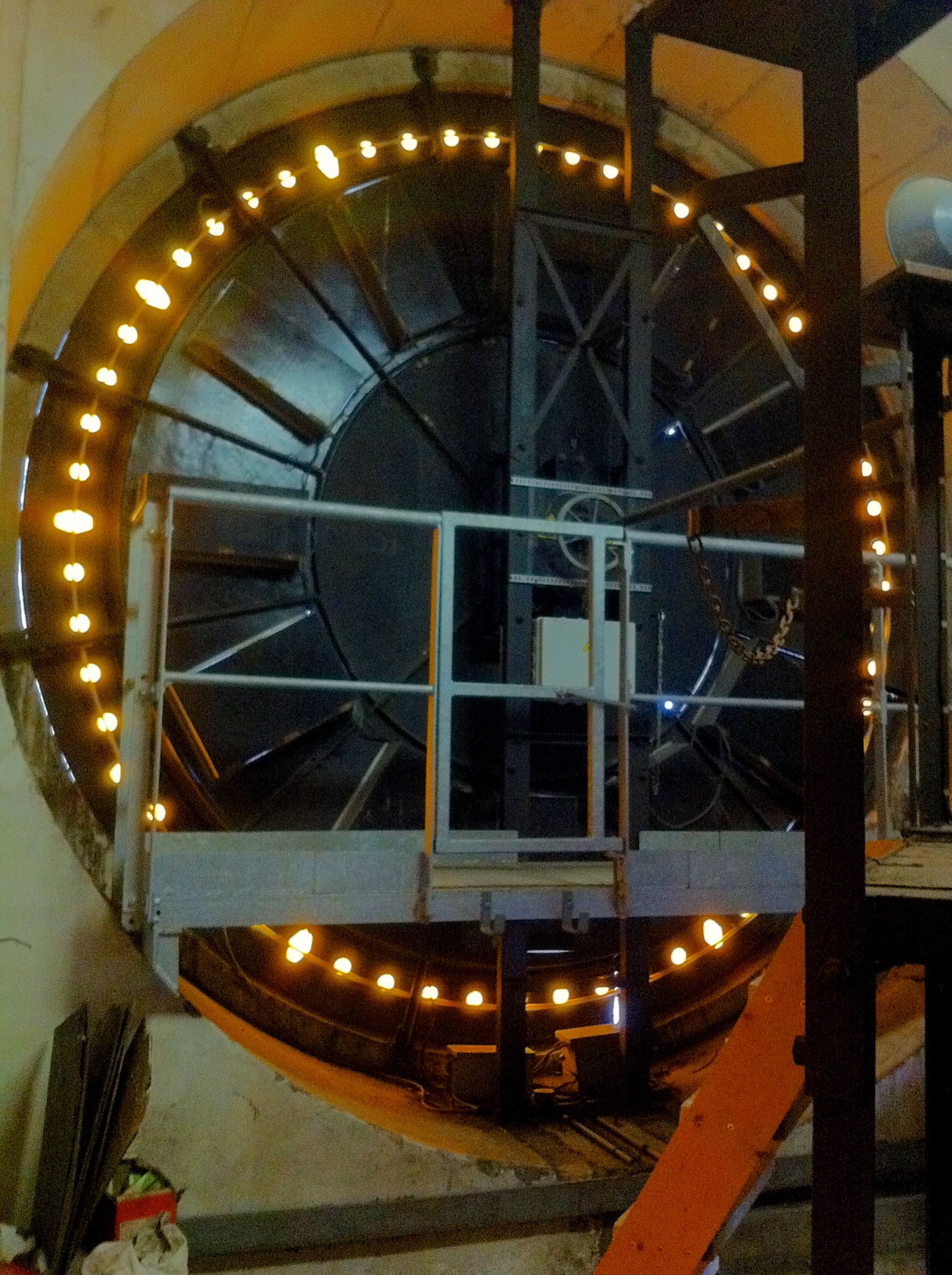
Vue intérieure d'un des cadrans des quatre pendules du campanile.

À l'angle des façades sud et ouest, se dresse le campanile haut de soixante-sept mètres (hauteur volontairement égale à celle du campanile de la gare de Paris-Lyon et qui en fait le plus haut édifice de Limoges) et comptant treize niveaux à partir du sol. Il est surmonté d'un dôme de cuivre en forme d'ogive, surhaussé, haut de 8,7 m, portant un vase décoré de cinq mètres de haut muni d'un paratonnerre.
L'accès au campanile se fait par la place Maison-Dieu.
Les premiers étages sont occupés par des bureaux. Les niveaux 7 à 12 sont vides, uniquement occupés par un escalier métallique hélicoïdal. L'avant-dernier niveau supporte l'horloge dont les quatre cadrans ont quatre mètres de diamètre, et sont reliés entre eux de manière à indiquer la même heure. L'horloge est graduée en chiffres romains, sauf le 4 : « IIII » et non pas « IV » (ceci afin de préserver l'harmonie esthétique de la pendule entre les chiffres 4 et 8 [« VIII »]). Il fut un temps[Quand ?] où les pendules affichaient volontairement deux minutes d'avance, ceci dans le but de presser les voyageurs. Le mécanisme a été remplacé dans les années 1980, et les aiguilles ont été rénovées en 1983 à Paris. Les murs intérieurs sont recouverts de graffitis dont certains datent de la Seconde guerre mondiale. Le treizième niveau, enfin, est accessible grâce à une échelle métallique.

#### Panorama
Depuis les derniers étages, inoccupés, la vue s'ouvre sur la ville de Limoges et la plupart des monuments importants : l'hôtel de ville, les églises Saint-Michel et Saint-Pierre, le lycée Gay-Lussac, la cité des Coutures, la cathédrale Saint-Étienne, la cité de la Bastide, la technopole ou encore le château de la Bastide. Une partie de l'agglomération (notamment le secteur de Boisseuil avec la tour hertzienne du Vigen), de la vallée de la Vienne et du plateau limousin sont également visibles, jusqu'au massif des Cars, à vingt-cinq kilomètres au sud-ouest, et à la partie orientale et creusoise des monts d'Ambazac, à trente-cinq kilomètres au nord-est.

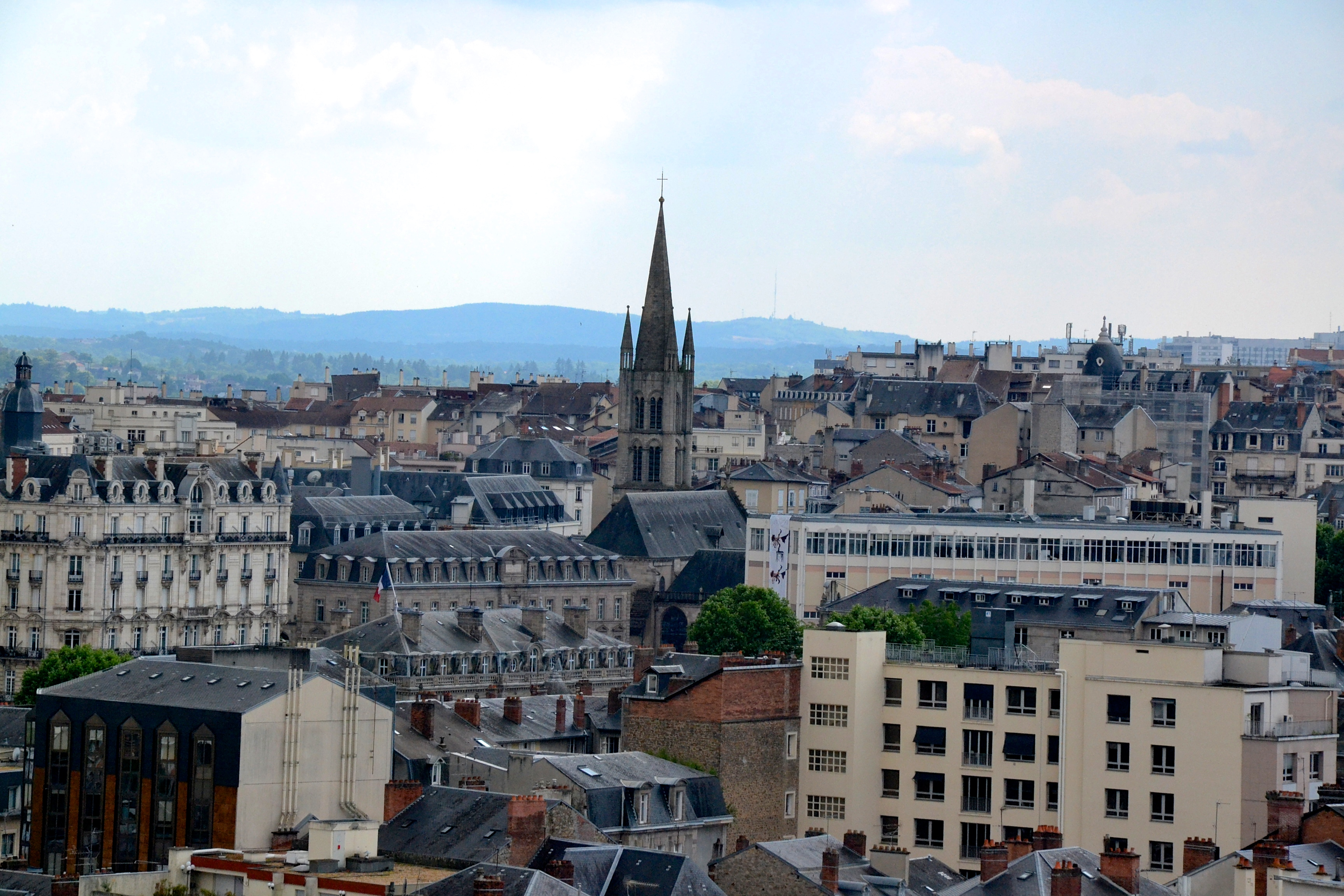
L'église Saint-Pierre-du-Queyroix et les monts de Châlus (sud-ouest).
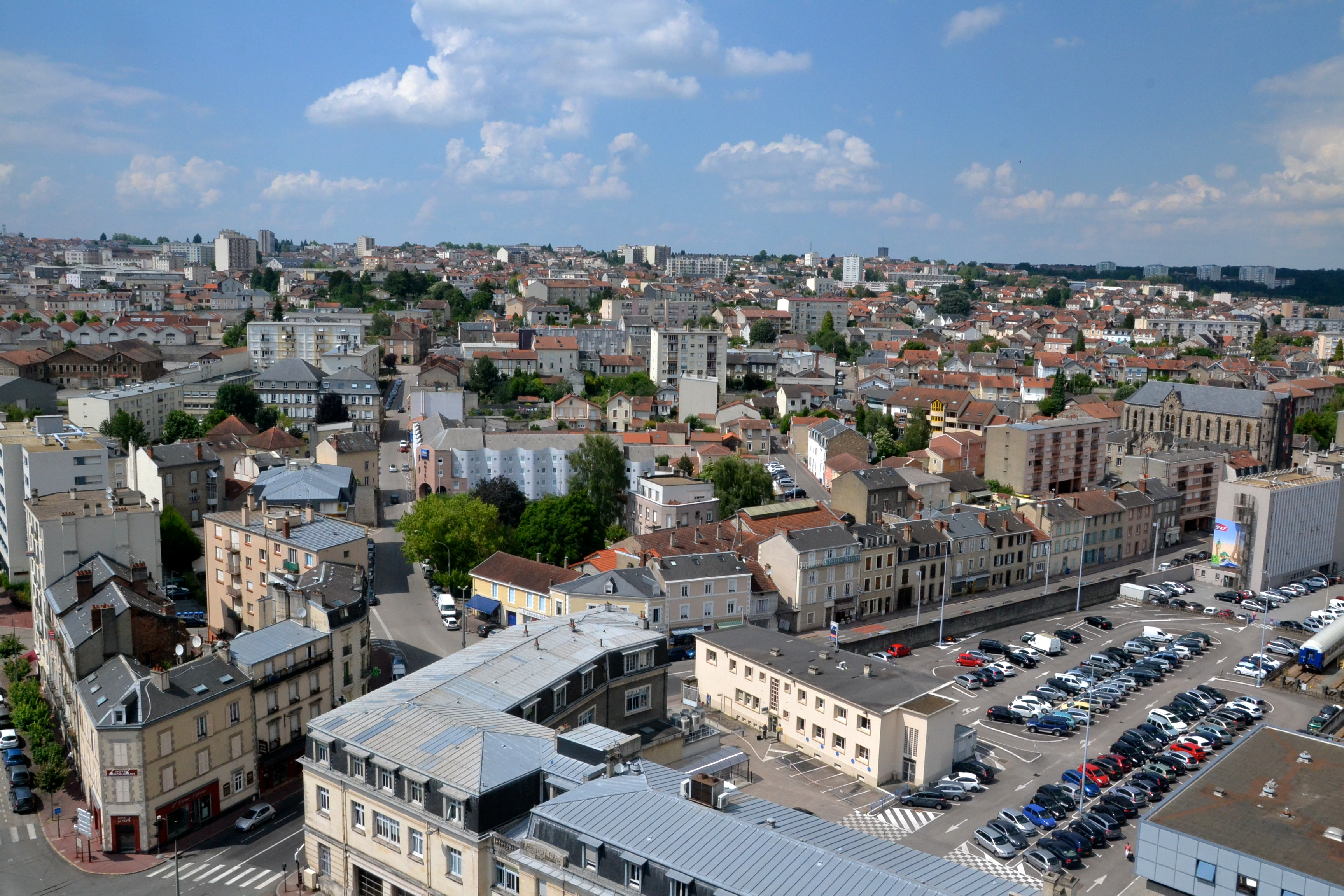
Les faubourgs de Limoges (nord-ouest).
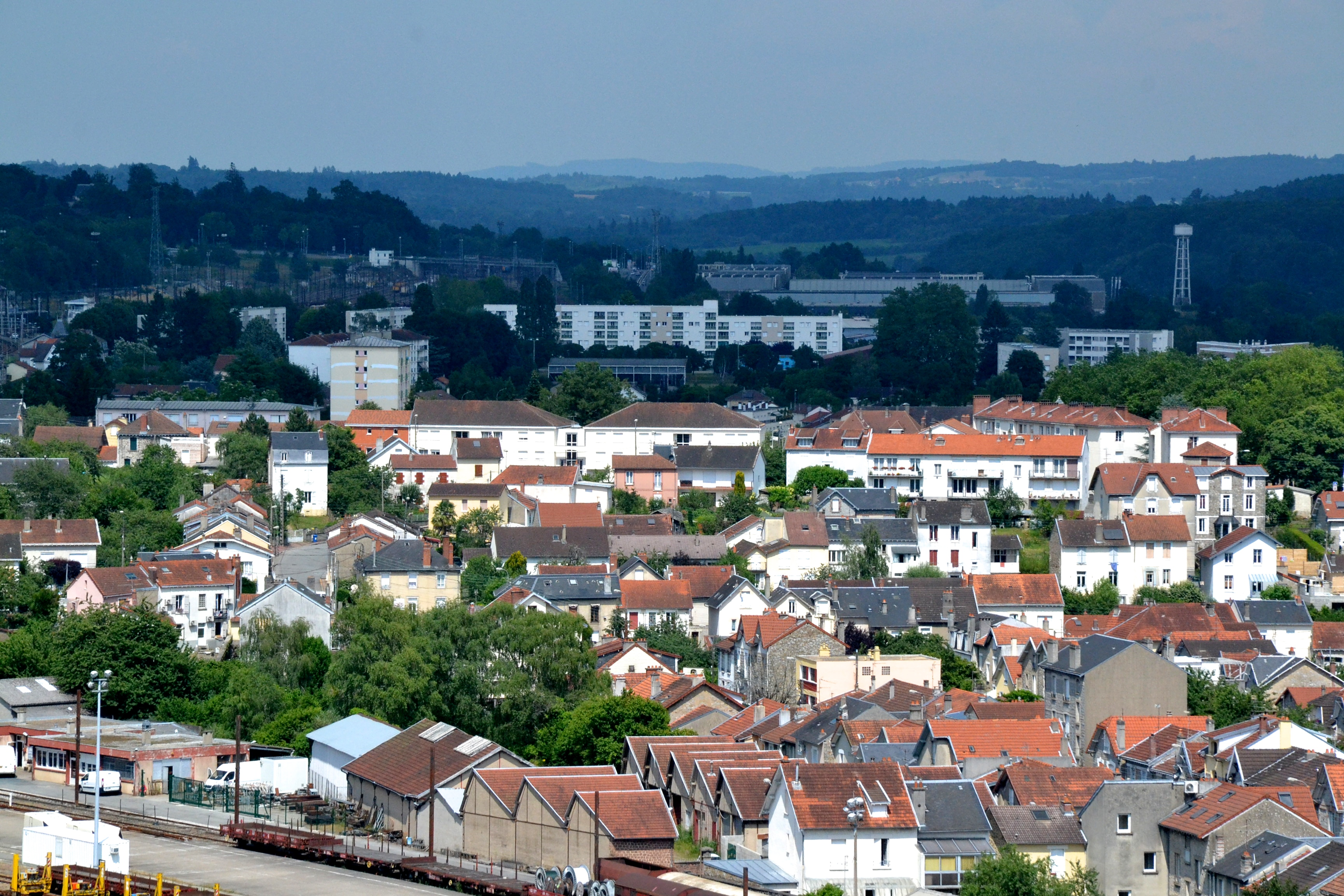
Le quartier de Montplaisir et la haute vallée de la Vienne (nord-est).
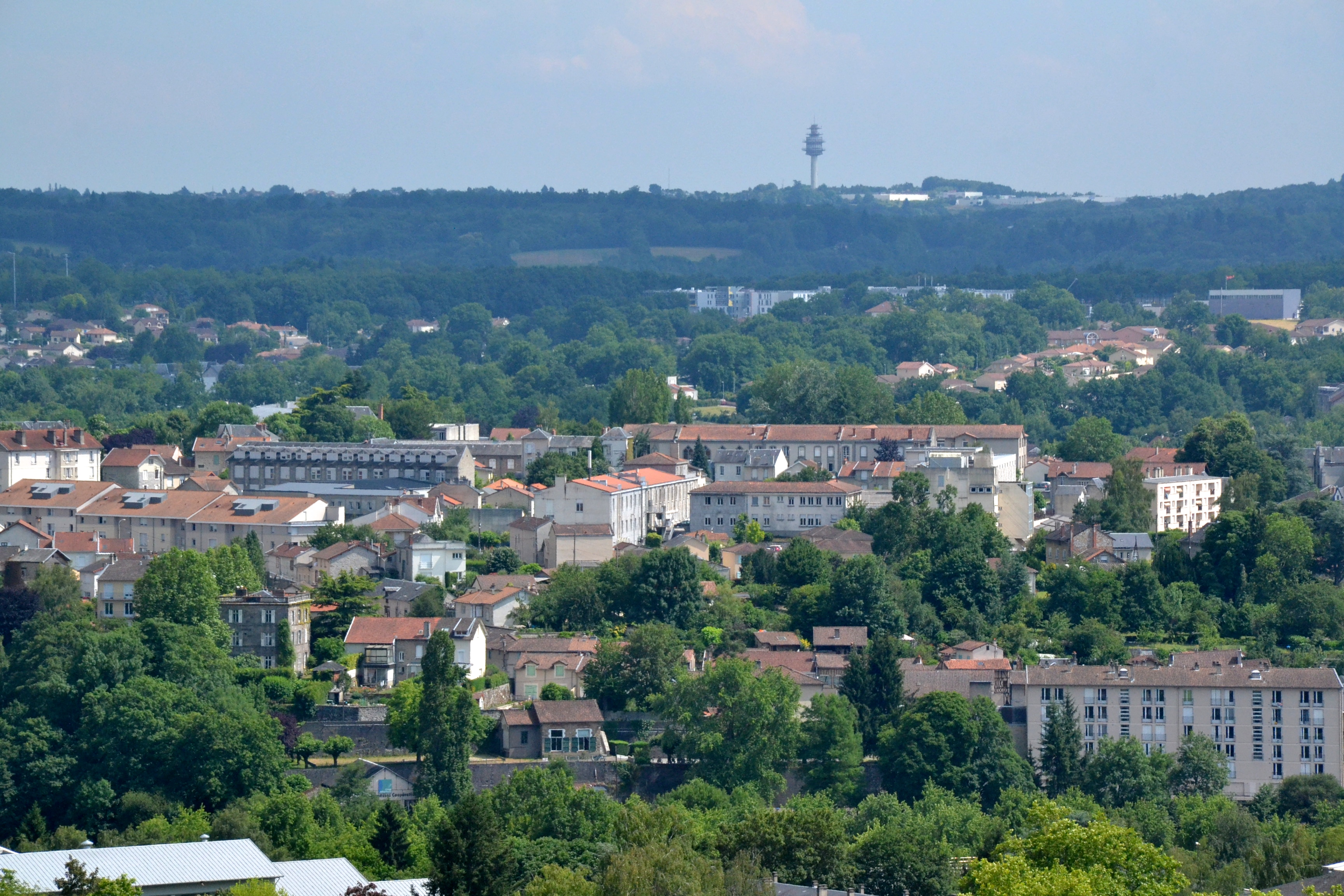
Le quartier du Sablard et Boisseuil (sud-est).

## Service des voyageurs

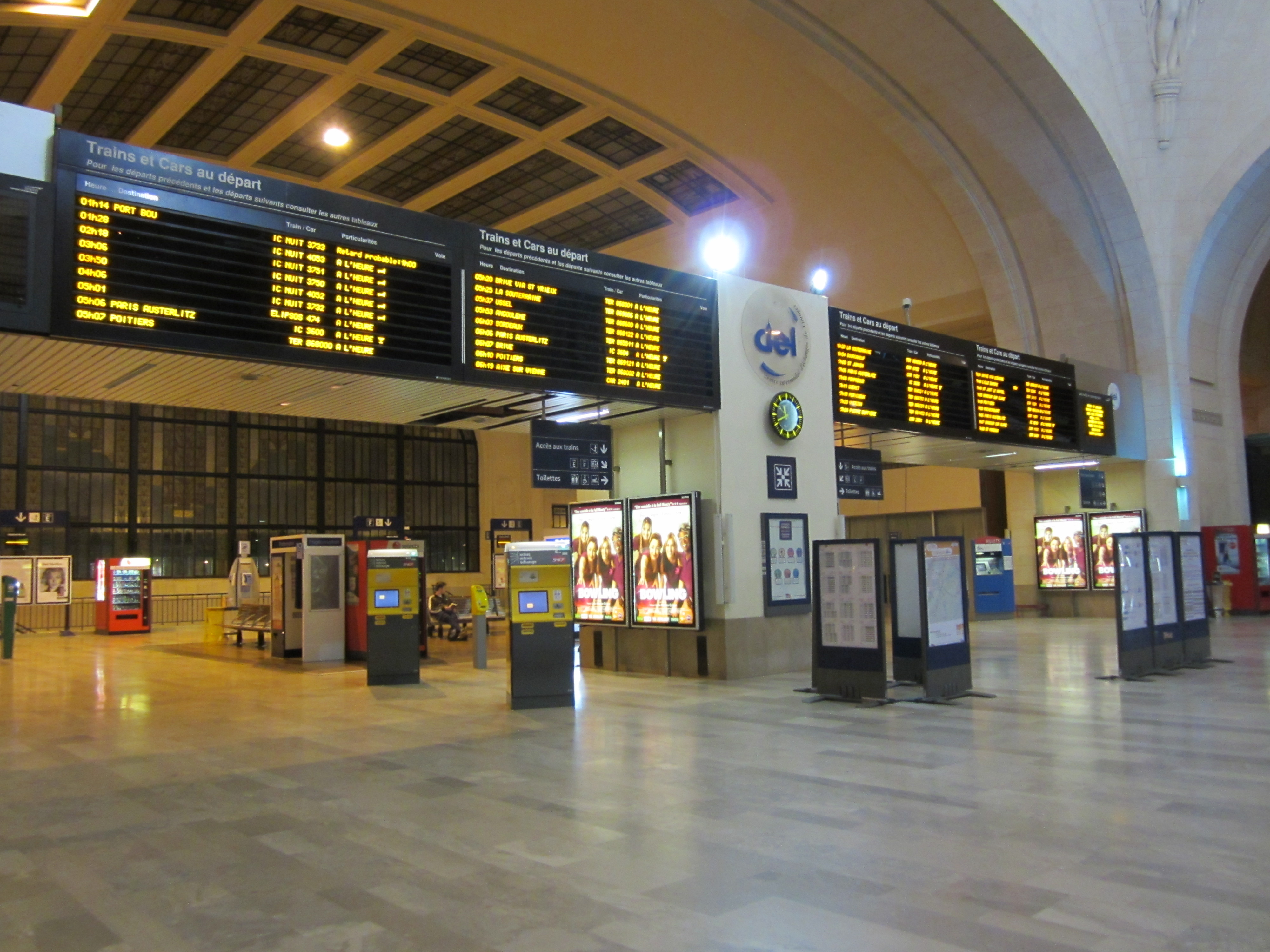
Hall de la gare, avec les panneaux d'affichage électroniques.

### Administration et emploi
Trois-cents personnes travaillent quotidiennement à la gare.

#### Locaux annexes
Les locaux annexes du bâtiment des voyageurs, situés place Maison-Dieu (façade ouest), sont occupés par des bureaux administratifs et les locaux destinés à l'accueil des employés.
Ci-après est présentée la répartition des locaux à l'inauguration du bâtiment. Le sous-sol est composé de deux chaufferies, et de quatre caves, dont deux sont les locaux du chef de gare et du sous-chef de gare. Le rez-de-chaussée regroupe entre autres des bureaux de dirigeants, des salles de commande. L'entresol accueille d'autres bureaux, la cuisine du buffet et un cabinet médical. Le 1er étage accueille le bureau des renseignements et le buffet de la gare. Au 2e étage, se trouvent les bureaux destinés au service de l'exploitation (chef d'arrondissement notamment). Au 3e étage, sont situés les locaux de l'arrondissement exploitation et le logement du chef de gare. Au dernier étage, sont regroupés divers logements et la salle des archives.

#### Commerces

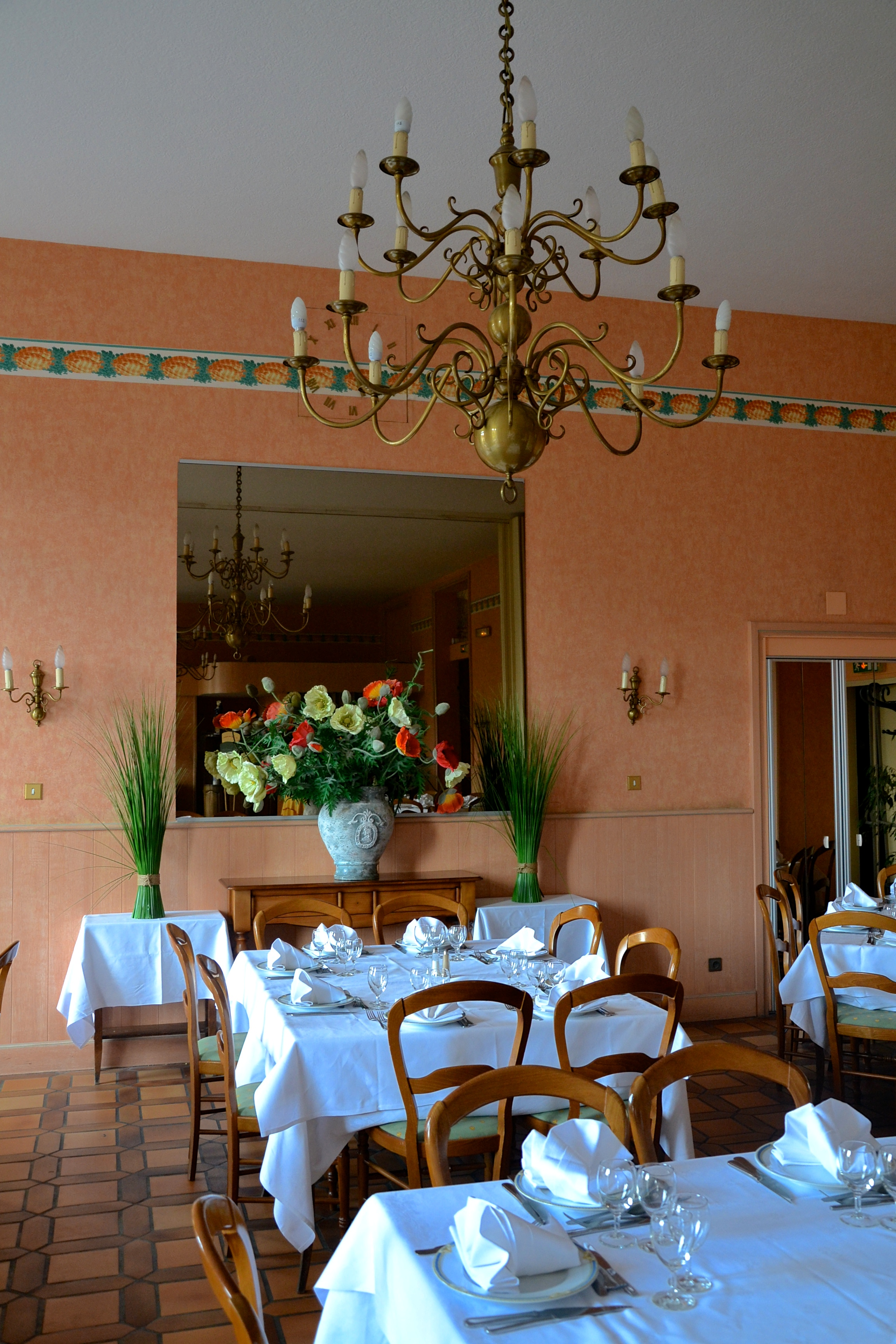
L'ancienne salle de restaurant du Buffet de Limoges, ici en 2014.

La gare accueille en son sein des commerces. L'espace presse Relay est ouvert tous les jours.
Le bar-restaurant, ouvert tous les jours de 5 h 30 à minuit, porte historiquement le nom de Buffet de Limoges, et demeure un des derniers buffets de gare traditionnels de France à sa fermeture, officialisée en mars 2018. Dans les dernières années de son activité, il accueille également diverses manifestations (débats politiques, République des blogs, conférences de presse, autres animations comme la vente de la médaille souvenir à l'occasion du 80e anniversaire de la gare). Sa salle de réception était ornée de décors en staff et de toiles d'Henri Varenne,.
Après plusieurs années de flottement, un repreneur est annoncé pour septembre 2023, et une nouvelle enseigne s'y installe finalement en novembre de cette année.

## Évocations et utilisation
En raison de son architecture iconoclaste et de sa dimension monumentale, la gare des Bénédictins a acquis au fil des années le rang de symbole de la ville,,, consacré monument préféré des Limougeauds dans un sondage en 2016, un statut que l'incendie de 1998 semble avoir révélé et amplifié.
La gare a d'ailleurs été élue en 2022 « plus belle gare de France » par les internautes, à la suite d'un concours organisé sur Facebook et Instagram par SNCF Gares & Connexions ; lors de la finale, elle était opposée aux gares de Saint-Brieuc et de Troyes. Elle succède ainsi à Metz. En 2024, elle termine à la 2e place du nouveau concours de la « Plus Belle Histoire de Gare », à nouveau proposé en ligne par Gares & Connexions, derrière la gare de Metz.

### Tourisme
La gare est un monument fréquemment représenté sur les cartes postales ainsi que sur les objets en porcelaine de Limoges commercialisés. Elle a également fait l'objet d'un timbre touristique en 2007, dessiné par Elsa Catelin, où le monument est associé à une porcelaine de la manufacture limougeaude Pouyat, et de deux médailles commémoratives de la Monnaie de Paris, l'une évoquant le monument et sa date d'inauguration, l'autre son quatre-vingtième anniversaire en 2009.
L'office de tourisme de la ville de Limoges organise plusieurs visites de la gare par an, animées par des guides-conférenciers. Elles concernent les abords immédiats du bâtiment (Champ de Juillet), l'histoire du chemin de fer à Limoges et la décoration extérieure et intérieure. Jusqu'en 2007, la visite du campanile de la gare, comprenant les étages successifs et notamment l'arrière des cadrans de l'horloge, était également possible, mais pour « raisons de sécurité incendie », la direction régionale de la SNCF interdit l'accès du campanile au public. Dans la perspective de célébrer son centenaire en 2029, des travaux de mise en accessibilité sont toutefois prévus.
En 2017, à l'initiative du Lions Club de Limoges, et à l'occasion du centenaire de l'organisation bénévole internationale, une copie miniature en bronze de l'édifice est conçue sur des plans de l'IUT du Limousin, destinée à donner à percevoir la gare aux malvoyants et constituer un supplément d'attraction touristique autour du monument.

### Dans les arts, la presse et la littérature

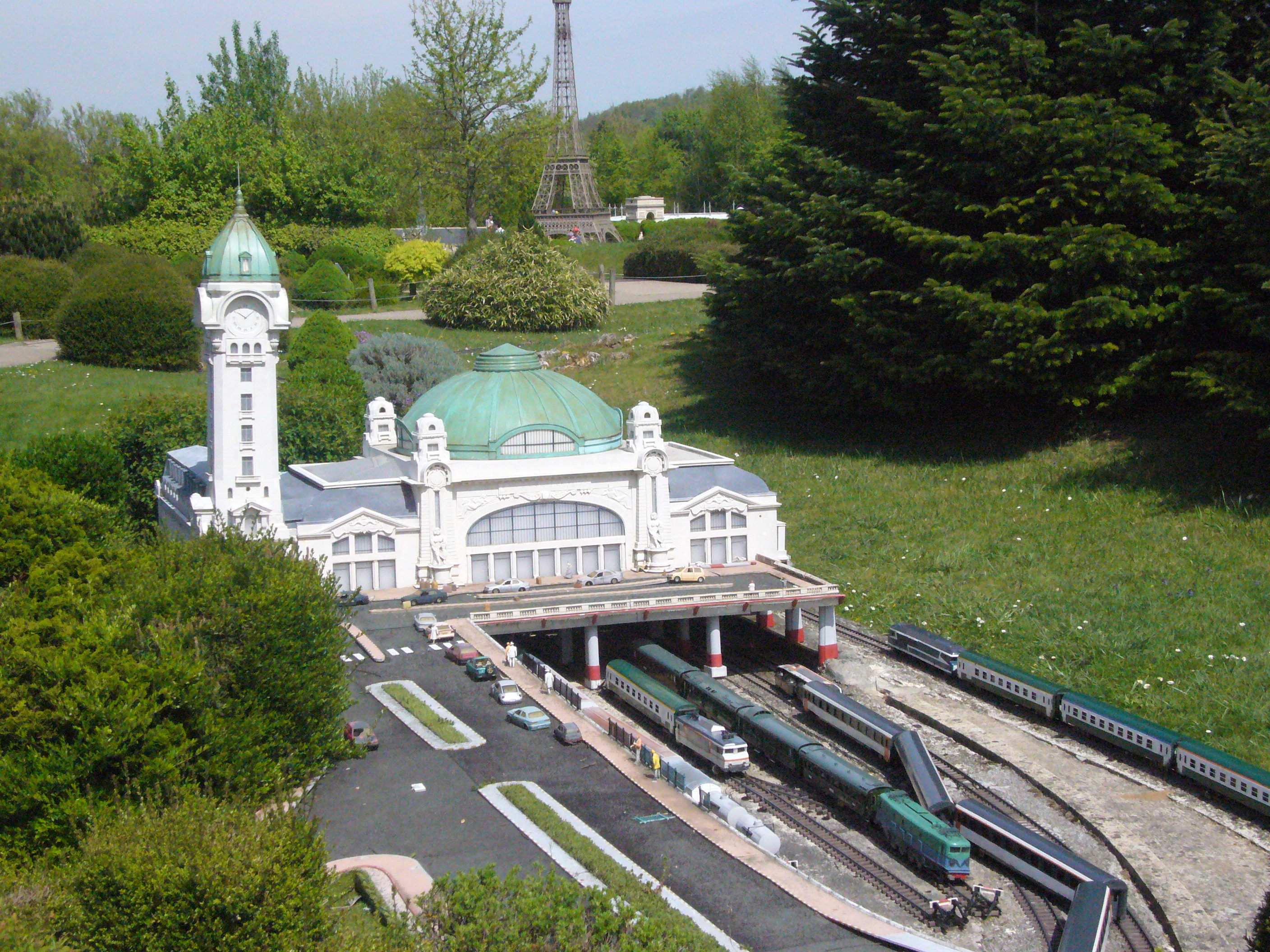
Reproduction de la gare, au parc France Miniature à Élancourt (Yvelines).

La gare de Limoges est régulièrement citée par la presse comme étant l'une des plus belles de France,,,,,,, d'Europe,, voire du monde,,, comme l'a fait le magazine américain Newsweek en 2009.

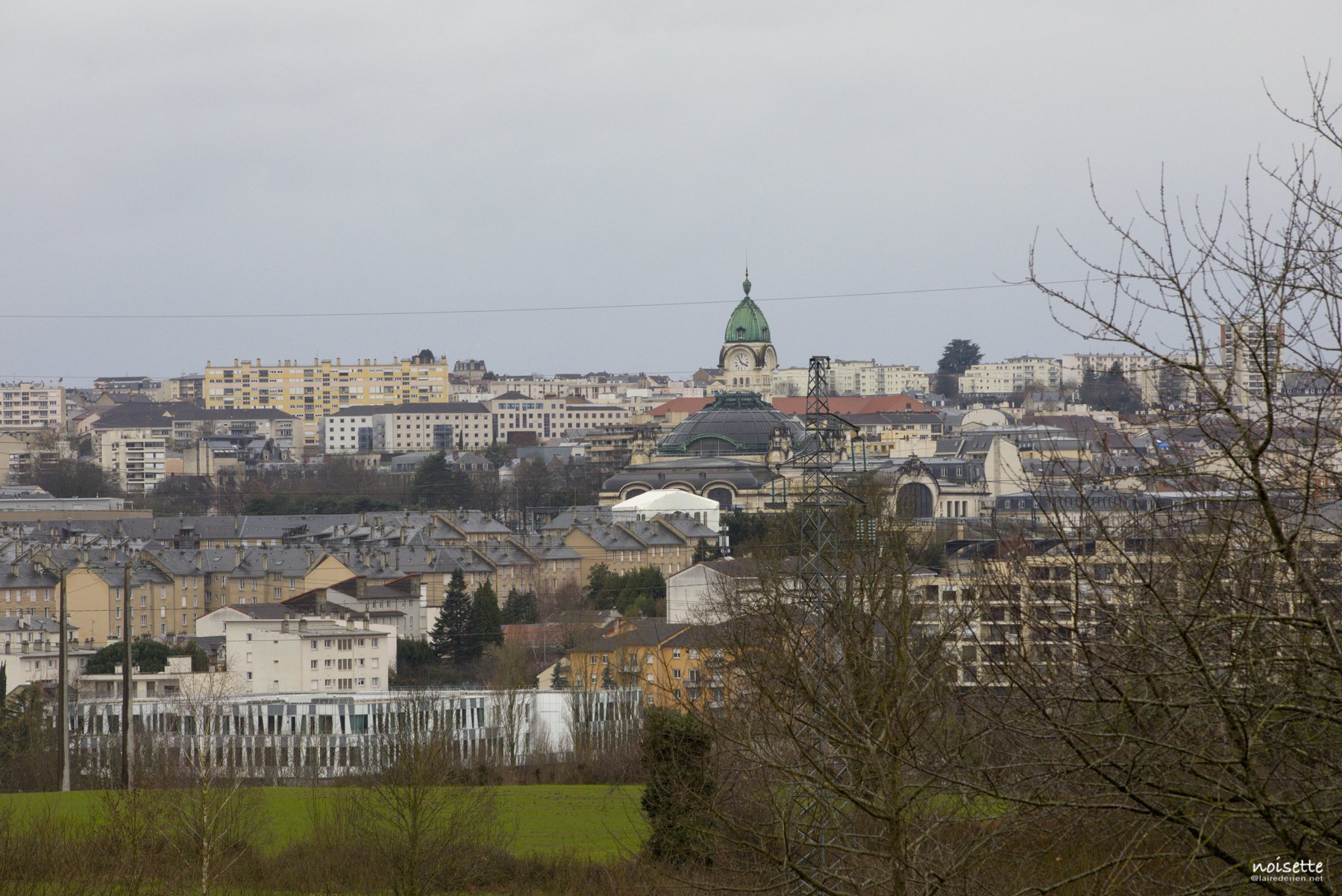
La gare, vue depuis Panazol.

Symbole de la ville, elle a néanmoins peu été représentée dans les arts graphiques, à l'instar de l'ensemble de la cité, qui ne recueillait pas les faveurs des peintres. L'artiste dadaïste Raoul Hausmann, réfugié à Limoges, y a toutefois réalisé plusieurs photographies. La gare est principalement un sujet d'inspiration pour plusieurs artistes locaux, qu'ils soient historiques, comme Eugène Alluaud, qui y situe plusieurs de ses dessins réalisés pendant la Première Guerre mondiale, ou surtout contemporains, comme Sandrine Audevard, Max-Alain Grandjean ou le collectif 748, qui dans le cadre d'un projet de création artistique numérique a proposé une réalisation sur la gare. Le photographe autrichien Arno Gisinger y a situé une photographie de sa série « Occupants - occupés », présentée au Musée de la Résistance et de la Déportation de Limoges en 2012. Le chanteur Arthur H reconnaît avoir été inspiré par le piano installé dans la gare. Le bâtiment a fait l'objet de plusieurs reproductions miniatures : elle a été reconstituée par le chocolatier corrézien Borzeix-Besse, et reproduite en maquette (exposée dans le restaurant de la gare) et elle constitue l'un des monuments représentant le Limousin au parc thématique France Miniature en région parisienne. Sur les réseaux sociaux (notamment Instagram et Facebook), la gare est très présente ; de nombreux comptes la présentent sur toutes ses facettes.

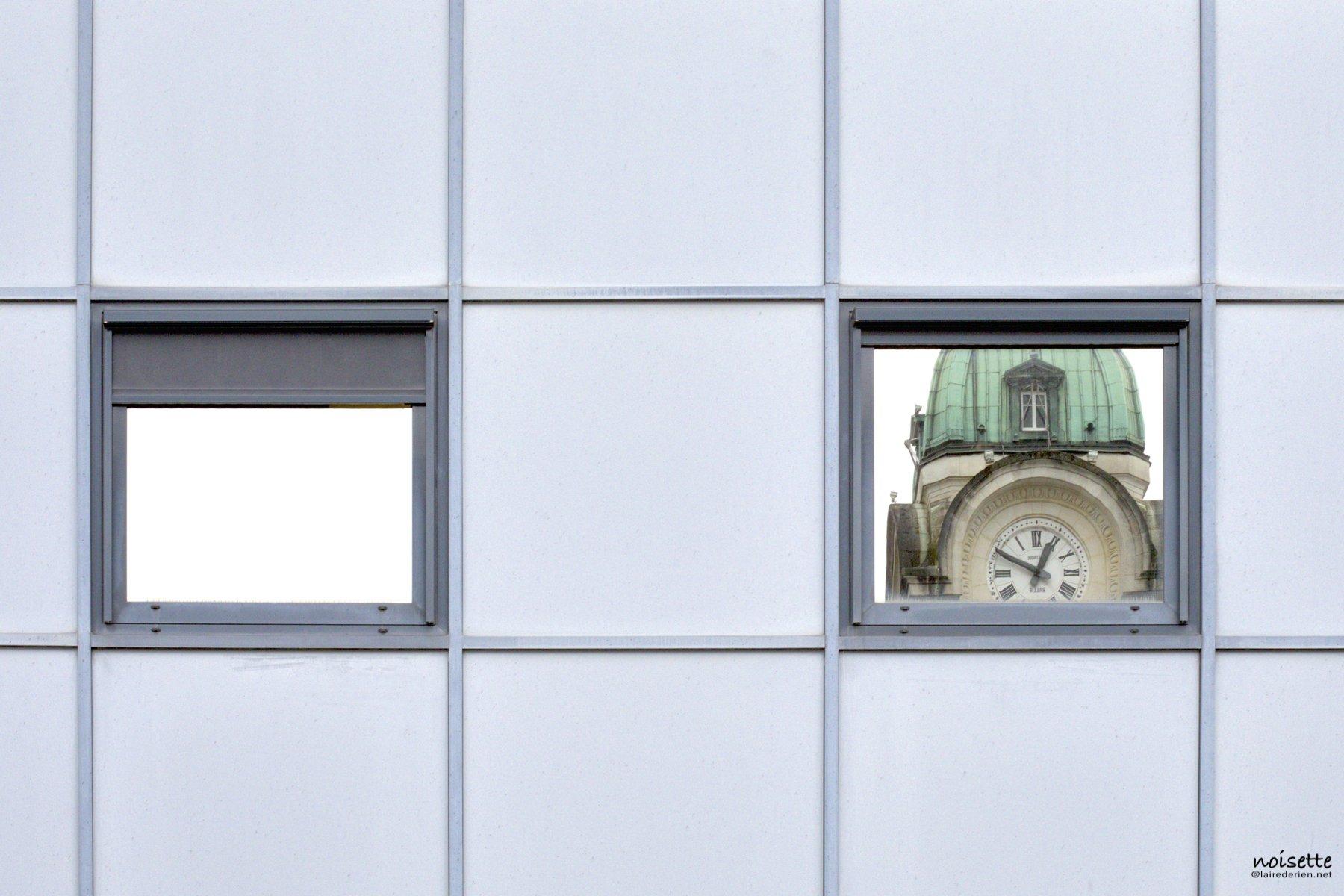
Reflet de l'horloge de la gare.

Le monument a en revanche été cité par plusieurs auteurs dans leur œuvre littéraire comme Georges-Emmanuel Clancier ou Jacques Chardonne (Les Destinées sentimentales, 1934), qui évoquent le passé industriel de la ville, ou encore le romancier japonais Tōson Shimazaki, en exil à Limoges en 1914. Plus récemment, d'autres écrivains ont fait de la gare le théâtre d'une partie de leur scénario : Lucien Combelle (Liberté à huis clos, 1983), Lionel Rocheman (La Belle Âge, 1984), Pierre Rouanet (Nous allions être bien à Karlovy Vary, 1991), Maurice Bandaman (L'amour est toujours ailleurs, 2000), Nicolas Bouchard (La Ville noire, 2001), Patrick Micheletti (Spasmö, 2003), Gérard Laplace (La Pierre à boire, 2008), Véronique Bréger (La Nuit des Orpailleurs, 2009), Christophe Pradeau (La grande sauvagerie, 2010), Carl Aderhold (Les poissons ne connaissent pas l'adultère, 2010), Nicolas Rey (L'amour est déclaré, 2012), James Patterson (Week-end en enfer, 2014) ou Liliane Fauriac (L'Encre sympathique, 2018). Le dramaturge algérien M'hamed Benguettaf, en résidence au Festival des francophonies en Limousin tout près, a écrit un texte évoquant ses passages à Limoges. Dans son récit autobiographique Des Champs de fraises pour toujours, l'écrivain limougeaud Laurent Bourdelas a écrit à la fois sur la gare et son quartier — lieu de son enfance. La gare est régulièrement évoquée par Bernard Cubertafond dans son tableau à la fois personnel et universaliste de la ville, Province, capitale Limoges. Elle apparaît aussi dans l'intrigue de textes d'auteurs régionaux comme Jean-Guy Soumy (Les fruits de la ville, 1993) et Robert Gasparini (Les chemins effacés, 2015), ou des poèmes (Alain Flayac, « Limogeal automne »). L'ancien résistant et ministre Roland Dumas l'évoque à plusieurs reprises dans son récit autobiographique Le Fil et la Pelote. Enfin, plusieurs photographes locaux ont fait de la gare un objet de leur production, comme Fabrice Varieras.
Parallèlement, la gare accueille également des événements culturels de façon épisodique. Par ailleurs, à partir de 1966, le hall de la gare a entendu résonner l'air musette Bruyères corréziennes, de Jean Ségurel, qui avant l'uniformisation des annonces sonores en gare, sert d'indicateur pour annoncer les trains,,.
En 2019, le 90e anniversaire de la gare est célébré par un son et lumière, comprenant des projections sur le bâtiment, conçues par la société Enluminures,.

### Cinéma, télévision et spectacle vivant

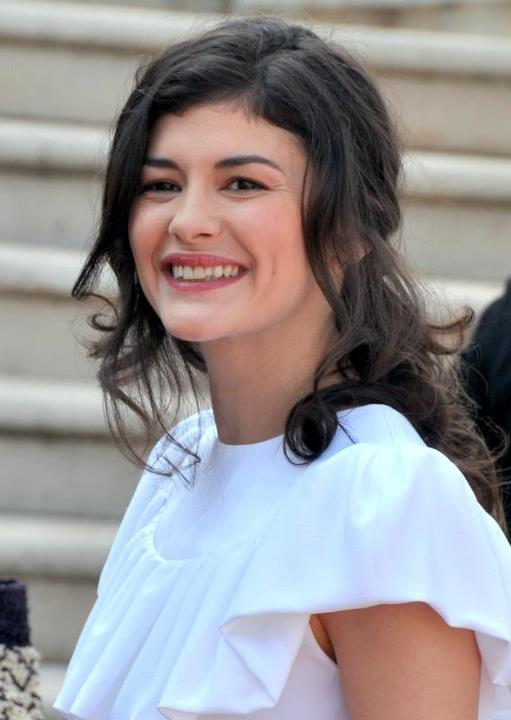
En 2009, l'actrice française Audrey Tautou apparaît dans le clip publicitaire pour le parfum Chanel No 5, que Jean-Pierre Jeunet a tourné devant la gare de Limoges.

La gare est apparue dans plusieurs films de cinéma. Le plus célèbre et explicite étant sans doute Ceux qui m'aiment prendront le train, de Patrice Chéreau (1997), dont les personnages arrivent à Limoges par le train et donc la gare. Le bâtiment apparaît notamment dans plusieurs vues aériennes et panoramas sur la ville. Jean Aurel, pour Les Femmes (1969) et Claude Sautet, avec Quelques jours avec moi (1988) y ont aussi tourné des séquences.
Elle a également fait l'objet de plusieurs documentaires, dont Au-delà du dôme de Patrick Séraudie, qui en 2000 revient sur les travaux de réparation du dôme après l'incendie de 1998, et 24 heures de la vie d'une gare, réalisé par Naruna Kaplan de Macedo et diffusé en 2012 sur plusieurs antennes régionales de France 3. Elle est un des monuments filmés dans le magazine télévisé Le Monument préféré des Français, tourné en juin 2014 et diffusé à l'automne 2014 sur France 2, présenté par Stéphane Bern. En novembre 2015, la gare est un des principaux sujets évoqués dans le numéro de l'émission Karambolage consacré à Limoges, sur la chaîne franco-allemande Arte.
La gare de Limoges a également accueilli, le 20 mai 2008, le tournage d'un clip publicitaire pour le parfum Chanel No 5, « Un train de nuit », réalisé par Jean-Pierre Jeunet et mettant en scène l'actrice Audrey Tautou. Le reste du clip a été tourné dans les gares de Nice et d'Istanbul, autour du thème de l'Orient-Express. Au résultat final, diffusé en 2009, la gare apparaît furtivement au tout début du clip, Audrey Tautou courant sur le parvis et faisant s'envoler quelques pigeons. Ce clip laisse entendre que la gare de Limoges pourrait être le départ d'un train direct pour Istanbul.
Le spectacle musical Limoges Opéra Rock, proposé en 2017 et 2019 à Limoges, comprend une chanson consacrée à la gare, intitulée Limoges Bénédictins, écrite, composée et arrangée par Michel Faure, Pascal Chamoulaud et Jacques-Émile Deschamps et interprétée par Deni.
Le 16, 17 et 18 octobre 2020, a été projeté sur le campanile de la gare un spectacle son et lumière créé par Anne-Laure Coulibaly et Thierry Chenavaud. Cette fresque lumineuse avait pour but de dire un grand « Merci » aux personnes ayant pris des risques durant la pandémie de Covid-19. Plusieurs donateurs, comme Limoges Métropole, ont financé ce projet pour soutenir les médecins, les infirmiers, les aides-soignants, les pompiers, les enseignants, les policiers, les personnels de supermarchés et les bénévoles d’associations durant cette crise.

### Politique, philosophie
La psychologue Alix Landau-Brijatoff voit dans le campanile la manifestation d'un « beffroi républicain ». L'historien Hilaire Multon parle d'un « phare de la modernité », emblématique de l'enracinement d'une « contre-religion » à l'époque du renforcement des valeurs républicaines.
En 2014, parallèlement à la défaite de la gauche aux élections municipales, la physionomie de la gare a été assimilée à celle du président de la République François Hollande par le journaliste de Mediapart Antoine Perraud, comparant leurs « rondeur pépère ostentatoire et fermeté verticale inopinée ».
Régis Debray cite la gare de Limoges comme répondant au concept de « monument-forme », « qui s'impose par ses qualités intrinsèques d'ordre esthétique et décoratif, indépendamment de ses fonctions utilitaires ou de sa valeur de témoignage ».

## Dessertes

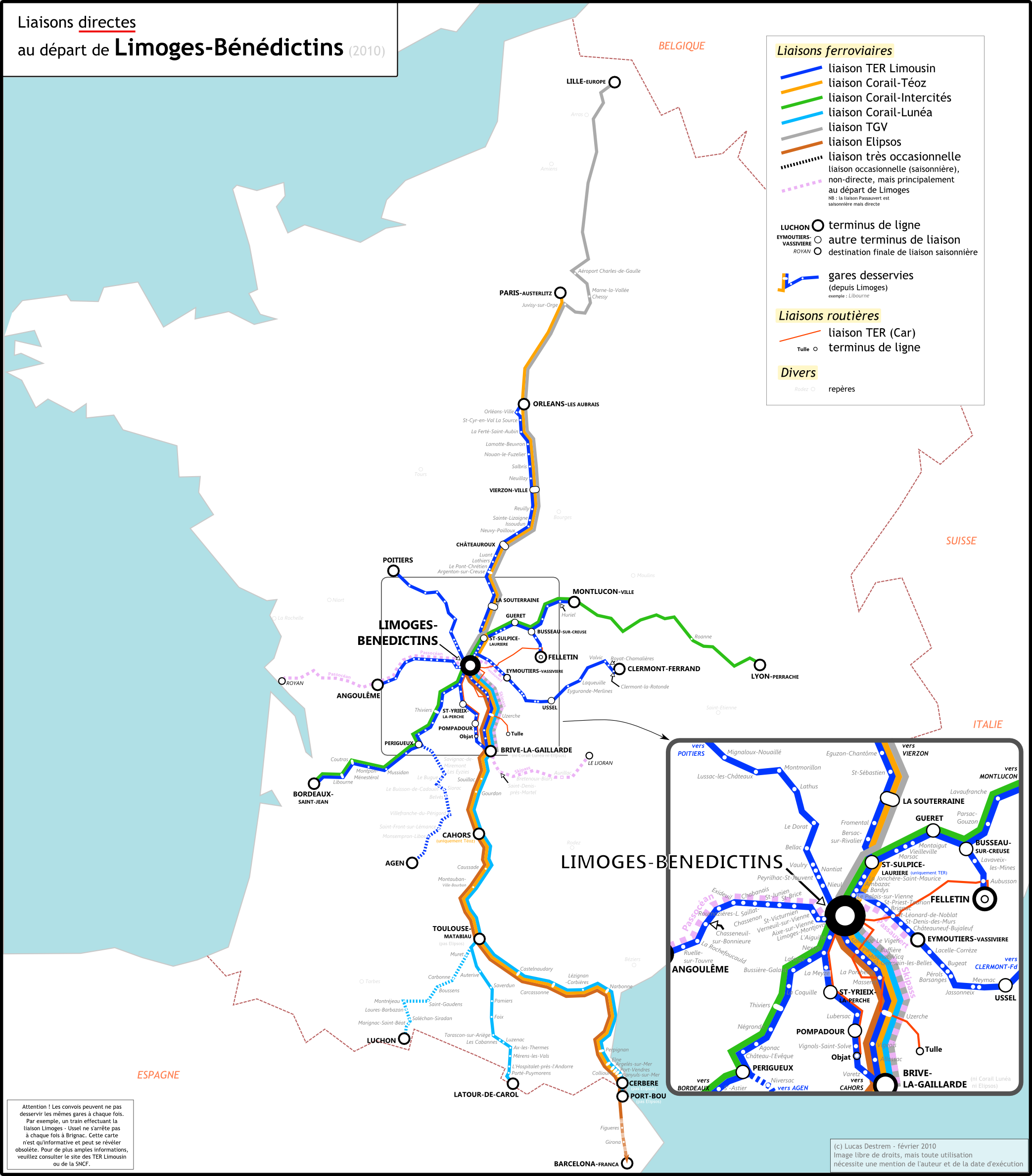
Carte des liaisons directes au départ de Limoges-Bénédictins (en février 2010).

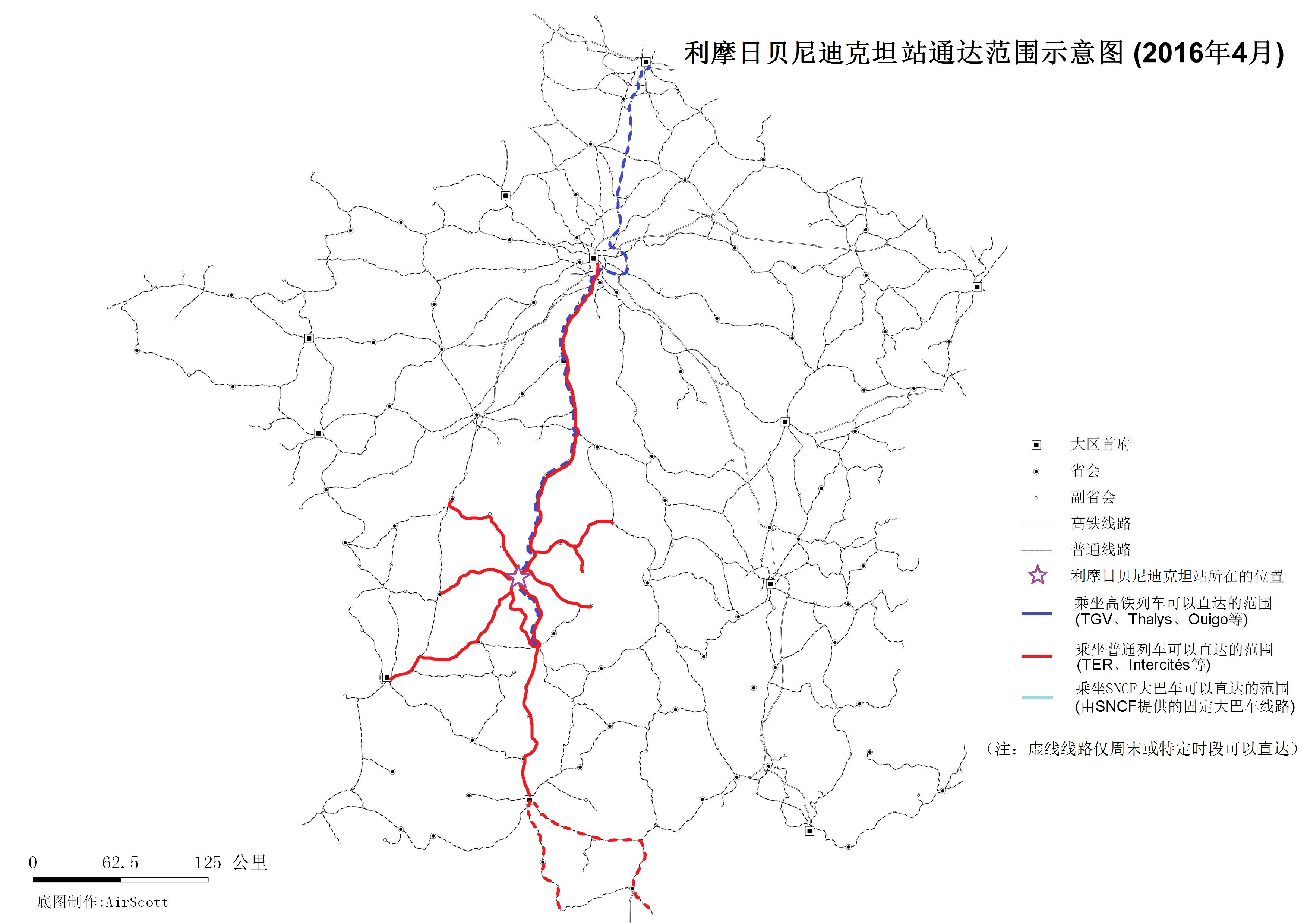
Carte des liaisons directes au départ de la gare (en avril 2016).

La gare de Limoges-Bénédictins est au cœur d'une étoile ferroviaire à huit branches : Châteauroux – Orléans – Paris, Poitiers, Angoulême, Bordeaux, Brive-la-Gaillarde – Toulouse, Ussel (Corrèze), Brive via Saint-Yrieix-la-Perche et Lyon via Guéret.
Le trafic journalier est estimé entre 7 500 et 9 000 voyageurs par jour au début des années 2000, plus vraisemblablement autour de 4 500 dans la deuxième moitié des années 2010.
Le tableau d'affichage de cette gare présente la particularité de montrer indifféremment le départ et les arrivées des trains grandes lignes, des trains régionaux et des cars départementaux, en particulier ceux de la RDTHV qui sont reçus dans le terminal routier jouxtant l'édifice monumental.

### Trafic régional
La gare de Limoges-Bénédictins est l'une des gares centrales du réseau régional TER Nouvelle-Aquitaine. Le trafic représente la plus grande part des liaisons quotidiennes ferroviaires au départ et à l'arrivée. Vingt-quatre destinations sont proposées depuis Limoges par le réseau TER, dont vingt-et-une par le train. Chacune de ces destinations propose la desserte de plusieurs gares sur le trajet. Le trafic des trains régionaux a repris un peu d'importance depuis la régionalisation des transports avec des fréquences allant de trois à dix allers-retours par jour suivant les directions.

#### Liaisons directes régulières
Cette liste présente dans le sens horaire autour de Limoges, les liaisons TER directes au départ de la gare des Bénédictins, utilisant tout ou partie de la ligne.

##### Liaisons ferroviaires
- Ligne TER Nouvelle-Aquitaine : Limoges – Les Aubrais

On dénombre dix trains par jour au départ de Limoges, dont quatre en direction des Aubrais, un en direction de Vierzon, trois en direction de Châteauroux, un en direction de La Souterraine et un en direction de Saint-Sulpice-Laurière. On dénombre neuf trains par jour à destination de Limoges, dont trois venant de La Souterraine, un venant de Châteauroux, deux venant de Vierzon et trois venant d'Orléans.
Les trains desservent obligatoirement les gares de Saint-Sulpice Laurière, La Souterraine, Saint-Sébastien, Argenton-sur-Creuse, Châteauroux et Vierzon.
- Ligne TER Nouvelle-Aquitaine : Limoges – Montluçon[122]

On dénombre huit trains par jour au départ de Limoges, dont deux à destination de Montluçon et six à destination de Guéret. On dénombre sept trains par jour à destination de Limoges, dont cinq en provenance de Guéret, deux en provenance de Montluçon.
Les trains desservent obligatoirement les gares de Guéret et Saint-Sulpice-Laurière.
- Ligne TER Nouvelle-Aquitaine Limoges – Ussel[123]

On dénombre neuf trains par jour au départ de Limoges, dont trois à destination d'Eymoutiers et six à destination d'Ussel. On dénombre dix trains par jour à destination de Limoges, dont trois en provenance d'Eymoutiers et sept en provenance d'Ussel. Cette liaison TER est le vestige de l'ancienne desserte Limoges – Clermont-Ferrand via Laqueuille, supprimée en 2014. Des correspondances en autocar vers l'une et l'autre des préfectures régionales sont assurées au départ d'Ussel.
Les trains desservent obligatoirement toutes les gares de la ligne.
- Ligne TER Nouvelle-Aquitaine Limoges – Brive-la-Gaillarde via Uzerche

On dénombre huit trains par jour au départ de Limoges, tous à destination de Brive. On dénombre sept trains par jour à destination de Limoges, tous depuis Brive.
Les trains desservent obligatoirement les gares d’Uzerche et Allassac.
- Ligne TER Nouvelle-Aquitaine Limoges – Brive-la-Gaillarde via Saint-Yrieix-la-Perche[125]

On dénombre sept trains par jour au départ de Limoges à destination de Saint-Yrieix, un à destination de Pompadour et quatre à destination de Brive. On dénombre sept trains par jour à destination de Limoges en provenance de Saint-Yrieix. Le reste de la ligne s’effectue en autocar entre Saint Yrieix et Objat, puis de nouveau en train entre Objat et Brive depuis l’effondrement d’une partie de la voie en 2018.
Les trains desservent obligatoirement les gares de Nexon et Saint-Yrieix.
- Ligne TER Nouvelle-Aquitaine Limoges – Bordeaux-Saint-Jean via Périgueux

On dénombre quinze trains par jour au départ de Limoges, dont dix à destination de Périgueux et cinq à destination de Bordeaux-Saint-Jean. On dénombre quatorze trains par jour à destination de Limoges, dont huit en provenance de Périgueux et six en provenance de Bordeaux. Nombre des trains arrivant à Périgueux permettent de bénéficier d'une correspondance directe vers Bordeaux. Le temps de parcours moyen pour Périgueux est d'1 h 10, et pour Bordeaux de 3 h si la liaison est directe.
Jusqu'au début des années 2010, certains trains pour Périgueux étaient prolongés vers Agen sans changement. Cette liaison, désormais supprimée, qui permettait à la région d'Agen de bénéficier d'un accès à la liaison Paris – Limoges, fait néanmoins toujours partie des revendications de certains collectifs et pourrait faire son retour dans le service annuel des TER Nouvelle-Aquitaine en 2017.
Les trains desservent obligatoirement les gares de Périgueux et Thiviers.
- Ligne TER Nouvelle-Aquitaine Limoges – Angoulême[128]

On dénombre sept allers-retours la semaine et cinq-six le week-end, à destination de Saint-Junien ou Saillat - Chassenon. Depuis mars 2013, en raison du mauvais état de la voie, la liaison est interrompue entre Saillat - Chassenon et Angoulême, et remplacée par des cars affrétés par la SNCF.
Les trains desservent obligatoirement les gares de Saint-Junien, Aixe-sur-Vienne et Montjovis.
- Ligne TER Nouvelle-Aquitaine Limoges – Poitiers[129]

On dénombre neuf trains par jour au départ de Limoges à destination de Poitiers et un à destinations du Dorat. On dénombre neuf trains par jour à destination de Limoges, dont un en provenance du Dorat et huit en provenance de Poitiers.
Les trains desservent obligatoirement les gares de Nantiat, Bellac, Le Dorat, Montmorillon et Lussac-les-Châteaux.

##### Liaisons routières

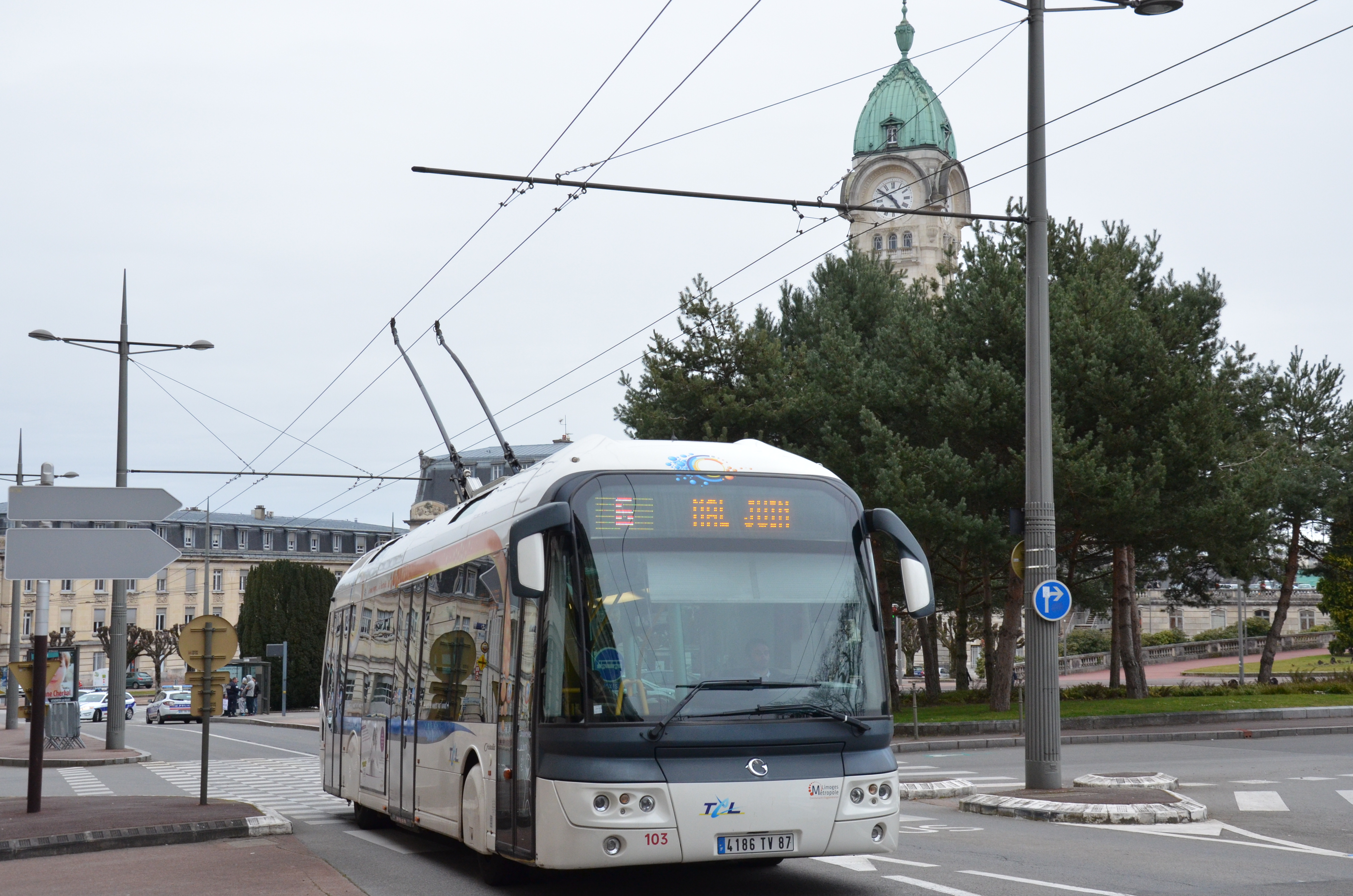
Quelques lignes du réseau de bus TCL desservent la gare.

La gare des Bénédictins est également un pôle multimodal par son statut de gare routière du réseau régional et du réseau urbain.
Des cars TER Nouvelle-Aquitaine s'y arrêtent et permettent de rejoindre Tulle via Uzerche (quatre allers-retours par jour), Magnac - Vicq ou Masseret (ligne 7), Bourganeuf, Aubusson ou Felletin (ligne 9). Certaines liaisons avec Montluçon sont également assurées en car.
Le CIEL est un pôle majeur du réseau départemental d'autocars Moohv 87 ; il accueille le terminus des lignes A, B, 1, 2, 7, 9, 11, 12, 15, 16, 18, 19, 24, 26, 28, 29, 40, 50, 70 et 81, dont les dessertes sont affichées dans le hall de la gare sur le même tableau que les liaisons ferroviaires.
La liste suivante présente l'ensemble des liaisons en car départemental au départ de la gare de Limoges.
| - A : Limoges – Ambazac (Ambazac – Limoges-CIEL : sept par jour, Limoges-CIEL – Ambazac : cinq par jour) - correspondances pour Saint-Laurent-les-Églises, Les Billanges, Saint-Martin-Terressus, Saint-Sylvestre, Saint-Priest-Taurion, Jabreilles-les-Bordes - B : Limoges – Bessines-sur-Gartempe (quatre A/R par jour) - correspondances pour Saint-Sulpice-les-Feuilles via Arnac-la-Poste, pour Châteauponsac, Folles, Fromental et Saint-Pardoux - 1 : Limoges – Saint-Laurent-les-Églises (Limoges-CIEL – Saint-Laurent : trois par jour, Saint-Laurent – Limoges-CIEL : deux par jour) via Le Palais-sur-Vienne, Saint-Priest-Taurion, Saint-Martin-Terressus, Le Châtenet-en-Dognon - 2 : Limoges – Cussac (un A/R par semaine) ou Beynac (un A/R par semaine) - 7 : Limoges – Châteauponsac (deux A/R par jour) via Bonnac-la-Côte, Compreignac, Saint-Sylvestre, Razès, Bessines-sur-Gartempe - 9 : Limoges – Neuvic-Entier (un ou deux A/R par jour) via Feytiat, Eyjeaux, Saint-Paul, Saint-Bonnet-Briance, Linards, Châteauneuf-la-Forêt - 11 : Limoges – Saint-Junien (dix A/R par jour) dont un de/pour Oradour-sur-Vayres et un de/pour Bussière-Galant via Verneuil-sur-Vienne, Veyrac, Saint-Victurnien, Saint-Brice-sur-Vienne, Saint-Junien, Rochechouart, Vayres, Oradour-sur-Vayres, Champagnac-la-Rivière, Champsac, Châlus | - 12 : Limoges – Oradour-sur-Glane via Verneuil-sur-Vienne, Veyrac (trois A/R par jour) - correspondances pour Saint-Barbant via Cieux, Blond, Mortemart, Nouic, Mézières-sur-Issoire, Saint-Martial-sur-Isop - 15 : Limoges – Dournazac (deux A/R par jour)via Verneuil-sur-Vienne, Veyrac (trois A/R par jour) - correspondances pour Saint-Barbant via Cieux, Blond, Mortemart, Nouic, Mézières-sur-Issoire, Saint-Martial-sur-Isop - 16 : Limoges – Châlus (deux A/R par jour) via Isle, Aixe-sur-Vienne, Séreilhac, Pageas - 18 : Limoges – Magnac-Laval (un A/R par semaine) via Couzeix, Nieul, Peyrilhac, Nantiat, Le Buis, Roussac - 19 : Limoges – Ambazac (quatre A/R par jour) - 24 : Limoges – Aixe-sur-Vienne (dix A/R par jour) dont deux de/pour Beynac via Isle (Haute-Vienne) - 26 : Limoges – Bosmie-l'Aiguille (un A/R par jour) ou Jourgnac (un A/R par jour) - 28 : Limoges – Le Dorat via Couzeix, Nieul, Peyrilhac, Chamboret, Breuilaufa, Berneuil, Bellac (Limoges – Le Dorat : deux par jour, Le Dorat – Limoges : quatre par jour) et Limoges – Mézières-sur-Issoire via Couzeix, Nieul, Peyrilhac, Chamboret, Breuilaufa, Berneuil, Bellac (Limoges – Mézières : deux par jour, Mézières – Limoges : un par jour) - correspondances pour Bussière-Poitevine au départ de Bellac via Peyrat-de-Bellac, Saint-Bonnet-de-Bellac - 29 : Limoges – Saint-Hilaire-Bonneval (cinq A/R par jour) dont trois de/pour Pierre-Buffière et deux de/pour Saint-Genest-sur-Roselle via Feytiat, Boisseuil - 40 : Limoges – Saint-Yrieix-la-Perche (trois ou quatre A/R par jour) via Le Vigen, Saint-Maurice-les-Brousses, Nexon, Janailhac, La Roche-l'Abeille - 50 : Limoges – Nexon (un ou deux A/R par jour) ou Ladignac-le-Long (un A/R par jour) via Isle, Bosmie-l'Aiguille, Beynac, Burgnac, Meilhac, Nexon, Saint-Hilaire-les-Places - 70 : Limoges – Cognac-la-Forêt (un à trois A/R par jour) via Isle, Aixe-sur-Vienne, Saint-Priest-sous-Aixe, Saint-Yrieix-sous-Aixe, Sainte-Marie-de-Vaux - 81 : Limoges – Magnac-Laval (Limoges – Magnac : un par semaine, Magnac – Limoges : deux par semaine) via Couzeix, Bellac |

La gare est en outre desservie par plusieurs lignes du réseau de bus TCL, dont la ligne 6 de trolleybus. La liste suivante présente l'ensemble des lignes qui desservent la gare de Limoges :
- arrêt Gare des Bénédictins : 610202122d8d10
- arrêt Limoges CIEL : 2834

##### Projet de desserte territoriale
Au stade de réflexion citoyenne depuis 2015, il existe un projet consistant à utiliser l'étoile ferroviaire de Limoges, pour mettre en place un réseau de type train-tram, desservant les gares existantes ainsi que de nouvelles haltes (ou stations) créées au sein de l'agglomération,,.

### Trafic national

Limoges est située dans la zone desservie par la gare de Paris-Austerlitz.

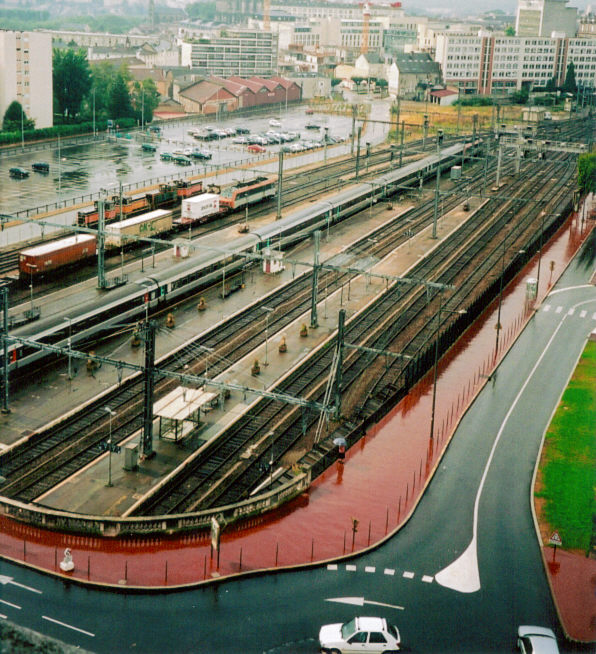
Le train Intercités Paris – Portbou via Limoges.

Actuellement, le trafic grandes lignes est de l'ordre de dix allers-retours par jour en direction de Paris, de quatre en direction de Toulouse dont un ou deux (selon la saison) prolongé jusqu'à Cerbère / Portbou, et desservant ainsi Castelnaudary, Carcassonne, Narbonne, Perpignan et les gares de la plaine du Roussillon et de la côte Vermeille.
Sur la ligne transversale Lyon – Bordeaux, ne subsiste qu'un seul aller-retour par jour assuré par un train Intercités, jusqu'en 2012, avant la suspension de la desserte, initialement en raison de travaux pour un an, avant que cette suppression soit maintenue en 2014. Depuis le 9 décembre 2007 et jusqu'à 2012, cette liaison était assurée par du matériel automoteur mis à disposition par les régions traversées. Cette nouvelle desserte permettait de gagner plus d'une heure de temps de parcours par rapport aux anciennes rames tractées composées de voitures Corail. Une pétition, lancée en 2013 par le géographe Sylvain Guyot, réclamant sa réouverture, a été signée par plus de 11 000 personnes.
Concernant le trafic des trains de nuit, Limoges a perdu toutes ses dessertes. Par exemple, le train-hôtel Elipsos pour Barcelone est supprimé en décembre 2013, en raison de la mise en service d'une liaison TGV directe, empruntant notamment la LGV Méditerranée et la ligne de Perpignan à Figueras.

#### Grande vitesse

##### Projet de ligne vers Poitiers

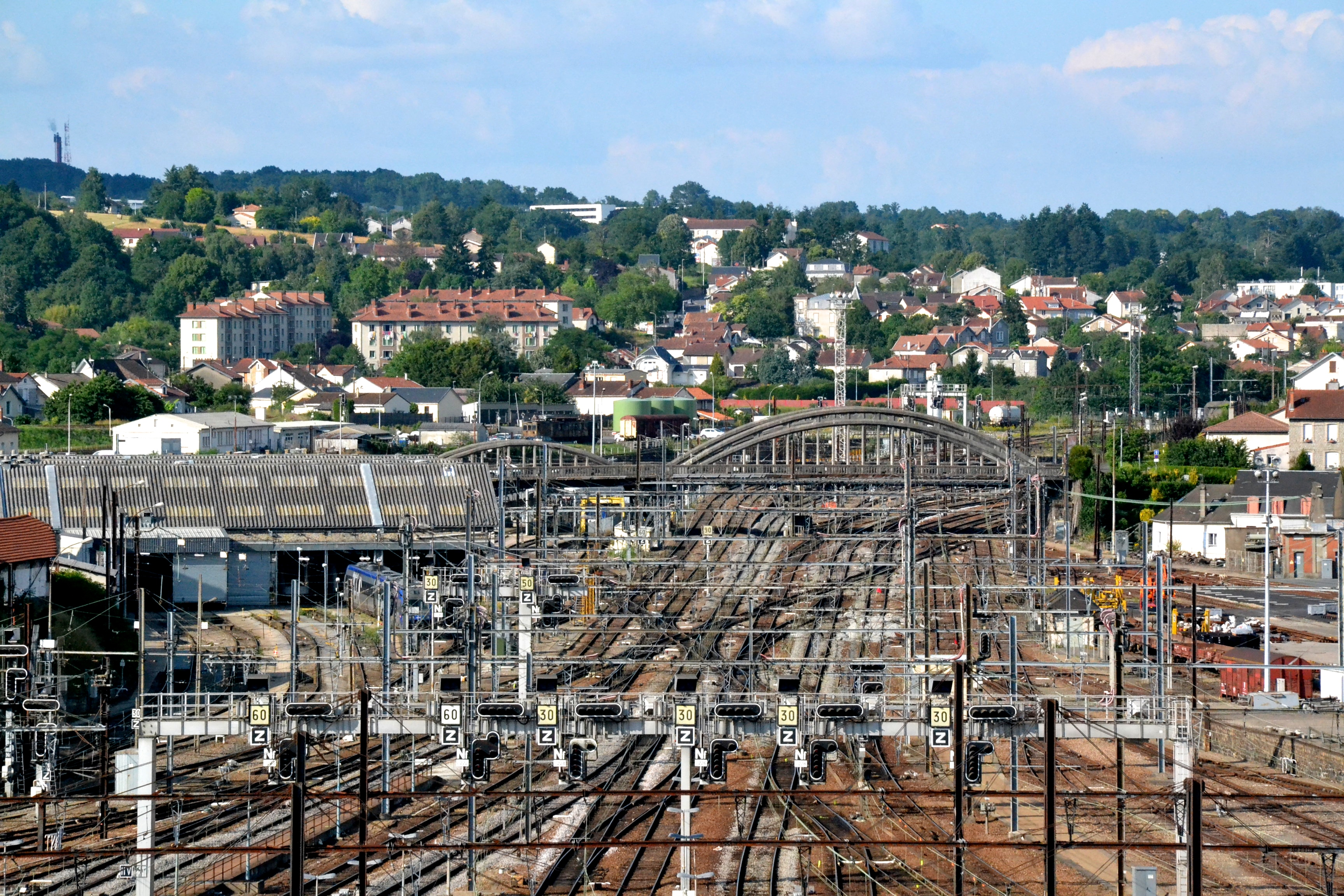
Les voies, dans la direction nord (vers Paris).

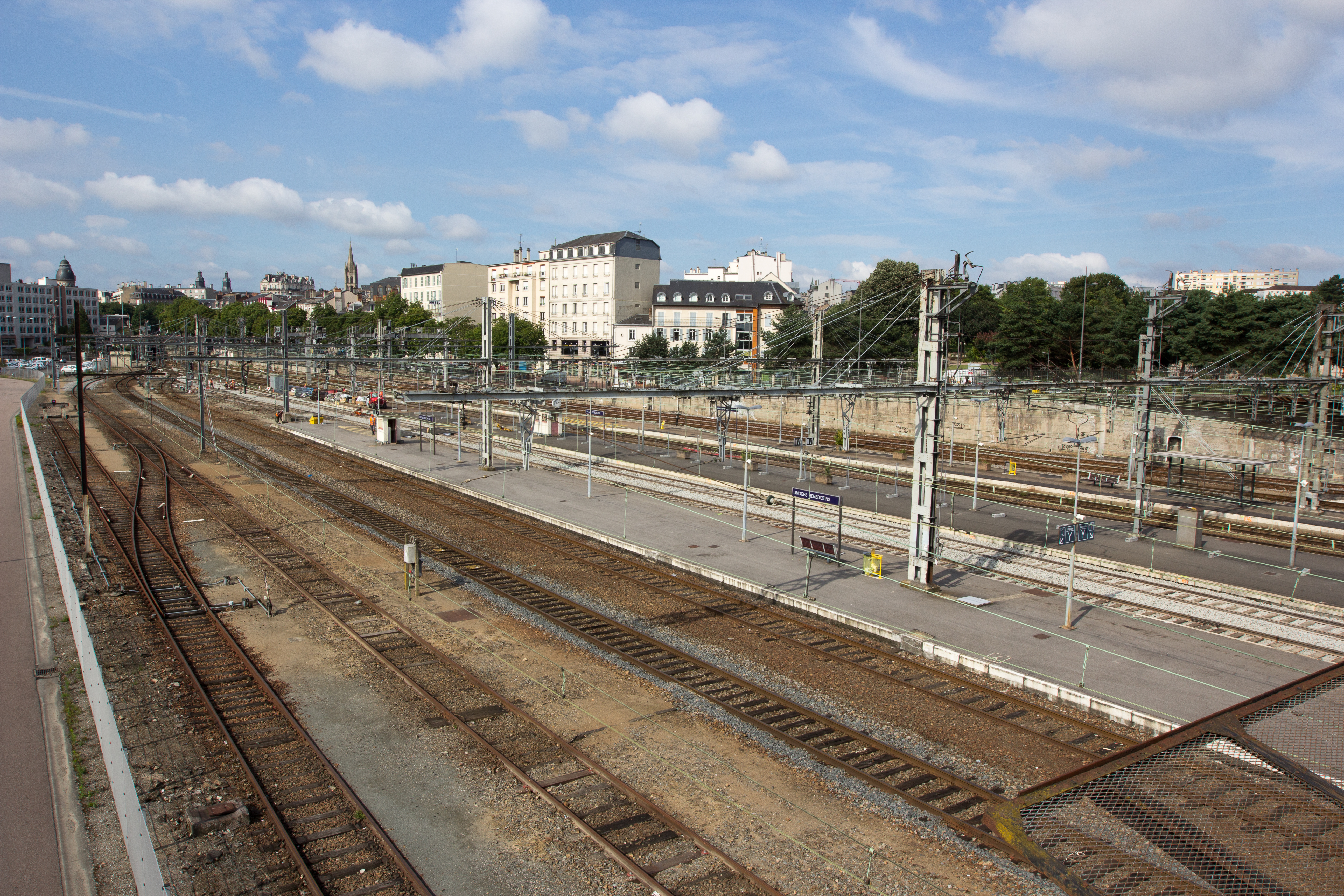
Les voies, en direction de Toulouse.

Porté par plusieurs élus locaux et nationaux entre le milieu des années 2000 et la fin des années 2010, le projet de ligne à grande vitesse entre Limoges et Poitiers concerne à l'époque au premier chef la gare des Bénédictins ; compte tenu de l'absence de gare TGV dans le projet, la gare des Bénédictins est censée être utilisée comme telle. D'ailleurs, lors de la phase préparatoire au débat public sur le projet, la gare de Limoges-Bénédictins est d'emblée étudiée comme pouvant bénéficier directement d'effets liés à la grande vitesse.
Le choix par Réseau ferré de France de poursuivre ses études sur le projet dit « central », à l'issue du débat public qui s'est déroulé au second semestre 2006 dans les villes concernées, implique alors l'arrivée des rames TGV par les voies nord, en provenance de Paris. Ce tracé d'option centrale est censé être élargi à ses extrémités pour augmenter les possibilités de raccordements aux lignes existantes, vers Poitiers et Limoges.
L'idée de la mise en place d'une telle ligne est soutenue par plusieurs élus locaux, mais critiquée par plusieurs rapports et combattue par de nombreux collectifs politiques et associatifs, au gré de plusieurs rebondissements sur fond de prises de positions médiatiques à l'échelle nationale compte tenu de l'ancrage local de plusieurs personnalités d'envergure nationale comme Jacques Chirac, Ségolène Royal et François Hollande. Relancé et soutenu par François Hollande devenu Président de la République, le projet fait cependant face à une vive opposition, en dépit de la déclaration d'utilité publique prononcée en janvier 2015, contre laquelle plusieurs recours ont été déposés par des collectivités et des associations hostiles à cette réalisation et qui s'efforcent de militer pour une modernisation de la ligne classique entre Paris et Limoges. L'abandon du projet en 2017 laisse en suspens les aménagements que devaient subir la gare et ses abords (comme la Caserne Marceau) avec l'arrivée de la grande vitesse.

##### Autres projets
Sur le plan des relations Est-Ouest, Limoges et le Limousin souffrent de l'absence d'infrastructures ferroviaires efficaces, qui pourrait être comblée par le projet de Transversale Alpes Auvergne Atlantique (Transline). L'association « Alpes Logistique Transport Ouest » préconise depuis plus de vingt ans la réalisation de ce projet, qui permettrait de relier Lyon à Bordeaux et Nantes, en passant par Clermont-Ferrand et Limoges. Des premières études ont été engagées en 2007 et 2008, en mobilisant des citoyens, des chambres consulaires et des collectivités territoriales des régions traversées. Ce projet est apparu dans les discussions autour du projet de loi du Grenelle de l'Environnement, comme moyen de relier le sillon rhodanien à la façade atlantique.
Brice Hortefeux, ministre du gouvernement Fillon et conseiller régional d'Auvergne, a émis l'hypothèse en 2007 de lancer un projet de ligne à grande vitesse (LGV) entre Paris et Clermont-Ferrand. Cette proposition pourrait relancer l'idée de réaliser la desserte du Massif central par un « Y » renversé reliant Paris, Clermont-Ferrand, Limoges, et accélérer le projet d'une grande relation transversale entre Bordeaux, Limoges et Lyon, comme pour autant privilégier l'option auvergnate à l'option limousine. Depuis, le projet POCL paraît directement concurrencer le projet Limoges – Poitiers.
Par ailleurs, la réalisation de la LGV Poitiers - Limoges pourrait aussi constituer une première amorce du projet Transline.

#### Liaisons directes régulières
Cette liste présente dans le sens horaire autour de Limoges, en taille normale les liaisons directes principales, et en taille réduite les autres liaisons directes, utilisant en tout ou partie la ligne de la liaison principale les précédant.
| Intercités - Limoges – Paris-Austerlitz (dix AR/jour) - Limoges – La Souterraine - Limoges – Châteauroux - Limoges – Vierzon-Ville - Limoges – Les Aubrais - Limoges – Toulouse-Matabiau - Limoges – Brive - Limoges – Cahors - Limoges – Cerbère via Toulouse-Matabiau et Perpignan | - Limoges – Portbou - Limoges – Latour-de-Carol - Limoges – Lyon-Perrache - Limoges – Bordeaux-Saint-Jean |

NB : la carte des dessertes au départ de la gare de Limoges-Bénédictins matérialise d'un point blanc les arrêts possibles au départ de Limoges, sur les liaisons nationales.

### Trafic international
Ancienne gare internationale essentielle des liaisons transversales, Limoges-Bénédictins voyait s'arrêter à l'ouverture de l'actuel bâtiment des convois en partance ou provenance de Milan effectuant la liaison jusqu'à Bordeaux et vers Genève (à partir de 1954 et jusqu'en 1970), ou encore un train de nuit vers Barcelone, supprimé en 2013.
Une navette routière relie aussi la gare à l'aéroport de Limoges-Bellegarde.

## Service des marchandises
Cette gare est ouverte au service du fret.

## Gare de triage et dépôt

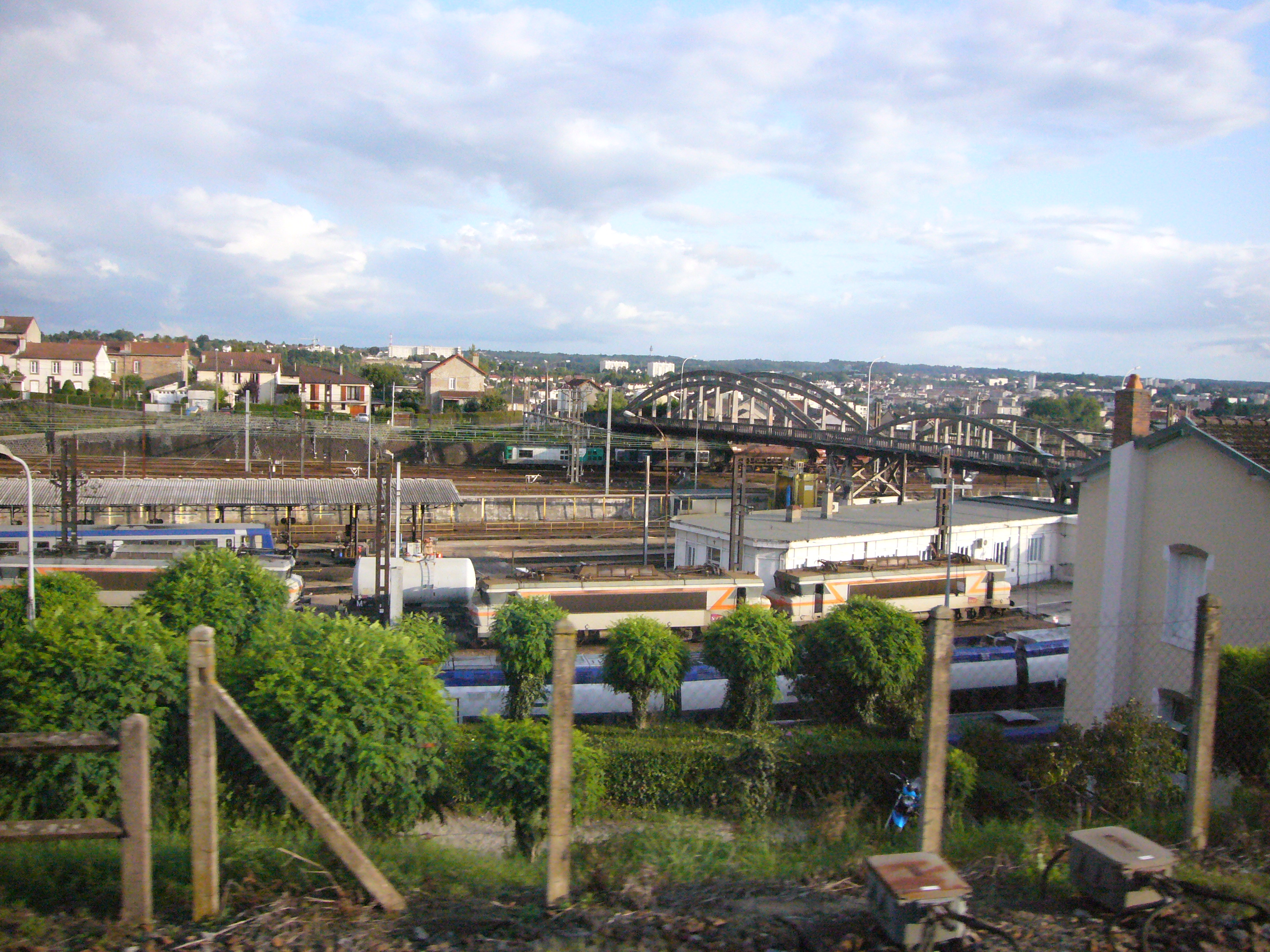
La passerelle Montplaisir et des voies de la gare de triage.

Ouverte en juillet 1894, la gare de triage du Puy Imbert, dont le faisceau principal est composé de vingt-sept voies, est essentiellement utilisée pour remiser quelques trains complets ainsi que pour recevoir du matériel ferroviaire en attente d'être mis en circulation. La partie sud du faisceau principal est dévolue à l'entrepôt des véhicules destinés aux voyageurs, tandis que le faisceau secondaire de Ventenat, au nord du faisceau principal, reçoit les trains en vue de leur triage proprement dit.
Le raccordement de la LGV Poitiers - Limoges sur la ligne classique pourrait s'effectuer au nord du faisceau Ventenat de la gare de triage.

### Machines en dépôt
Liste exhaustive des 197 machines en dépôt à Limoges au début de l'année 2003 :
- 11 locomotives électriques (BB 8500) ;

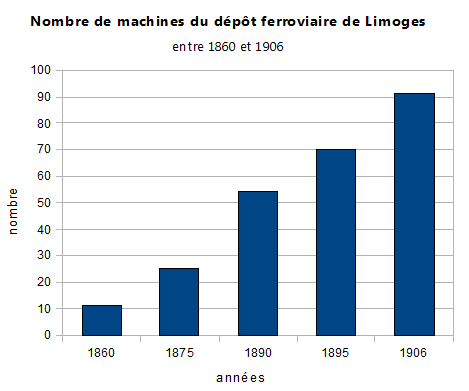
Évolution du nombre de machines en dépôt à Limoges, entre 1860 et 1906.

- 30 locotracteurs (Y 7100, Y 7400, Y 8000) ;
- 48 locomotives diesel (BB 63500 et BB 66000) ;
- 108 autorails (X 2100, X 2200, X 2800, X 72500, X 73500).

Le dépôt de Limoges, dont les actuels bâtiments datent des années 1920, plus anciens que le bâtiment de la gare lui-même, a accueilli des locomotives électriques de 1938 à 1993 et de 2001 à 2003. Depuis l'arrivée des premières locomotives diesel après la Seconde Guerre mondiale, Limoges n'accueille aujourd'hui plus que des locomotives de ce type.

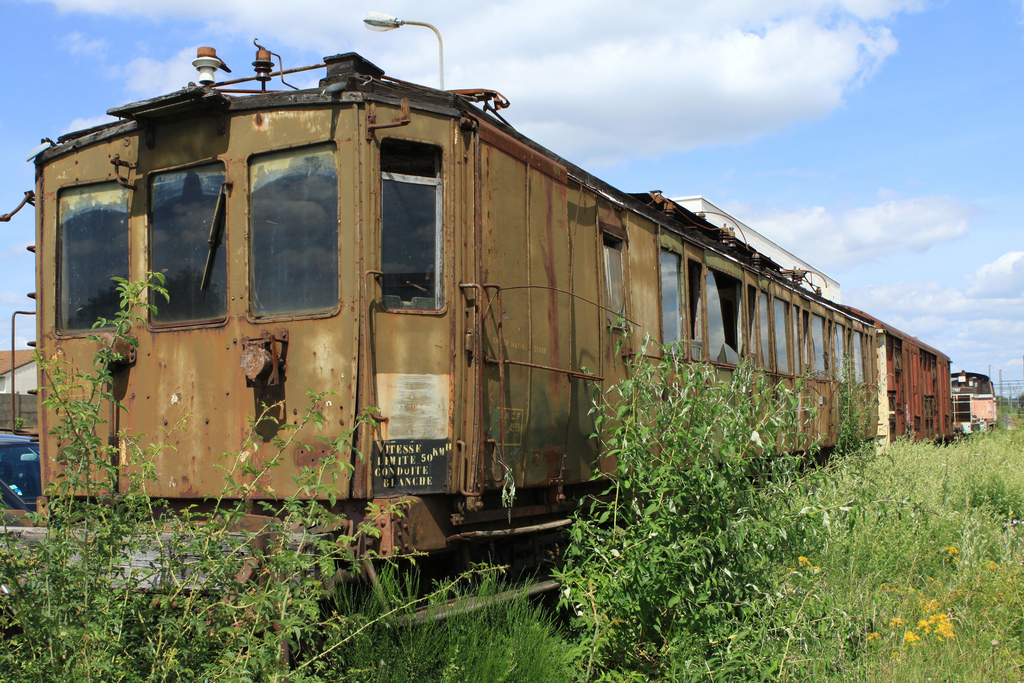
La Z 4909, en dépôt à Limoges jusqu'en 2017.

Jusqu'en 2017, le dépôt accueille également l'automotrice Z 4909, autrefois au service de la Compagnie des chemins de fer du Midi sur la ligne de Perpignan à Villefranche - Vernet-les-Bains ; cette automotrice, pourtant classée aux monuments historiques depuis 2003, à l'abandon depuis son déplacement du dépôt de Brive et dans l'attente de sa récupération par la Cité du train de Mulhouse, est finalement déplacée en lieu sûr hors de Limoges en 2017.